# Histoire du Primorié
Vous lisez un « bon article » labellisé en 2024.
L'histoire du Primorié est celle du territoire connu aujourd'hui en tant que sujet russe du kraï du Primorié (constitué en 1938), au sud du kraï de Khabarovsk, dans le district fédéral extrême-oriental, mais aussi celle du territoire plus vaste incluant ce que les Russes appelaient « Mandchourie-Extérieure » à l'époque de l'Empire russe.

## Synthèse

### Préhistoire
Le territoire du Primorié est habité depuis plus de 32 000 ans AEC par des tribus venues d'autres régions d'Asie. Dès la préhistoire, de nombreuses cultures se trouvent dans la région, dont les plus importantes sont les cultures de Zaïssanovka et de Yankovski.

### Moyen-Âge
Par la suite, le territoire est conquis par de nombreux empires, au gré des intrigues politiques et militaires se déroulant en Chine et en Corée. Il est ainsi pris par le royaume coréen Balhae, la région étant alors nommée Shuiaibin, puis par les Khitans de la dynastie Liao avant d'être intégré à la dynastie Jin. En 1234, le Primorié est conquis par les Mongols et tombe sous la domination de la dynastie Yuan. Ils sont supplantés par la dynastie Ming à la fin du XIVe siècle, puis les Jürchens unifient la région pendant le début du XVIIe siècle. Enfin il fait partie des empires de la dynastie des Jin postérieurs, puis de la dynastie Qing, sous laquelle la région est nommée Woji.

### 1655: Russie
Les Russes arrivent dans la région pour la première fois en 1655, ce qui marque la fin de la conquête de la Sibérie et en fait avec le Kamtchatka la dernière région explorée et annexée de l'actuelle Russie. Il s'engage alors une course à la conquête entre l'empire Qing d'un côté et le tsarat de Russie de l'autre. En 1689, l'empire Qing officialise la possession du territoire lors du traité de Nertchinsk. La région est cartographiée au XVIIIe siècle par plusieurs Français, dont Jean-François de La Pérouse, officier de marine et explorateur.

### 1850c: convoitises occidentales
Au cours de la seconde moitié du XIXe siècle, les Européens, dont les Britanniques et les Français, commencent à s’intéresser à l'Extrême-Orient et en particulier à la Chine. L'empire Qing, en position de faiblesse, se voit dans l'obligation d'accepter de nombreux traités inégaux, et l'Empire russe y prend sa part. C'est ainsi qu'en 1858 puis en 1860, les Russes signent avec la Chine, respectivement, le traité d'Aïgoun et la convention de Pékin, qui permettent l'annexion de la Mandchourie-Extérieure puis du Primorié. Lors de la guerre civile russe, le territoire devient un bastion des Armées blanches et il est contrôlé par les Japonais dans le cadre de l'intervention alliée en Sibérie. L'éphémère gouvernement provisoire de Priamour constitue le dernier bastion blanc de cette guerre. En octobre 1922, il est envahi par l'Armée rouge, avec la prise de Vladivostok le 25. En parallèle, les troupes blanches et alliées fuient vers la Corée japonaise et l'archipel nippon.

### URSS
La période soviétique voit le développement économique et militaire de la région. Avec la collectivisation des terres dans les années 1930, de nombreuses personnes émigrent dans le Primorié qui possède de nombreuses terres agricoles inexploitées. Les travailleurs du goulag arrivent également en masse, chargés de construire les infrastructures de la région. En 1938, alors que la Chine est partiellement sous domination japonaise et que les tensions sont au plus haut entre l'URSS et le Japon, la bataille du lac Khassan se solde par une victoire soviétique. En 1945, le Primorié devient l'une des bases de lancement de l'invasion de la Mandchourie par l'Armée rouge à la fin de la Seconde Guerre mondiale. Le Primorié voit avec la perestroïka la fin des subventions puis la dislocation de l'URSS et subit une crise économique qui engendre elle-même un exode massif de sa population vers la Russie européenne. Mais cette tendance se ralentit au fil des années, en raison de l'exode des populations de l'extrême-Nord vers le sud et les grandes villes, dont Vladivostok. En 2012, la ville accueille le sommet de l'APEC, et bénéficie de grandes rénovations et constructions.

## Préhistoire

### Paléolithique

#### Arrivée des premiers hommes

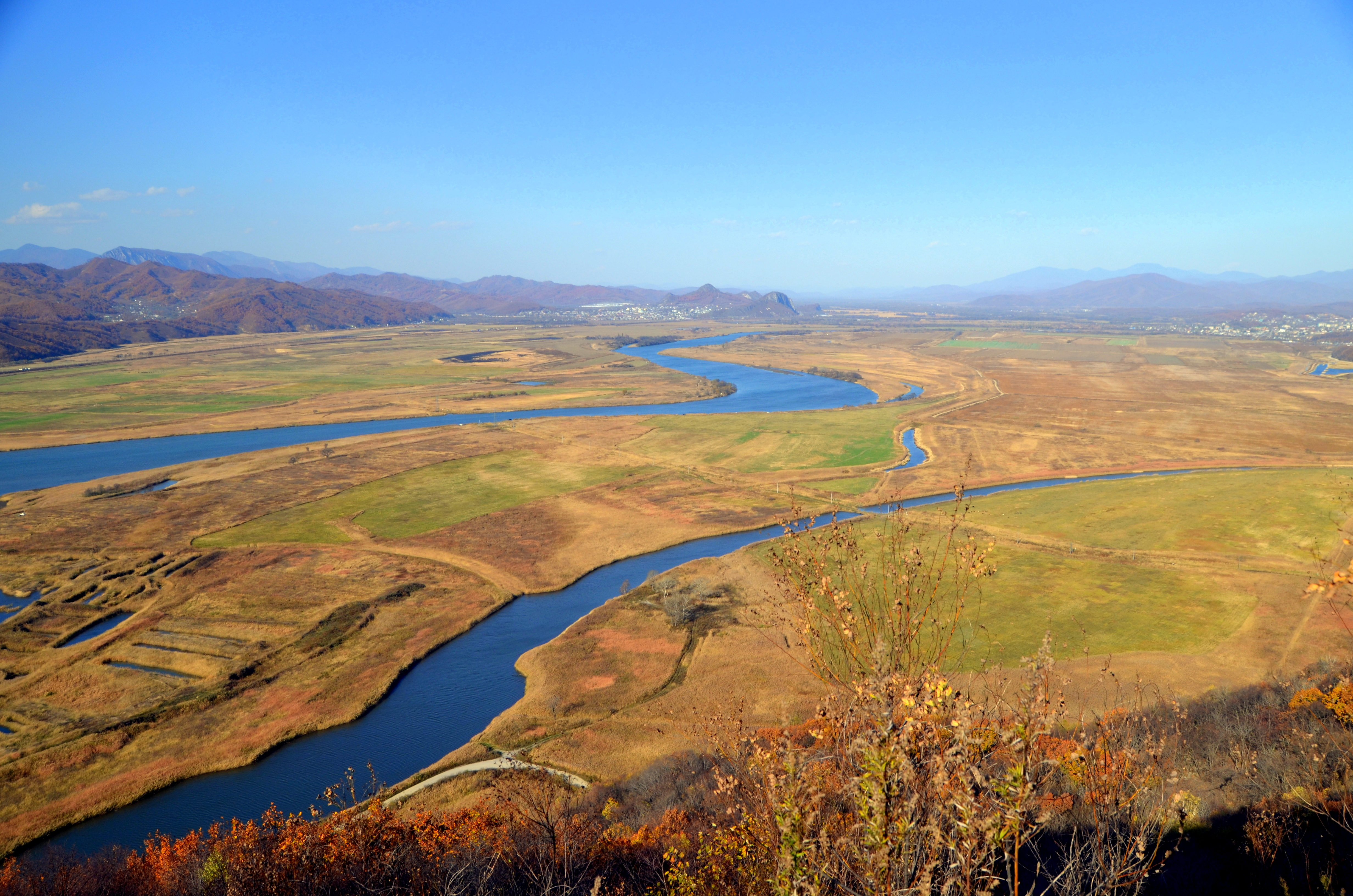
La vallée de la Partizanskaïa ; Iekaterinovka se situe en arrière-plan.

Le peuplement du Primorié a commencé il y a plus de 30 000 ans, lorsque des tribus venues d'autres régions d'Asie comme la Mandchourie se sont installées près des côtes. Ces premiers habitants étaient des chasseurs de mammouths et des cueilleurs, avec un mode de vie nomade, et ils chassaient en groupe. Leur stratégie de chasse consistait à pousser l'animal jusqu'à une falaise, le faire tomber puis l'achever avant de prendre la viande. La plus ancienne implantation humaine connue a été retrouvée près du village d'Ossinovka (raïon de Mikhaïlovka), peuplée possiblement il y a 40 000 à 35 000 ans AP. Ossinovka est considéré par l'archéologue soviétique Alekseï Okladnikov comme le premier complexe du paléolithique supérieur au Primorié. Cependant, il est supposé que les rives de la Suifen furent peuplées bien avant, mais aucune trace ne le prouve,. Les études archéologiques ont prouvé de profondes similitudes entre les sites archéologiques du Primorié et ceux des Îles Kouriles, de Sakhaline et de la partie nord-est de l'île d'Hokkaidō.
Le Primorié est alors occupé par de vastes forêts de feuillus dans les zones basses, de forêts de pins de Sibérie sur les versants et une taïga de conifères en haute montagne ; dans la partie la plus septentrionale prédominent des forêts de pins. Le climat de tout le territoire est assez clément, se rapprochant du climat actuel de la Corée, et le niveau de la mer est supérieur d'environ 10 mètres au niveau actuel. C'est dans ce contexte que s'inscrivent les premiers peuplements de la culture d'Ossinovka (du XXXVIIIe au XXXe siècle AEC). De cette culture ont été retrouvés des outils comme des pierres polies et des haches,.

#### Apogée de la dernière période glaciaire
Mais lors de l'apogée de la dernière période glaciaire, le niveau de mer a baissé d'environ 90 à 100 mètres par rapport au niveau actuel, et d'autres changements climatiques ont eu lieu dans la région. Des populations venant de Chine et de Corée se sont ainsi installées dans la région, tandis que d'autres ont migré vers le nord. À cette époque, la majeure partie du territoire est recouverte par des forêts de bouleaux et d'autres feuillus. Les montagnes sont, elles, couvertes par de la toundra, avec quelques glaciers sur les plus hauts sommets. Dans la partie sud, des forêts de conifères subsistent tandis que les pourtours du Khanka sont couverts de marécages,. Les mammouths et autres animaux étaient chassés. De cette période, l'on retrouve la seconde culture importante du Primorié, celle d'Oustinovka, datée au carbone 14 de 18 170 (±150) ans à 10 780 (± 50) AP, bien que des études plus récentes en situent la fin vers 9 000/8 000 AP. Les peuples locaux ont des contacts avec la Chine et la Corée, mais aussi avec les cultures du bassin de l'Amour, de Sakhaline et du Japon, alors accessibles grâce au niveau de la mer plus bas,,.

#### Passage à l'Holocène
Lors du passage du Pléistocène à l'Holocène (il y a 12 000 à 10 000 ans AP), le climat primorien était plus sec, et un peu plus froid, avant de se réchauffer d'environ 1 à 2 °C par rapport au climat actuel il y a de cela 9 300 à 8 000 ans. À ce moment-là, les principaux peuplements sont situés dans les vallées fluviales ou sur leurs bords, dans de plus petites vallées. Des outils plus perfectionnés apparaissent, pour couper la viande et la transformer, ainsi que des outils d'ébéniste et pour les produits de la pêche. La chasse, la pêche dans les rivières et la cueillette sont encore les seuls moyens d'approvisionnement en nourriture. Concernant la pêche, des sites ont été occupés spécialement comme camps saisonniers de pêche. C'est lors de cette période que les mammouths et d'autres grands animaux disparaissent, les populations se tournant alors vers les cerfs, sangliers, renards et autres petits animaux. Arcs et flèches remplacent la lance, bien moins utile. La forêt permettait la cueillette de noix, champignons et d'autres plantes pour les populations,,.
Lors du début du réchauffement, il y a environ 9 300 ans, de nouvelles colonies apparaissent, souvent le long des rivières, mais aussi aux bords des lacs, évoluant vers un mode sédentaire. Pour la première fois des poteries sont faites dans la région. Dans le Primorié central, l'obsidienne est utilisée pour la première fois dans la fabrication d'outils en pierre au Primorié,.

### Néolithique

#### Premières cultures néolithiques

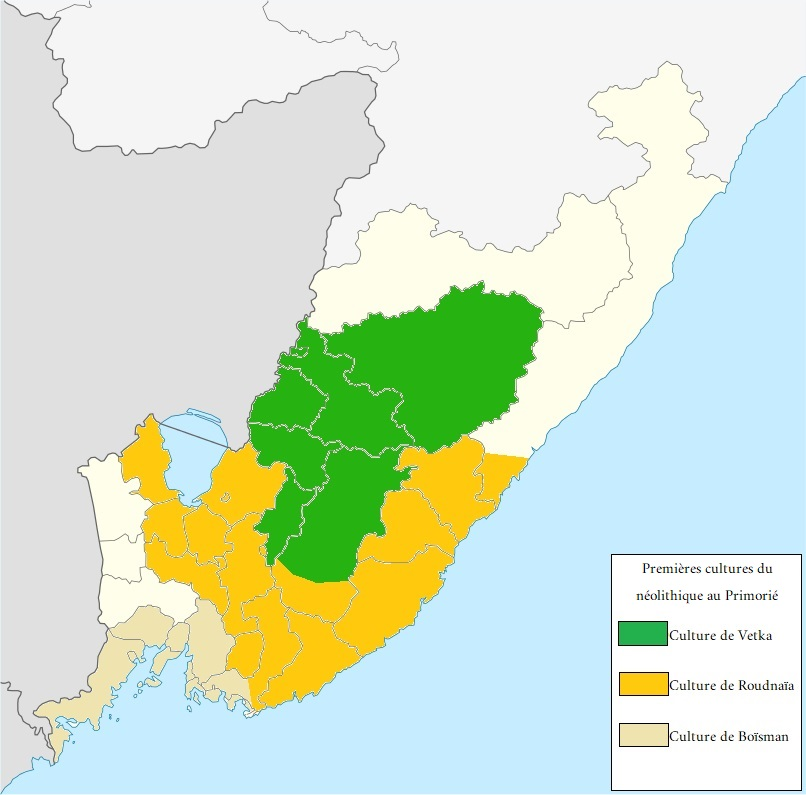
Aires approximatives de répartition des premières cultures néolithiques au Primorié.

Entre 8 000 et 6 000 ans AP, le climat se réchauffe fortement, avec des hivers ayant une température moyenne de 10 °C au-dessus des températures hivernales actuelles et des étés 5 °C plus chauds qu'actuellement. Ce réchauffement est associé à l'élévation de la mer de 3 mètres au-dessus du niveau actuel. Ainsi, de nombreux lieux supposés dater du paléolithique se sont retrouvés sous les eaux, et les populations sont remontées vers les terres, provoquant des changements sociaux. Sur le littoral, des baies et lagunes se sont formées, propices à la pêche ainsi qu'au ramassage de coquillages et à la chasse d'animaux marins. C'est dans cet environnement que trois cultures néolithiques se sont développées en même temps au Primorié. L'une, celle de Boïsman, est apparue sur le pourtour du golfe Pierre-le-Grand ; celle de Roudnaïa s'étendait du lac Khanka jusqu'à la côte orientale dans les parties sud et centre ; celle de Vetka, enfin, très peu connue et étudiée, s'est développée dans le centre et le centre nord, sur le versant occidental du Sikhote-Aline,,.

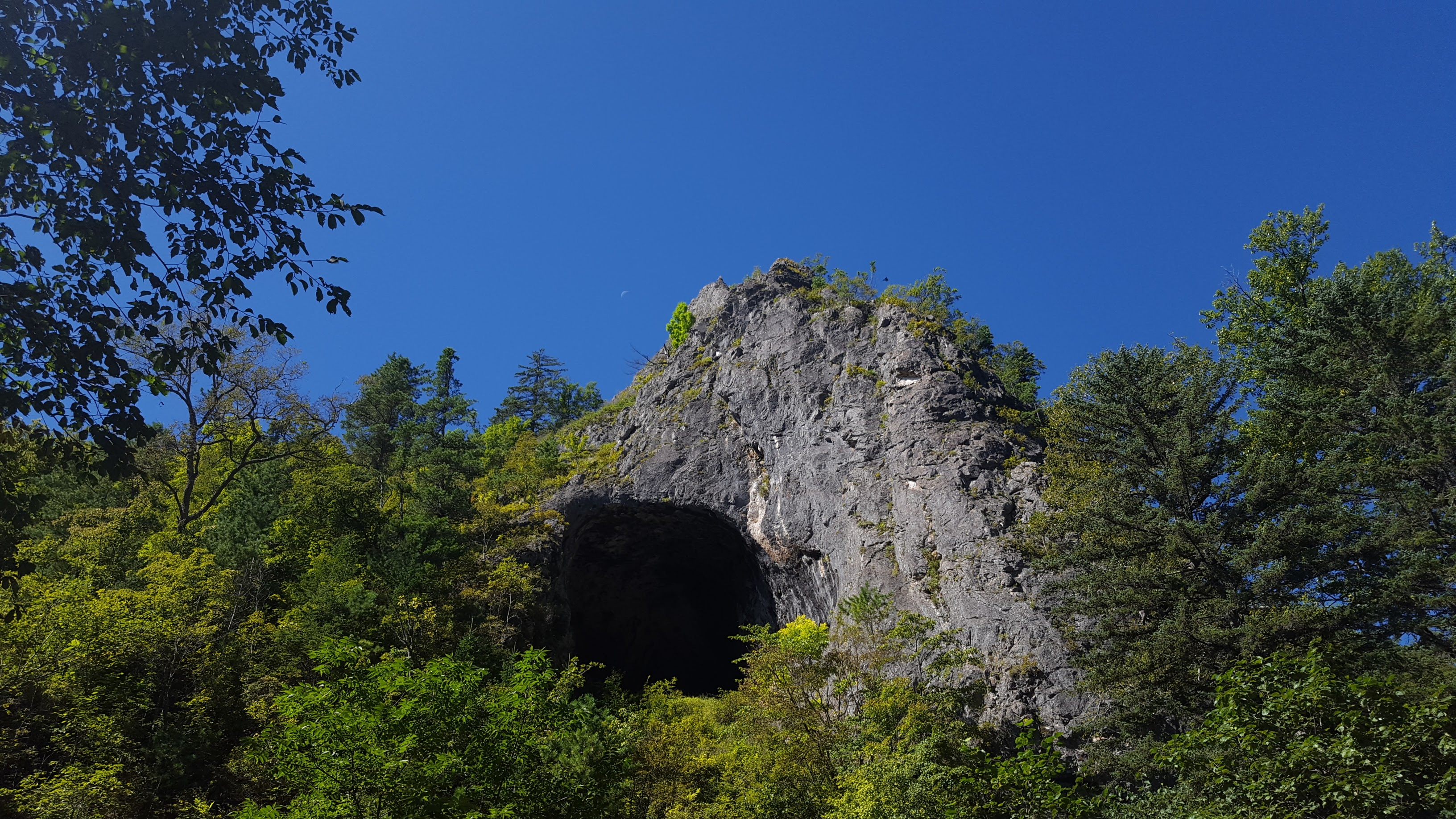
Entrée de la grotte de la Porte du Diable.

La culture de Roudnaïa a émergé au milieu du VIe millénaire av. J.-C. (7 500 ans AP) sur un axe allant du lac Khanka jusqu'à la côte de la mer du Japon au niveau de Roudnaïa Pristan et du raïon de Lazo,,. Son site archéologique majeur est la grotte de la Porte du Diable. Selon les études génétiques, les peuples de cette culture étaient proches des Oultches, des Oroqen, des Hezhen, tous des peuples locuteurs de langues toungouses de la région du fleuve Amour . Cette culture s'est éteinte au Ve millénaire av. J.-C.,,.
La seconde culture est celle de Boïsman, apparue il y a 6 000 ans (IVe millénaire av. J.-C.) dans le sud du Primorié pendant le Néolithique moyen. Elle doit son nom à la baie de Boïsman (raïon de Khassan), où un de ses sites fut découvert. Elle se caractérise par de petits villages côtiers avec quelques habitations. Les habitants étaient des pêcheurs, pêchant à la fois dans les lagunes mais aussi en mer pendant la période estivale. Dans les sites de Boïsman I et II (au sud de Slavianka) se trouvent des sépultures, les plus anciennes du Primorié, ainsi que des vestiges d'habitations. Les sépultures ont révélé que les populations se situaient génétiquement à mi-chemin entre celles de Mongolie et celles du Japon de la période Jōmon. Enfin, ces populations avaient domestiqué les chiens,,,.

#### Culture de Zaïssanovka

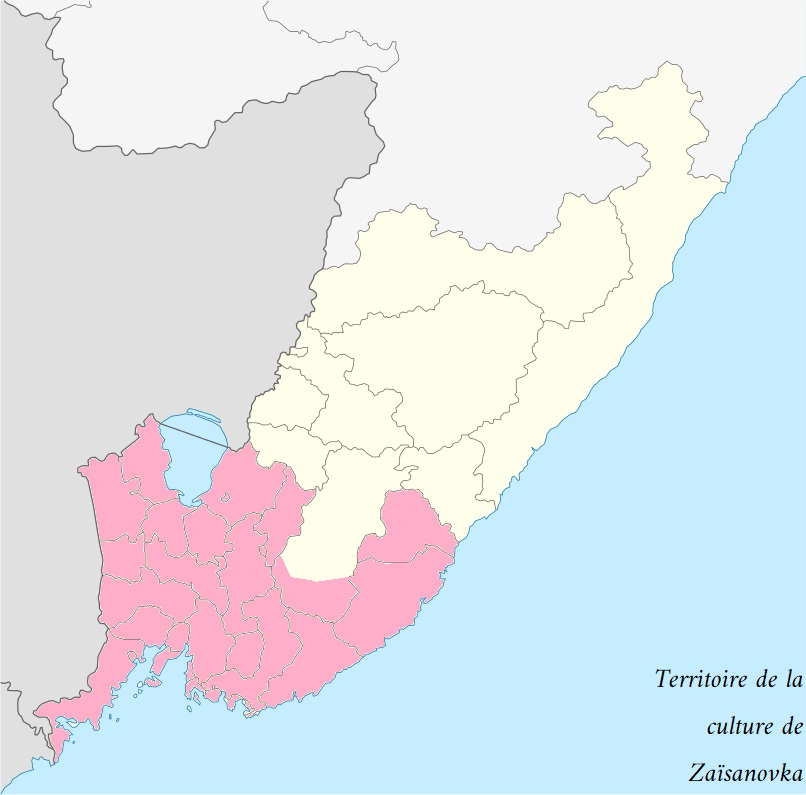
Territoire approximatif de la culture de Zaïssanovka.

La culture de Zaïssanovka est la plus importante du néolithique au Primorié. Rattachée au néolithique tardif, elle s'étend du IIIe millénaire av. J.-C. jusqu'au Ier millénaire av. J.-C., sur un territoire allant du raïon de Terneï jusqu'aux territoires frontaliers actuels, en Chine et en Corée, occupant toute la moitié sud du Primorié. Elle a été nommée d'après le village de Zaïssanovka dans le sud du raïon de Khassan, où se trouve le site de Gladkaïa, le premier retrouvé de cette culture. Cette culture est favorisée par le refroidissement du climat dans la région, qui a bouleversé les cultures existantes, et les a fait fusionner en une seule. Cette origine multiple a permis aux Zaïssanovites (зайсановцев en russe) de vivre dans des espaces aussi variés que les littoraux, les forêts, les plaines et les montagnes. La culture de Zaïssanovka est associée dans la préhistoire du Primorié à l’arrivée de populations maîtrisant l'agriculture, ayant quitté le nord de la Corée à cause de la dégradation de l'écosystème coréen. Enfin, elle est associée à l'accroissement important du nombre et de la taille de villages.
Les signes les plus anciens de cette culture datent d'il y a environ 5 000 ans, le site le plus ancien étant celui de Kroounovka 1 (okroug urbain d'Oussouriïsk),,. La chasse était la principal ressource alimentaire, comme le confirment les nombreux outils de chasse et ossements d'animaux retrouvés. La pêche jouait un rôle essentiel sur le littoral, ainsi que la cueillette, y compris des mollusques sur les côtes.

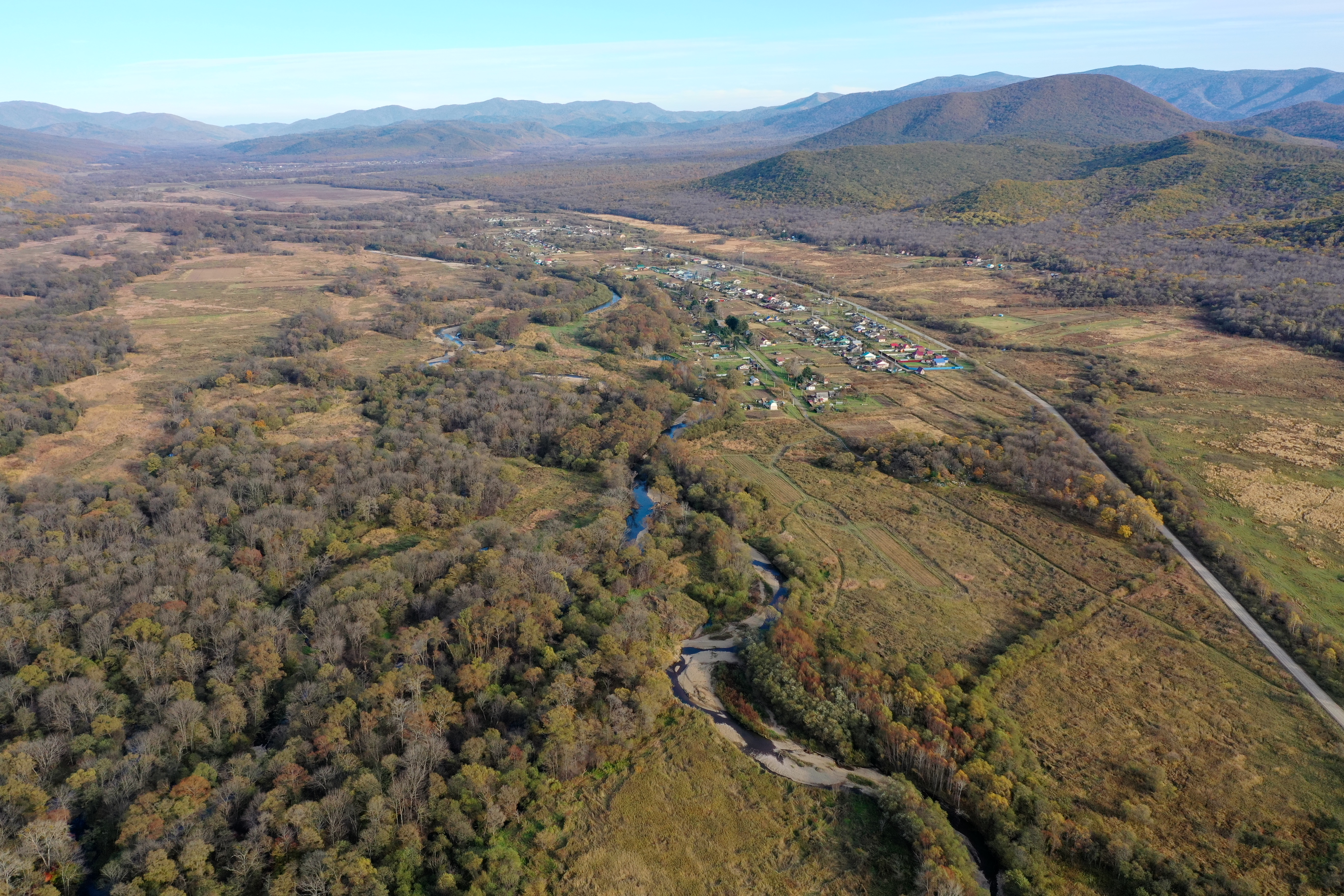
Vallée de l'Artiomvka.

Mais la grande révolution de cette culture est l'arrivée de l'agriculture dans le Primorié, pratiquée surtout dans la plaine du Khanka et celle de la Suifen. Cette révolution est associée à la domestication, en particulier du chien, qui s'étend à l'ensemble de la région, l’animal étant élevé pour sa viande. L'artisanat prend son essor, avec la fabrication plus poussée de vêtements à partir de peaux, mais aussi d'objets ornementaux ou de paniers pour la cueillette. Les maisons de cette époque sont en bois, avec une moitié destinée à l'habitation, et l'autre aux animaux et à l'artisanat,.
Les ornements des poteries comprennent des motifs similaires à ceux du Jōmon moyen et de la Corée, ce qui prouve l'existence de liens avec ces territoires. Le site de Sini Gaï, dans le raïon de Tchernigovka, a montré que cette culture avait un mode de vie sédentaire ancré, avec une organisation communautaire et des terres exploitées collectivement.
Le dernier stade de la culture de Zaïssanovka date d'il y a environ 4 000 à 3 500 ans, soit entre le IIe millénaire av. J.-C. et le Ve siècle av. J.-C. Les villages sont en plaine pour l'agriculture. Les populations cultivent le mil apporté du nord de la Corée, et pratiquent massivement la pêche sur les côtes. Mais, en général, alors qu'au début du néolithique, la pêche était la principale activité économique, à la fin c'est l'agriculture qui l'a supplantée.

### Âge du bronze

#### Situation générale

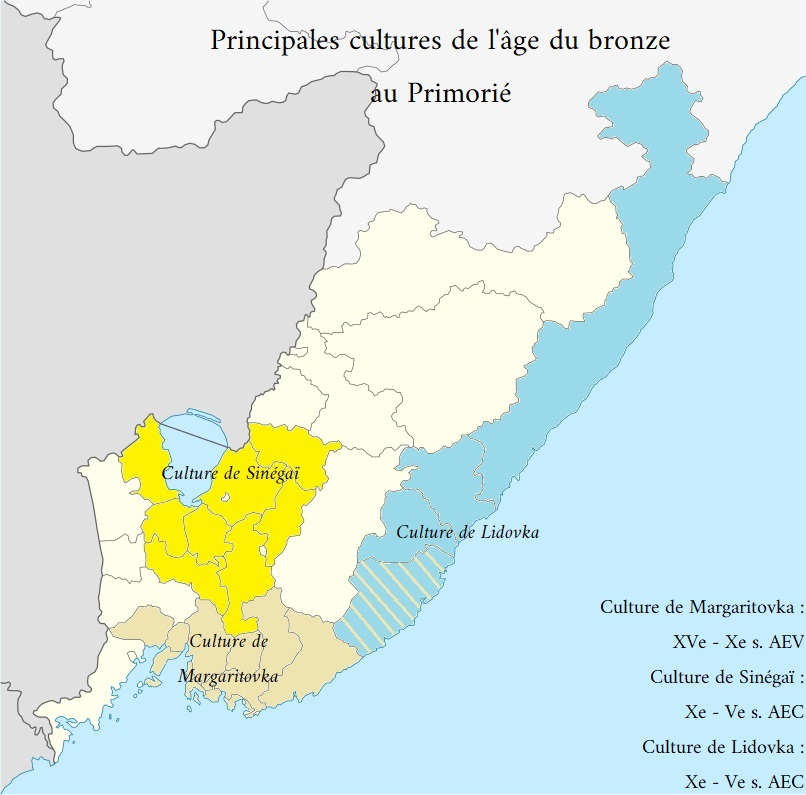
Carte approximative des principales cultures.

L'âge du bronze au Primorié aurait commencé vers le XVe siècle av. J.-C., pendant le IIe millénaire av. J.-C., se superposant avec la fin de la culture de Zaïssanovka. Il y a un doute quant au commencement de l'âge du bronze. Selon l'analogie faite avec la culture d'Andronovo (Sibérie méridionale), l'âge du bronze aurait commencé entre la fin du IIIe millénaire et le début du IIe millénaire. Mais pour d'autres[Qui ?], elle aurait commencé vers la seconde moitié du IIe millénaire, se propageant depuis la Chine. Le principal problème est la faiblesse de la ressource en métaux nécessaires à la fabrication du bronze dans la région. Ainsi, il faut soit se référer à d'autres évolutions pour savoir quand l'âge commence, soit regarder les quelques sites avec du bronze, soit regarder ce qui se passe en Corée et en Mandchourie. L'âge du bronze se divise en trois cultures principales que sont celles de Sinégaï (ou Sini Gaï), de Lidovka et de Margaritovka, sans compter les sites non attribués ou classés. La première s'est installée dans la plaine du Khanka, la deuxième couvrait la côte orientale du Primorié tandis que la dernière se situait autour du golfe de Pierre-le-Grand. Cet âge est marqué par le début de l'agriculture sur les zones côtières, principalement du millet. Il faut cependant noter que la détermination des principales cultures est encore débattue, et pourrait être modifiée lors de nouvelles fouilles.
L'époque de ces cultures est marquée par des contacts importants entre les populations du Primorié, mais aussi avec leurs voisins du nord, de Mandchourie et de Corée. Étant donné la façon dont les villages étaient construits et protégés, il est presque sûr que les contacts pouvaient être armés, avec soit des situations tendues soit des conflits. Il y a aussi eu des syncrétismes sur la fin, particulièrement entre la culture de Samarga (extrême nord du littoral primorien et surtout dans le kraï de Khabarovsk voisin) et celle de Lidovka, et entre celle de Lidovka et celle de Yankovski, qui appartenait à l'âge du fer. La période connait une croissance démographique, la population passant de petits groupes à des villages accueillant parfois des milliers de personnes, voire des communautés stables de plusieurs dizaines de milliers de personnes. C'est enfin à cette période que l'artisanat se développe.

#### Principales cultures
La première culture est celle de Margaritovka (littéralement « marguerite » en français), d'après le nom d'une rivière dans le raïon d'Olga. Cette culture a occupé la partie côtière méridionale du Sikhote-Aline, avec de nombreux villages de pêcheurs à l'embouchure des fleuves, et elle s'est étendue du XVe siècle jusqu'au Xe siècle. Elle était controversée dans les années 1970 et 1980, car elle serait à ses débuts trop proche de la culture de Zaïssanovka mais, depuis, de nouvelle données ont permis de mieux la caractériser, même si les limites temporelles ne sont pas claires. Les peuples de cette culture vivaient dans de grandes maisons, et possédaient de nombreux outils domestiques, sans compter ceux destinés aux activités extérieures. Leurs activités principales étaient la chasse (cerfs ou ours par exemple), la pêche (saumon rose, morue, flet, etc.) et l'artisanat (outils, céramiques),.

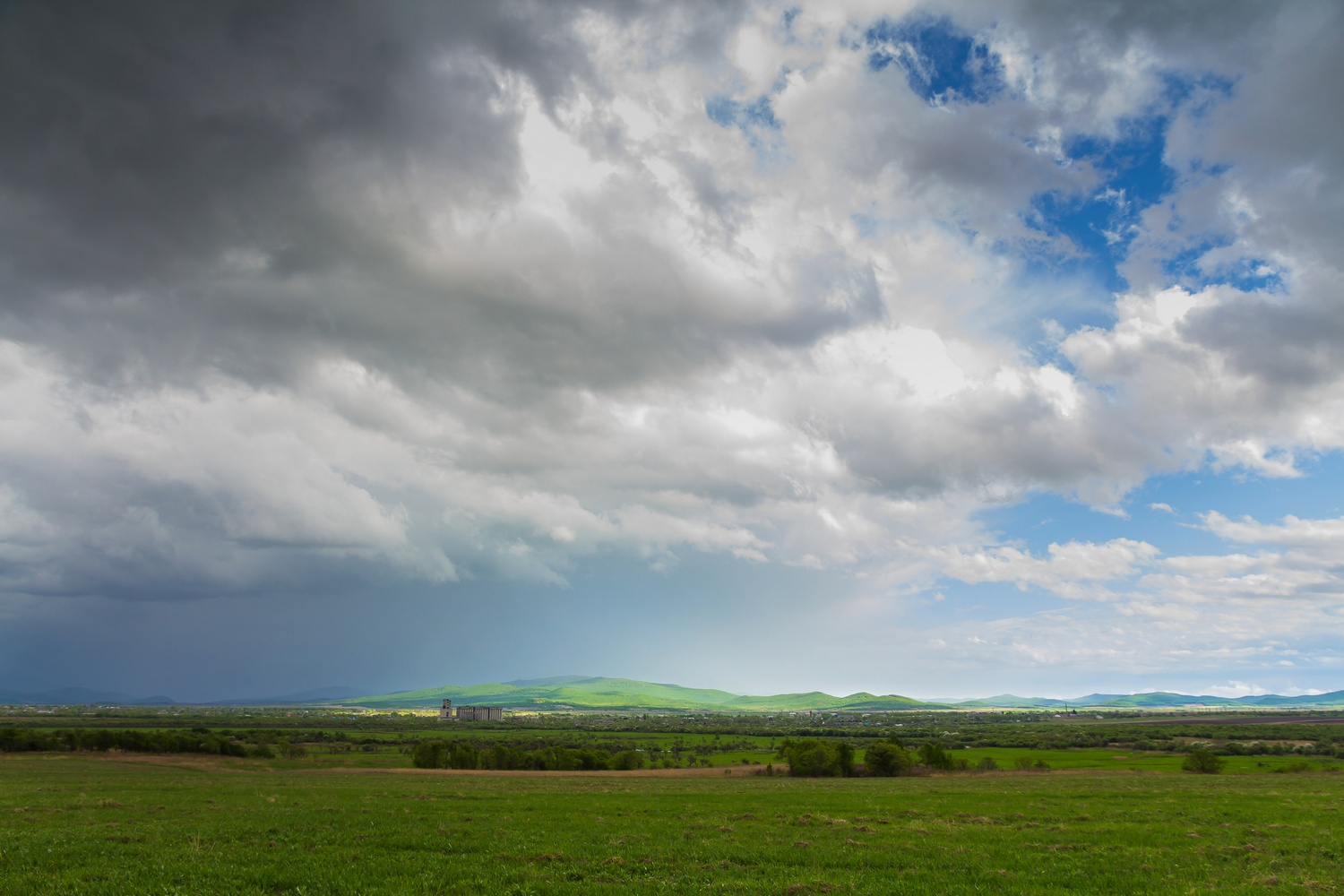
Paysage de la plaine du Khanka.

La seconde culture est celle de Sinégaï, nommée d'après le village de Sini Gaï dans le raïon de Tchernigovka. Elle s'étend sur la première moitié du Ier millénaire av. J.-C., apparaissant à la fin du IIe millénaire ou au début du Ier millénaire dans la plaine du Khanka. Elle est caractérisée par des villages en terrasses sur des collines, avec de grandes habitations, de nombreuses armes et des villages fortifiés avec des remparts et fossés, ce qui suggère que des actions militaires ont pu s'y dérouler. Les Sinégaïs étaient agriculteurs et utilisaient des moulins à grains, élevaient des porcs et des bovins. Ils avaient des rites à l'égard des animaux et possédaient pour la première fois dans la région un calendrier lunaire, trouvé à Sinégaï, sûrement importé grâce aux échanges avec la Chine. Enfin, on sait que le cochon était vénéré, comme l'attestent la sépulture d'un cochon allongé sur le dos à Sinégaï, mais aussi des pendentifs à son effigie. Il est possible que blaireau et le cerf, dont des sépultures ont été retrouvées, aient été eux aussi vénérés,,.

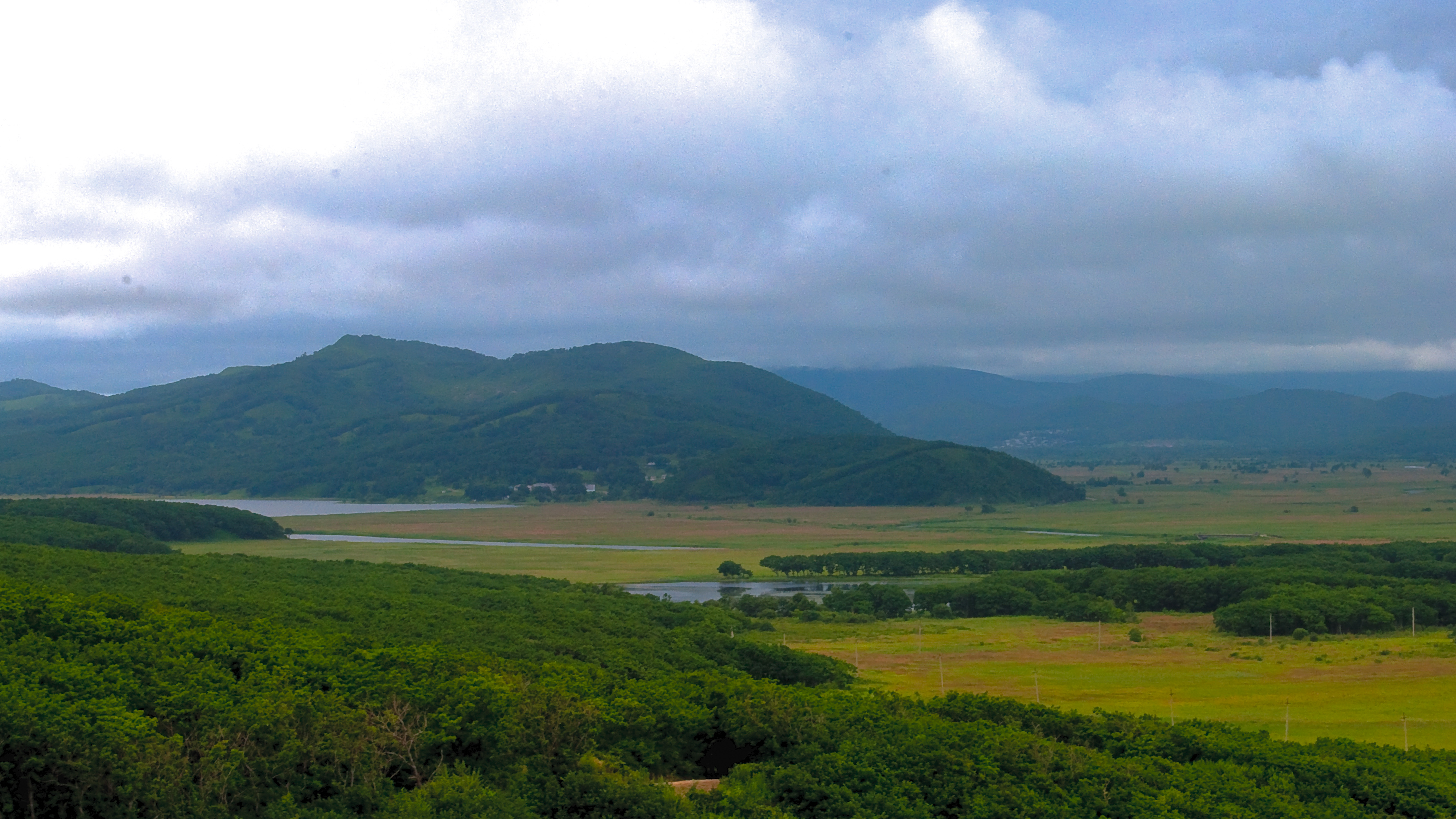
Une vallée fluviale de la côte orientale.

La culture de Lidovka est la dernière culture majeure de l'âge du bronze au Primorié : elle se situe sur une étroite bande de terre entre les villages actuels de Terneï et d'Olga, en couvrant plusieurs vallées de fleuves côtiers. Son nom vient du site le plus exploré près de la rivière Lidovka. S'étendant du Xe siècle av. J.-C. au Ve siècle av. J.-C., elle est postérieure à la culture de Margaritovka mais contemporaine de celle de Sinégaï. Elle prospère surtout au VIIe siècle av. J.-C. et au VIe siècle av. J.-C. Elle est dans la transition entre l'âge du bronze et l'âge du fer. L'économie reposait sur la chasse, la cueillette, la pêche de par sa position géographique, avec des filets, et surtout l'agriculture, principalement du millet. De l'agriculture, on a retrouvé des houes, pilons, couteaux et des restes de céréales mais aucune trace d'élevage,.

### Âge du fer

#### Avant l'ère commune
L'âge du fer au Primorié a commencé quelque part entre le XIe siècle av. J.-C. et le IXe siècle av. J.-C., et s'est propagé ensuite au reste du territoire au cours des siècles suivants, coexistant au début avec des peuples de cultures de l'âge du bronze, dont celle de Lidovak. Le début de cet âge du fer coïncide avec le réchauffement du climat qui est un peu plus chaud que l'actuel. Les cultures de Yankovski et de Kroounovka étaient en contact avec les tribus scythes, comme le confirment des flèches scythes trouvées sur le site de Kroounovka 1. La culture de Kroounovka a aussi été en contact avec les Xiongnu.

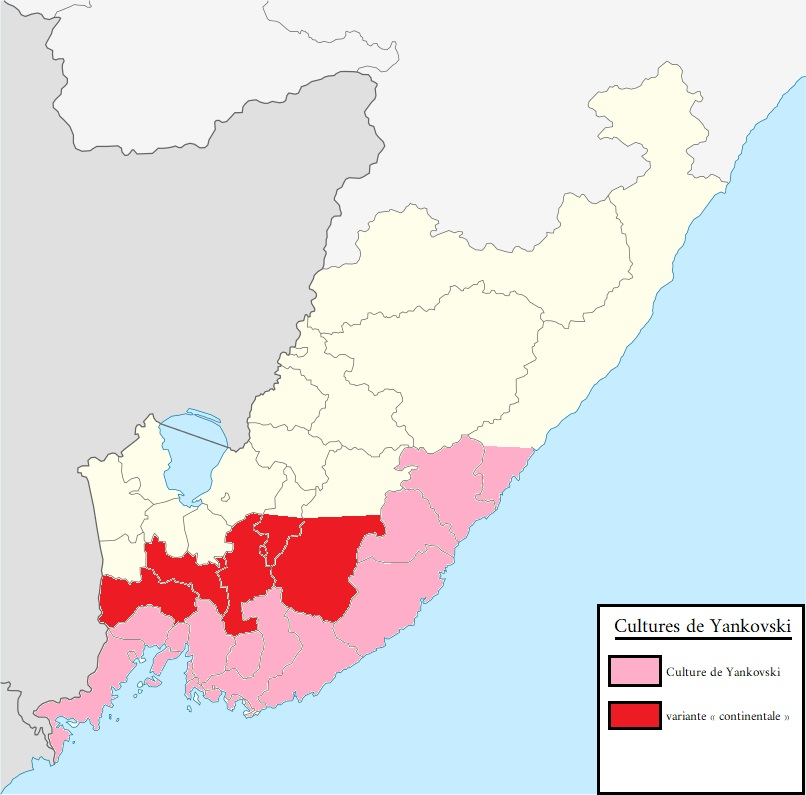
Culture de Yankovski et sa variante continentale.

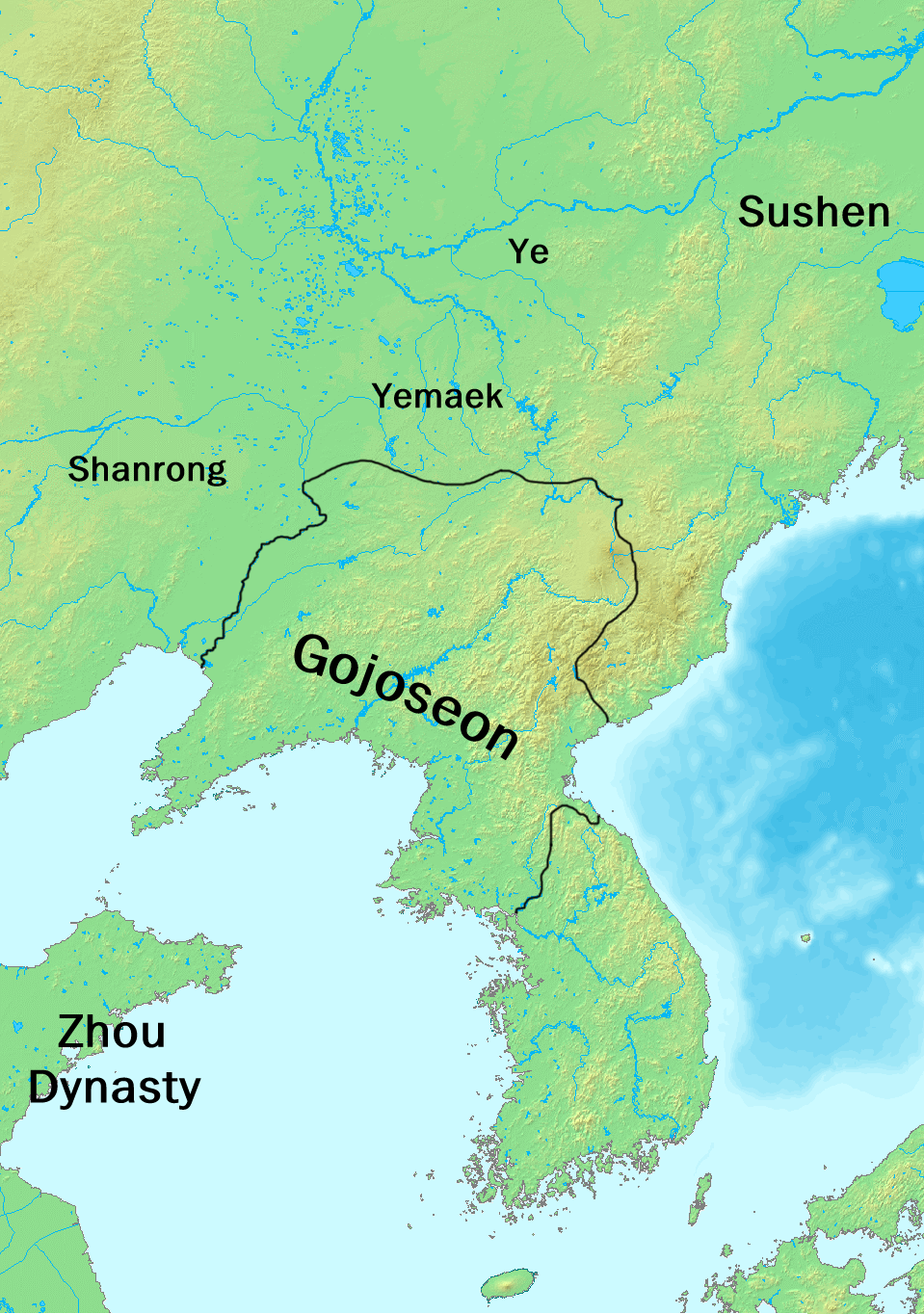
La Corée en 500 AEC, avec le sud du Primorié en haut à droite, sans état notable.

La culture de Yankovski apparait au XIe siècle av. J.-C. et se serait terminée vers le IIe siècle av. J.-C., même s'il est possible qu'elle aurait pu subsister jusqu'au tout début de notre ère. Elle se divise en trois périodes : l'une jusqu'au IVe siècle av. J.-C., où les amas coquilliers ne sont pas exploités, puis une deuxième jusqu'au IIIe siècle, associée à la baisse du niveau de la mer et à l'exploitation de ces amas, et, enfin, celle du IIIe au IIe siècle av. J.-C., qui correspond à une nouvelle baisse du niveau de la mer (-1 mètre par rapport à aujourd'hui), marquée par la dégradation de l'économie, les populations migrant alors vers les terres fertiles, ce qui met fin à la culture. Plusieurs chercheurs associent cette population au peuple Yilou,. La culture avait une variante dite « continentale », très similaire dans le mode de vie et sur le plan sociétal, et avec des objets de l'artisanat semblables, mais différant dans le domaine économique, cette variante étant axée sur l'agriculture et l'élevage, et non pas sur la mer. Il y a des similitudes dans les objets découverts avec ceux d'autres cultures du bassin de l'Amour, de la Transbaïkalie, des steppes d'Asie centrale et de la Corée,.

Objets de la culture de Yankovski (musée Arseniev) :
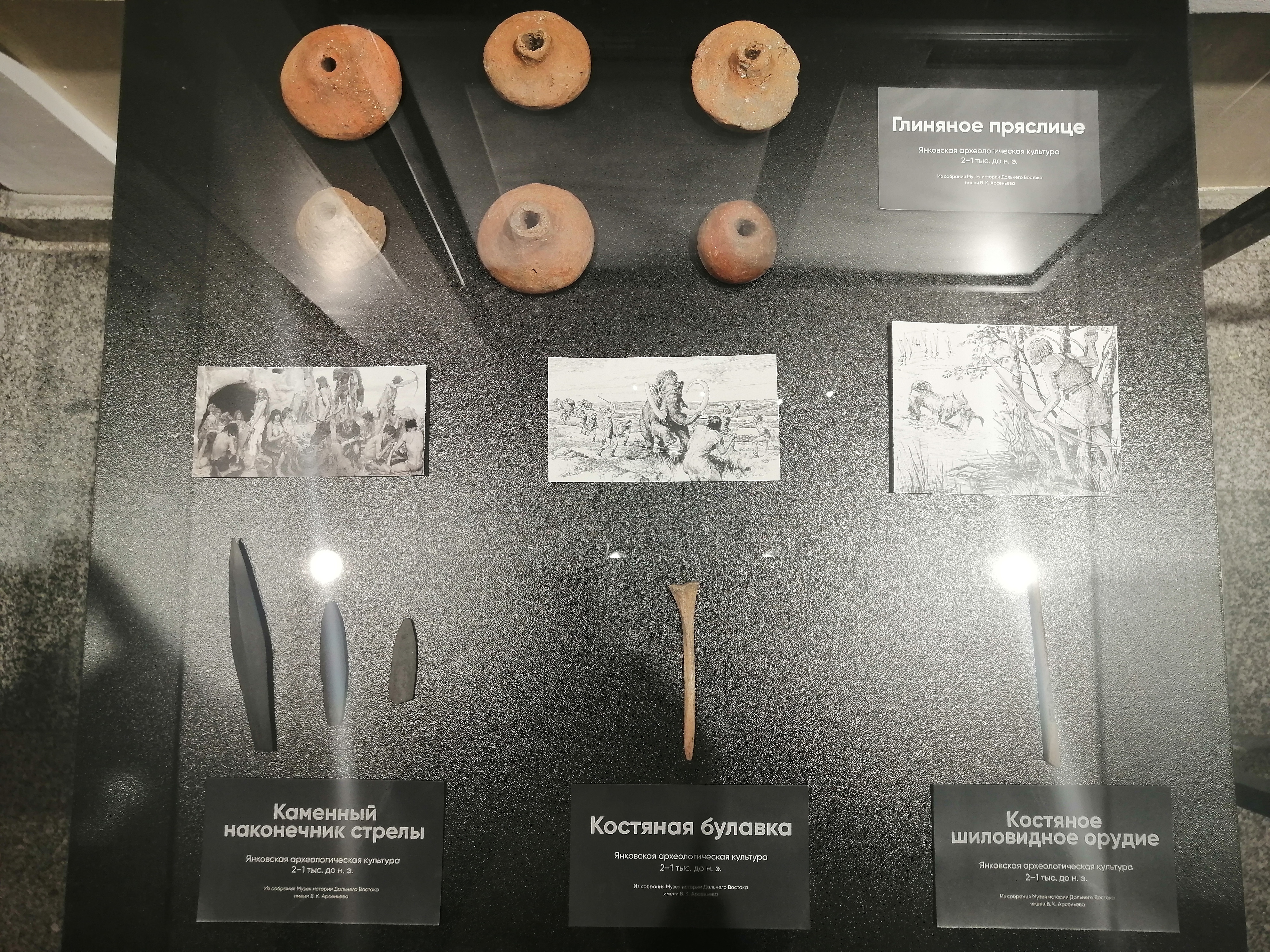
Objets de la culture de Yankovski.
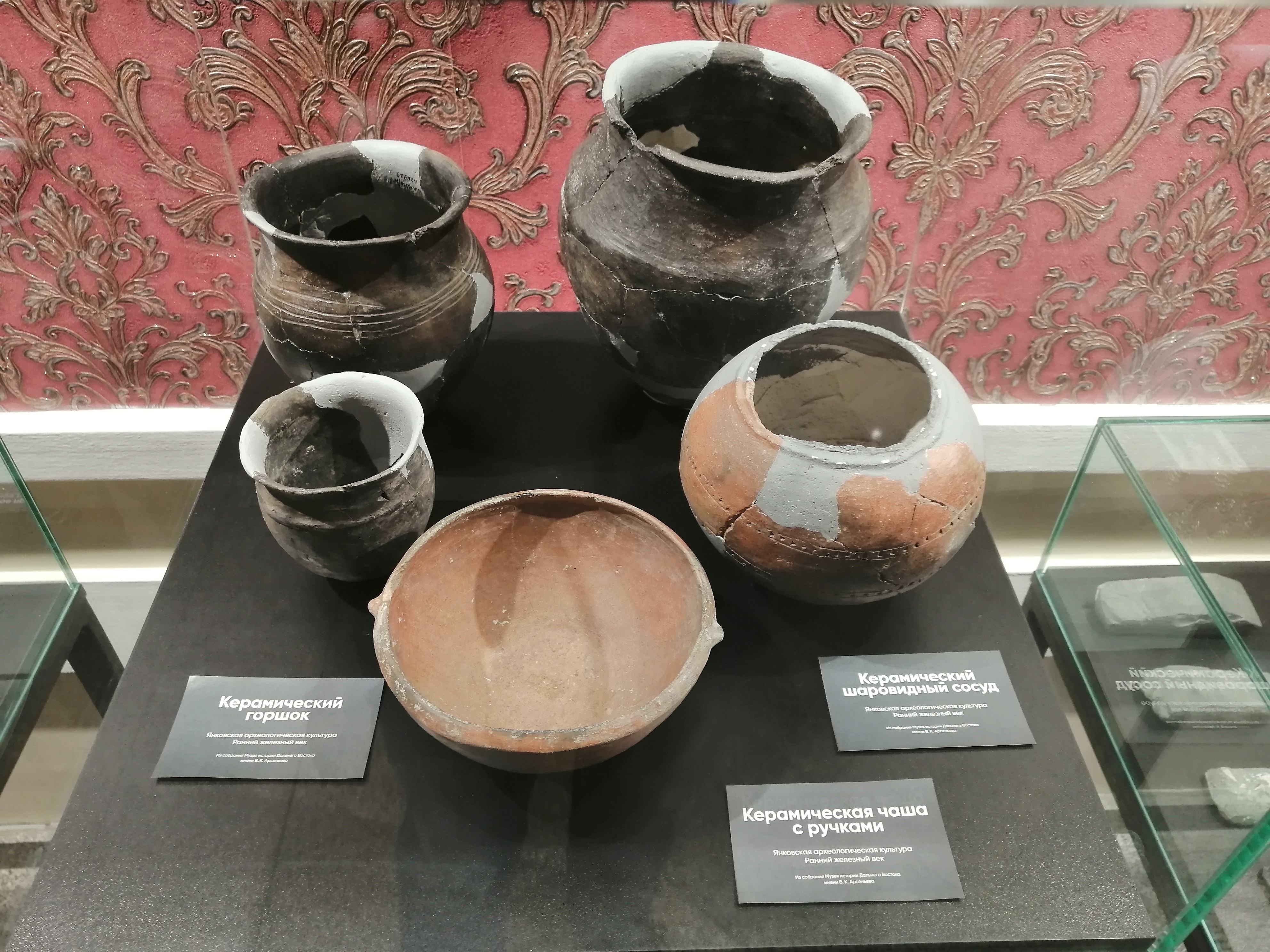
Poteries de la culture de Yankovski.
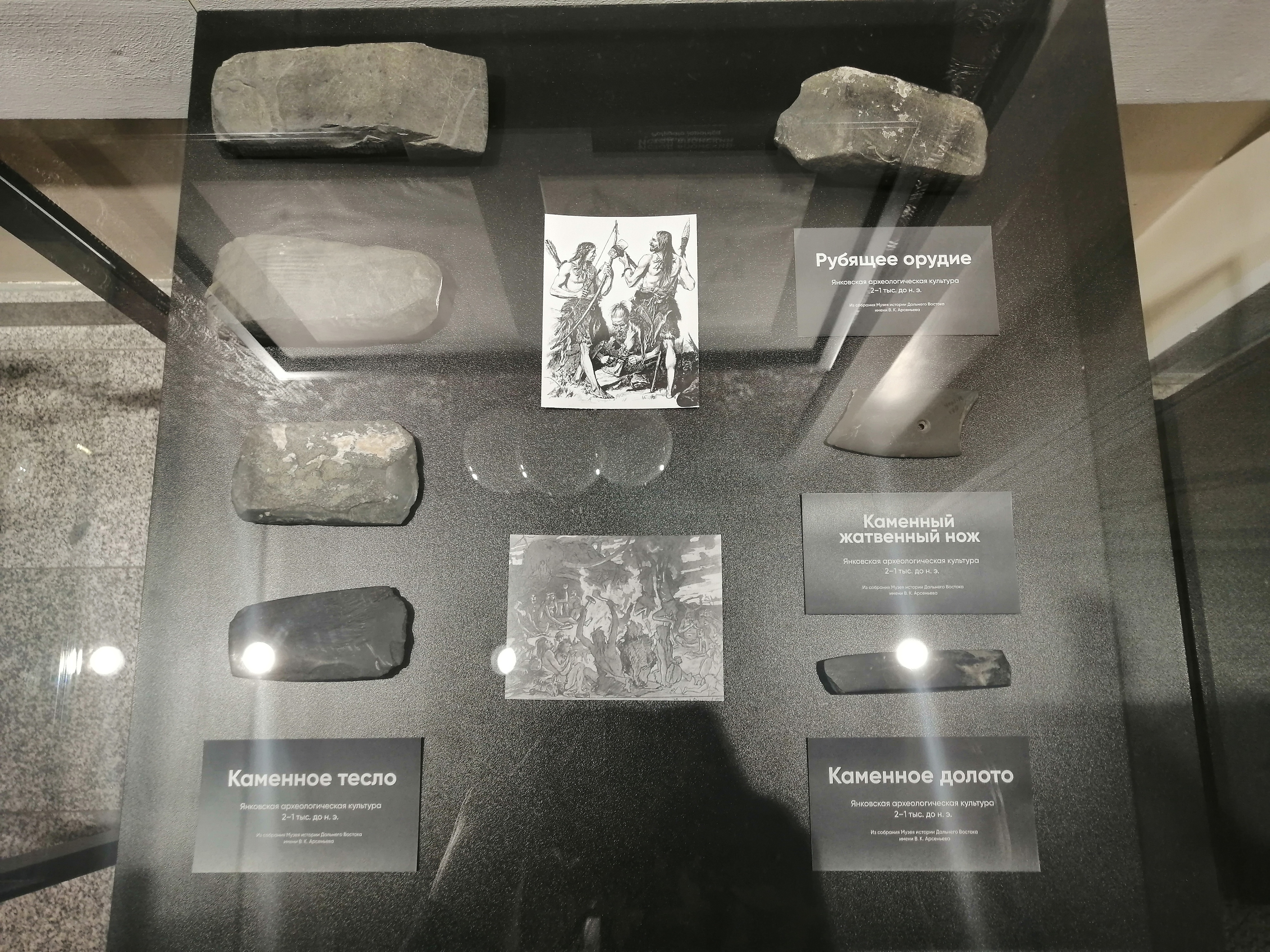
Pierres taillées de la culture.

La culture de Kroounovka est la deuxième culture majeure de l'époque. Il est généralement admis qu'elle a existé entre 700 av. J.-C. et 100 apr. J.-C. (voire un peu plus, jusqu'au IIIe siècle), et elle aurait comme origine soit la culture de Sini Gaï, soit celle de Yankoski. Elle se déploie dans les environs du lac Khanka au début, avant de se déplacer vers les bassins de la Suifen et de l'Artiomovka, où elle atteint son apogée. Cette culture était connue des Chinois et des Coréens,,. C'est la première culture qui possède un système sociétal important, avec la normalisation du sédentarisme, de la métallurgie, et l'apparition des kangs, des mariages, pour créer des liens économiques entre les tribus.

#### Entrée dans l'ère commune, fin de l'âge du fer

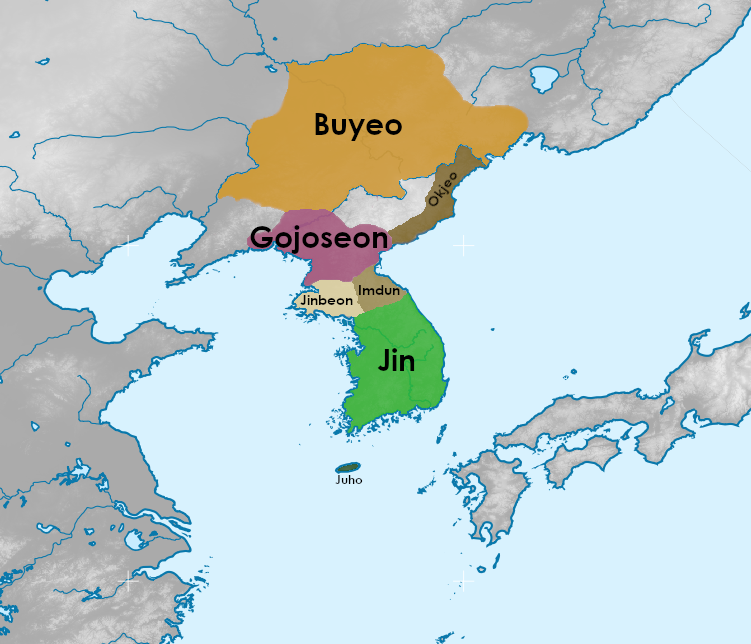
La péninsule coréenne en 200 av. J.-C.

Vers le IIIe siècle, la culture de Kroounovka disparaît, et les habitants étaient alors les Yilous. La culture de Poltsé naît dans le bassin de l'Amour à la fin du VIIe siècle av. J.-C., se déplace dans la région entre le IIIe siècle av. J.-C. et le début du Ier siècle. Les raisons du déplacement sont probablement la présence de tribus mongoles belliqueuses dans la région, comme les Xianbei, la croissance démographique importante et le changement climatique. Tandis que la culture ne change pas dans les bassins de l'Oussouri et de l'Arsenievka et le littoral du golfe de Pierre-le-Grand, ses populations qui se déplacent le long de la côte orientale donnent naissance à la culture d'Olga. La culture d'Olga s'étend sur tout le littoral sud et est du Primorié,. Le Primorié s'arme à cette époque, avec la construction aussi de forteresses, comme à Boulokcha (mont Plemiannik). L'économie connaît un essor, avec la construction de chemins, des activités métallurgiques, agricoles (meilleurs outils de labourage) et artisanales plus importantes. Des échanges ont lieu avec la Corée et le Japon. Sur le plan social, l'essor économique fait apparaître des inégalités, avec des classes sociales,,,,.

La culture de Poltsé disparaît vers le IVe siècle, et celle d'Olga entre les IVe et VIe siècles,. D'après les chroniques chinoises, les Yilous qui composaient la culture de Poltsé faisaient allégeance au royaume de Puyŏ, même si celui-ci ne contrôlait pas leur territoire. Les nouvelles technologies, l'apparition de hiérarchies généralisées et d'inégalités sociales ont créé des conditions favorables à l'apparition d'un État dans le Primorié. Cependant, une dernière culture doit encore arriver avant la création d'un pays sur ces terres, et ainsi entériner l'âge du fer,. 

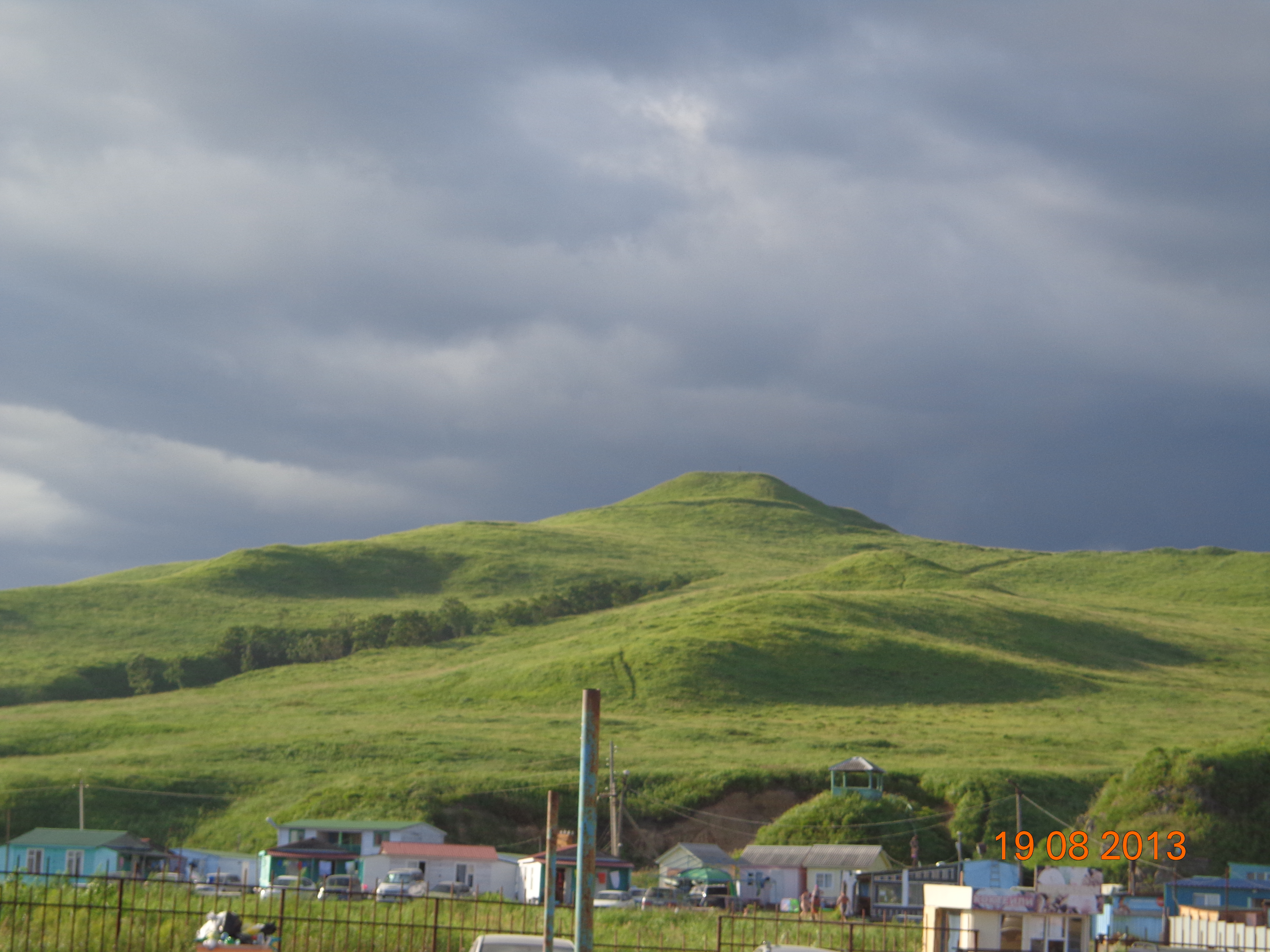
Mont Senkina Chapka.

## Moyen Âge

### Premiers empires

#### Peuple Mohe

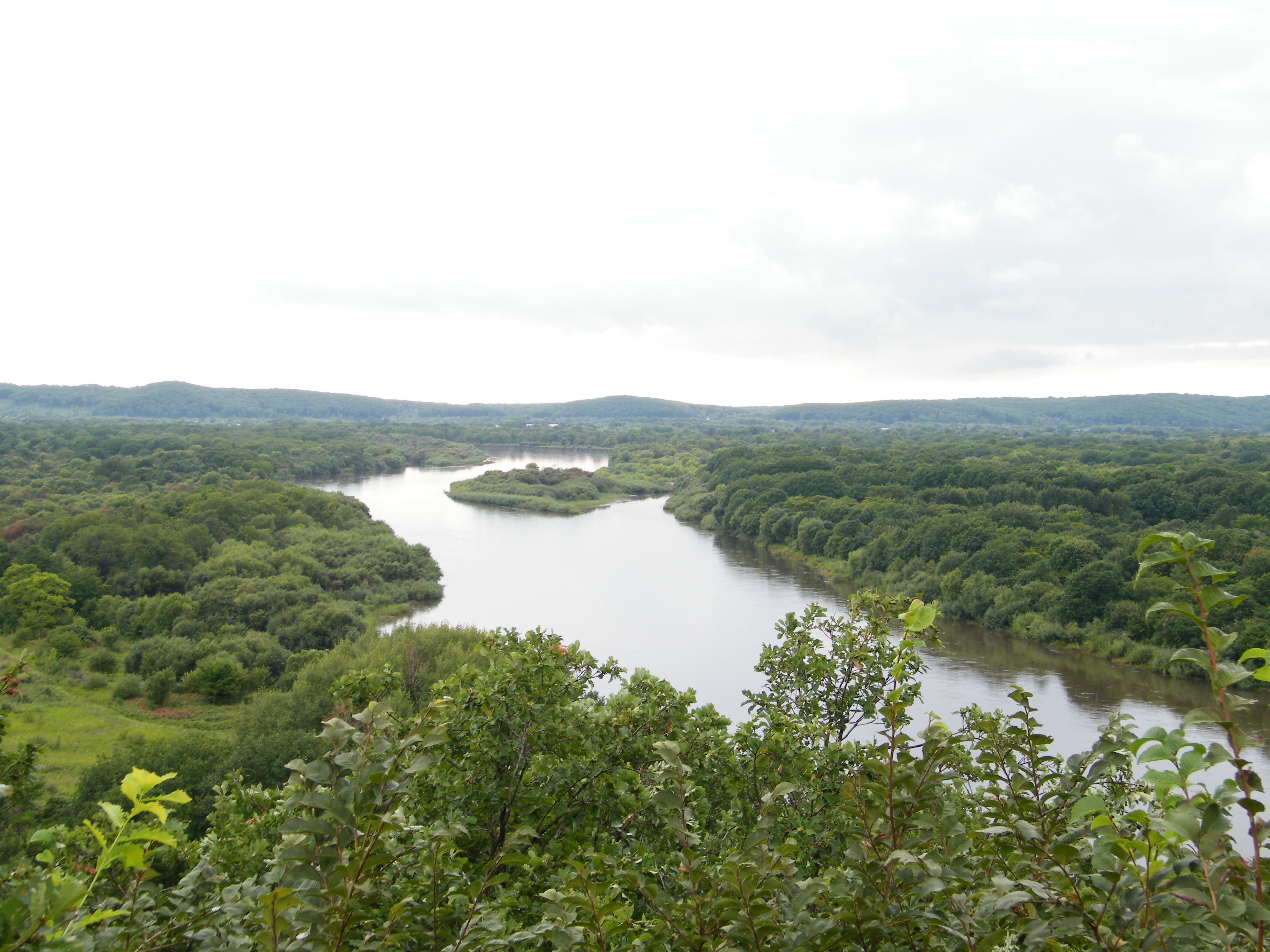
La rivière Oussouri.

Les Mohe (chinois : 靺鞨) sont un peuple toungouse, mentionnés dès les IVe et Ve siècles par les chroniques chinoises. Descendant possiblement des Yilous et des Sushens, leur origine reste néanmoins controversée. Ils avaient une hiérarchie sociale, avec des nobles, des anciens, des esclaves. En contact avec les pays alentour, ils pouvaient organiser des raids sur leurs voisins. La transition entre un mode de vie tribal et un État est alors en cours. L'agriculture et l'élevage étaient extensifs. Selon les chroniques chinoises, il y avait plusieurs dizaines de tribus au VIIe siècle, dont sept célèbres et influentes ; les Sumo, les Gudo, les Anchegu, les Baishan, les Haoshi, les Heishui et les Fune, chacune ne s’immisçant pas dans les affaires des autres, mais s'unissant en cas d'ennemi extérieur. Parmi ces tribus, il y avait les Heishui Mohe vivant dans les bassins du Sungari, de l'Oussouri et de l'Amour. Il y avait aussi les Khaoshi Mohe, une tribu moins célèbre, qui vivait sur la côte orientale et une partie du golfe de Pierre-le-Grand. Les localités Mohe étaient situées à la confluence de rivières, avaient des structures défensives sous la forme de remparts et de fossés sur deux ou trois rangées.
Certains clans étaient vassaux de Koguryo, et en 598, lors de la première des guerres Koguryo-Sui, les Mohe viennent en aide aux Coréens. En 641, les Mohe s'allient aux Coréens et aux Seyanto, et la guerre Koguryo–Tang éclate en 645. Mais lorsque cette guerre se solde en 668 par l'échec des Mohe et de leurs alliés Koguryo, les populations s'exilent vers la Mandchourie et le Primorié contrôlés par les Mohe. De nombreuses tribus doivent en punition devenir vassales de la Chine et se disperser, d'autres sont faites prisonnières, mis à part les Sumo Mohe qui restent unis.
Lorsque la Chine connaît des troubles politiques en 691, des Khitans se rebellent contre Wu Zetian, et de nombreuses populations du Liaoning fuient sur les anciennes terres de Koguryo,, dont de nombreux Mohe qui avaient passé plus de 30 ans en captivité en Chine,,. La Chine offre aux leaders des fuyards Dae Jungsang (Qiqi Zhongxiang) et à Geolsa Biu (Qisi Biyu) des titres de duc, mais les deux refusent. La bataille de Tianmenling a alors lieu en 698 dans le Jilin entre les Mohe et Coréens d'une part, et une armée chinoise d'autre part, menée par le général Li Kaigu. Daejoyeong, d'origine Mohe et fils de Jungsang, ce dernier étant mort, vainc les Chinois et se proclame roi de Jin, Jin étant le premier nom du royaume Balhae,.

#### Balhae
Jin, renommé Balhae en 713 lorsque le royaume accepte de devenir vassal de la Chine, scellant alors une alliance, s'établit sur le nord de la Corée, certaines parties du Jilin et le sud-ouest du Primorié,. Les Sumo Mohe sont une composante directe du royaume, et Balhae conquit par la suite de nombreuses régions Mohe. De nombreuses batailles ont lieu pour la conquête du territoire, jusqu'au milieu du VIIIe siècle. Balhae construisit de petits forts et des forteresses pour défendre les lieux. En 726 commence le principal obstacle de la conquête, les Heishuie Mohe qui voulaient garder leur indépendance. Ils s'allient à la Chine, mais en 728, le Japon apporte son soutien à Balhae. La guerre éclate en 732, et se solde en 735 par la victoire de Balhae. L'annexion des terres des Heishuis Mohe des bassins de l'Oussouri et du Sungari a lieu, mais pas de l'Amour. Balhae est à cette époque de facto totalement indépendant, même s'il est de jure toujours vassal de la Chine. Les annexions et conquêtes continuent sous le roi Da Qinmao (737 - 793), le Primorié devenant totalement subjugué Balhae.

Frontières en 900 avec le royaume Balhae et les Khitans.

 Balhae est divisé en 15 régions, dont cinq partiellement ou totalement sur le territoire actuel du Primorié. Il y a la région de Longyuan, avec comme capitale Dongjin, dans le nord de la Corée et l'actuel raïon de Khassan ; la région du Shuiabin, avec comme capitale Yanzhou, l'ancienne Oussouriïsk, qui s'étalait sur la plaine du Khanka et de la Suifen. Le nom de Shuiabin était par ailleurs l'ancien nom du fleuve Suifen. À l'est (vers Nakhodka) se trouve la région de Dingli, avec comme capitale Dingzhou (vers Partizansk). Au nord, il y a Anzhou qui gère la région d'Anbian, s'étalant sur le littoral oriental du Primorié. Enfin, dans le cours de l'Oussouri, se trouve la région d'Anyuan, gouvernée à Ningzhou,. Un total de 200 villes et villages du Balhae sont connus au Primorié,, ainsi que quelques autres lieux religieux comme la grotte de Possiet. Plusieurs temples bouddhistes se trouvaient dans la région. Balhae était un État puissant, à la pointe sur les connaissances scientifiques, et avec une population très alphabétisée. L'agriculture jouait un rôle important, dont au Primorié avec ses terres fertiles, où le riz, le soja et de nombreux arbres fruitiers étaient désormais cultivés. La religion s'est propagée, avec le bouddhisme chez les nobles, et le nestorianisme et chamanisme dans le reste de la population,,.

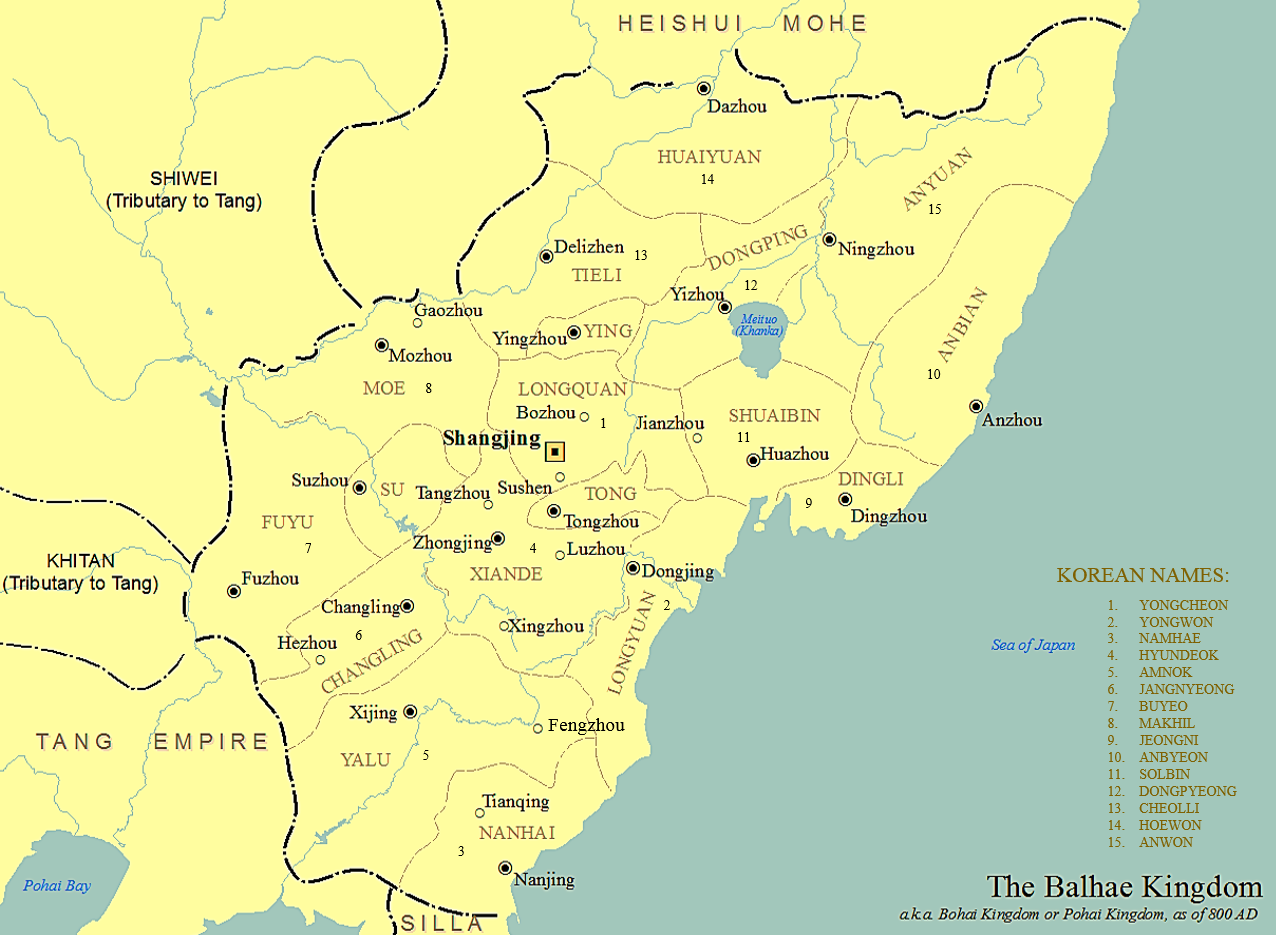
L'Empire Balhae en 800, avec ses régions et chefs-lieux.

En 907, Balhae entre en guerre contre les Khitans, ces derniers venant de fonder la dynastie Liao. Les Khitans, peuple de Mongolie et de Mandchourie, étaient jusque-là vassaux de Balhae. Avec la guerre, Balhae perdit peu à peu des territoires, et en 925, le Silla s'allie avec les Khitans ; l'année suivante, la capitale Sanggyeong est assiégée, mettant fin aux Balhae,,,,.

### Sous la domination chinoise

#### Dynastie Liao

##### AuXesiècle

Carte du Dongdan en bleu clair, englobant le Primorié.

Lorsque Balhae est vaincu en 926, la dynastie Liao met en place le royaume de Dongdan, un État fantoche dirigé par Yelü Bei, le fils de l'empereur Liao. Mais très vite, le fils est contraint de fuir après que son frère Yelü Deguang est devenu empereur Liao. Bei, sur les conseils de l'empereur Mingzong, fuit chez les Tang postérieurs. Le royaume de Dongdan continue d'exister sur le papier pendant un temps, avant d'être incorporé en 936 (ou 982 selon le point de vue),,.

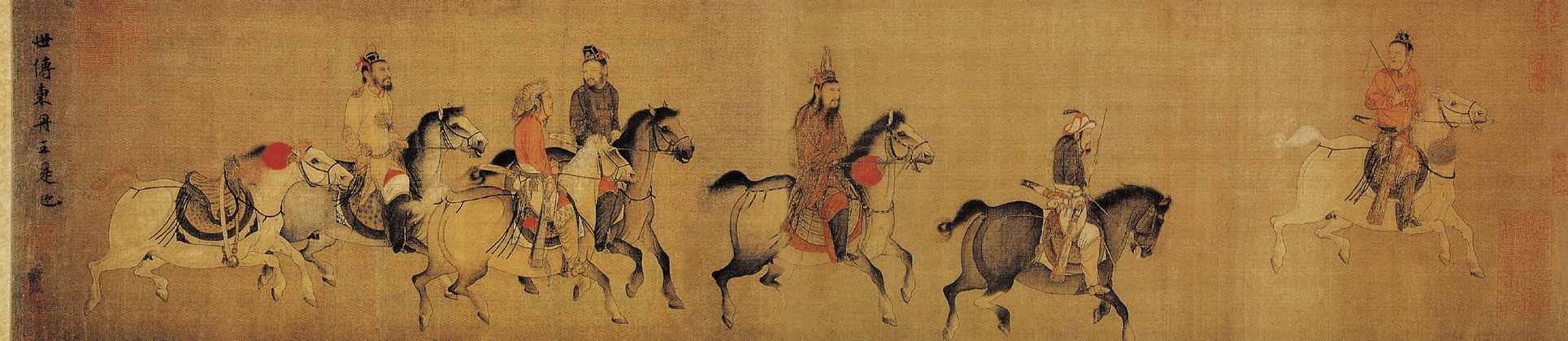
Le Roi de Dongdan va de l'avant (東丹王出行圖), rouleau, couleurs claires sur soie.. Musée national du Palais, Taipei. Attribué à Li Zanhua (李贊華 909–946), mais il s'agit peut-être d'un artiste plus tardif.

De nombreux Bohais n'acceptent pas la défaite, et des soulèvements éclatent à travers le royaume. Le premier d'ampleur éclate en 929 lorsque des membres de l'ancienne famille royale proclament le royaume de Balhae postérieur, mais la révolte est matée, puis une autre en 934. La dynastie Liao déplace les populations de Balhae pour les désunir, en 938, des rebelles fondent le royaume de Ding'an, la région subitt les effets de l'éruption du mont Paektu en 946, avec des déplacements massifs de population, qui désunissent encore plus des troupes balhae. L'empereur Khitan ordonne dans un décret que les habitants de Balhae viennent vivre dans la dynastie Liao, et la région perd alors environ les deux tiers de ses habitants,. Le territoire se dépeuple, devenant une périphérie reculée. Les fonctionnaires sont pris par Balhae pour éviter une nouvelle rébellion. Une révolte des Balhae éclate en 975, en vain. En 982, Dongdan est annexé, et les Balhae cherchent alors à nouer une alliance avec les Jürchens, les descendants des Mohe dont des Heishui mohe. En 983, Ding'an est conquis en partie par la dynastie Liao, mis à part les zones montagneuses où les rebelles se réfugient. En 985, les Khitans mettent fin totalement à Ding'an. Les survivants arrivent à faire une alliance avec les Jürchens et surtout les Chinois de la dynastie Song. Liao en sort victorieux, et une nouvelle expédition en 988-989 des Liao incendie, pille les villages et tue les habitants. Une dernière expédition en 990 affirme le pouvoir Liao,,.
Les Jürchens deviennent alors le principal peuple vivant sur les terres du Primorié, des descendants possibles des Heishui mohe. Le nom des Jürchens apparaissait dans les chroniques khitanes, mais jamais celui des Heishui mohe. Ce changement de nom est intervenu au cours du IXe siècle, et au XIe siècle, le nom d'Heishui a disparu. De plus, les Jürchens seraient aussi, dans une moindre mesure, composés de Balhae et d'autres peuples de la région. Sinon en 991, une alliance de tribus vivant dans le sud du Primorié et nord de la Corée se soulève, composée de 30 tribus, mais elles sont écrasées par les Khitans,,.

##### Révoltes au Primorié auxXIe–XIIesiècles

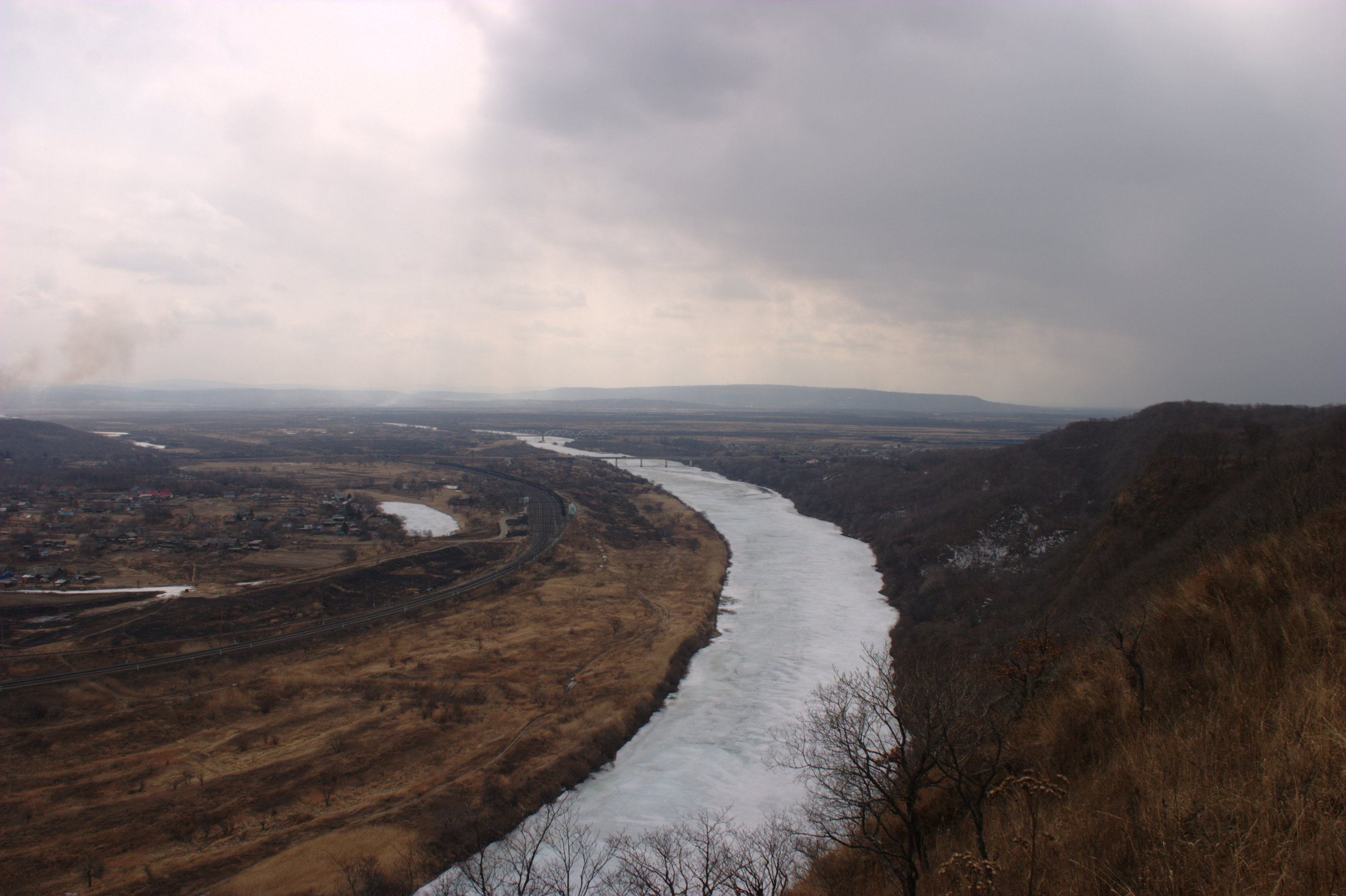
Vallée de la Suifen depuis le volcan Baranovski.

Les Jürchens vivant au Primorié sont principalement des rebelles à cette époque. Un clan y vivant, le clan Wanyan, cherche à unifier les tribus, et le clan possède un chef dit le « wanyan ». Le clan cherche à unifier la région, mais les autres tribus s'y opposent. Le clan wanyan, qui cherche à imposer des lois et impôts, conquiert avec le wanyan Shilu (完颜石鲁) entre 1010 et 1021 les tribus Suifen et Yelan. C'est en grande partie la désunion de ces tribus qui a permis de les conquérir,. Son fils, le wanyan Wugunai (完颜乌骨迺), est plus laxiste envers les tribus, mais le wanyan suivant, Helibo (完颜劾里钵), est plus ferme, provoquant un soulèvement des tribus de la côte, qui est finalement maté par la tribu Yelan. Le wanyan Yingge (完颜盈歌 ; règne de 1094-1103), osa placer des chefs d'autres tribus que les Wanyan aux tribus. Mais un qu'il avait nommé, Haigean, chef de tribu Wazhun, se soulève, conquérant la Suifen, le Tumen, et une partie de plaine du Khanka. Haigean devint maître de la région agricole du Primorié, et conquiert deux places fortes héritées de Balhae.
Yingge envoya le chef Nagenne pour mater Haigean, mais Nagenne se soulève lui aussi pour son propre profit. Nagenne réprime les différentes tribus (sauf Haigean, trop fort), tribus qui se plaignent auprès de Yingge. Ainsi, lorsque les plaintes arrivent, la région est tenue par deux chefs rebelles, qui ont fait alors une union tribale, à un pouvoir déjà rebelle à la dynastie Liao. Yingge envoie deux chefs militaires, Vasai et Yeha pour « examiner les plaintes ». Après plusieurs batailles, Nagenne fut tué, et Vasai conquit les terres des tribus de la Suifen. Le clan Wanyan est désormais maître sur ces terres, provoquant néanmoins toujours un mécontentement des tribus Suifen.

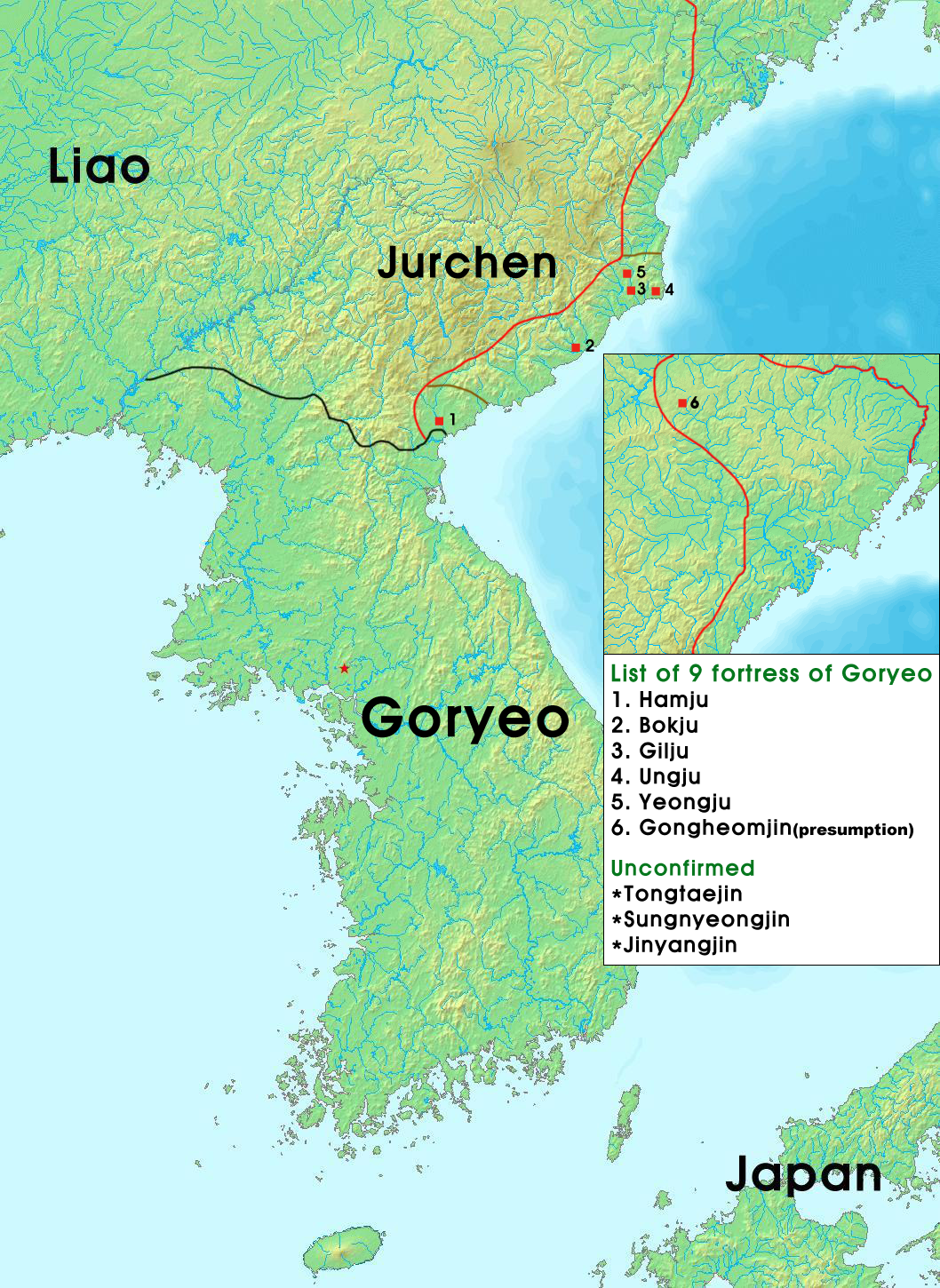
Carte de la Corée en 1108, avec les localisations confirmées des forts, dont un se situe dans le raïon de Khassan. On voit la frontière provoquée par l'arrivée des rebelles.

Les tribus Suifen, voulant toujours une indépendance, créent une union tribale avec les Yelan et les Heshile. L'alliance, nommée coalition Asu d'après le nom du chef des Heshile, veut à la fois battre les Wazhun et les Wanyan, et réussit à fédérer 35 tribus, dont 14 tribus de la Suifen. Le général Wanyan Aduga, malgré le renforcement de la coalition, profite des divisions internes de la coalition et d'une erreur stratégique de Dong'en (un des commandants de la coalition, par ailleurs le fils de Nagenne mais pas dans le même camp) qui s'attaqua à un chef mineur au lieu d'aller aider Luke, un autre général, chef de la tribu Wugulun. Les forces de la coalition sont détruites, et en 1102, Asu, le chef, s'enfuit dans les terres contrôlées par la dynastie Liao, pour tenter de créer à nouveau un soulèvement chez les Yelan et Suifen, mais sans succès.
Asu et les nombreux rebelles se réfugièrent dans le nord du royaume Goryeo. Goryeo était mécontent de ces arrivants, et engagea un dialogue avec les Wanyan pour qu'ils soient repris, mais vu que les Wanyan ne répondirent pas, ils lancèrent une guerre contre les Wanyan, mais Goryeo perdit, tandis qu'Asu ne se mêla pas du conflit. Wuyashu (完顏烏雅束), wanyan de 1103 à 1113, tenta de résoudre le conflit avec la coalition par voie diplomatique, sans succès, et les batailles coninuèrent. En 1107, profitant du chaos, Goryeo envoya 170 000 hommes dans le nord de la Corée et dans le sud du Primorié pour conquérir le territoire. Les Jürchens, de la coalition ou des Wanyan, perdirent, et la Corée construisit des forts. En 1109, la plupart des Jürchens se rassemblèrent, craignant une attaque des Khitans à cause de leur affaiblissement, et lancèrent une attaque contre Goryeo et les Suifen et Yelan,. Les Mohe encore un peu existant rejoignirent les Jürchens, ce qui permit à ceux-ci de défaire Goryeo, qui réclama finalement la paix. Le Primorié fut retourné aux Jürchens, une ligne de démarcation apparut entre Jürchens et Coréens, et les Yelan, Suifen et d'autres chefs de tribus se rangèrent du côté des Wanyan à la suite de la victoire contre Goryeo,.

#### Dynastie Jin

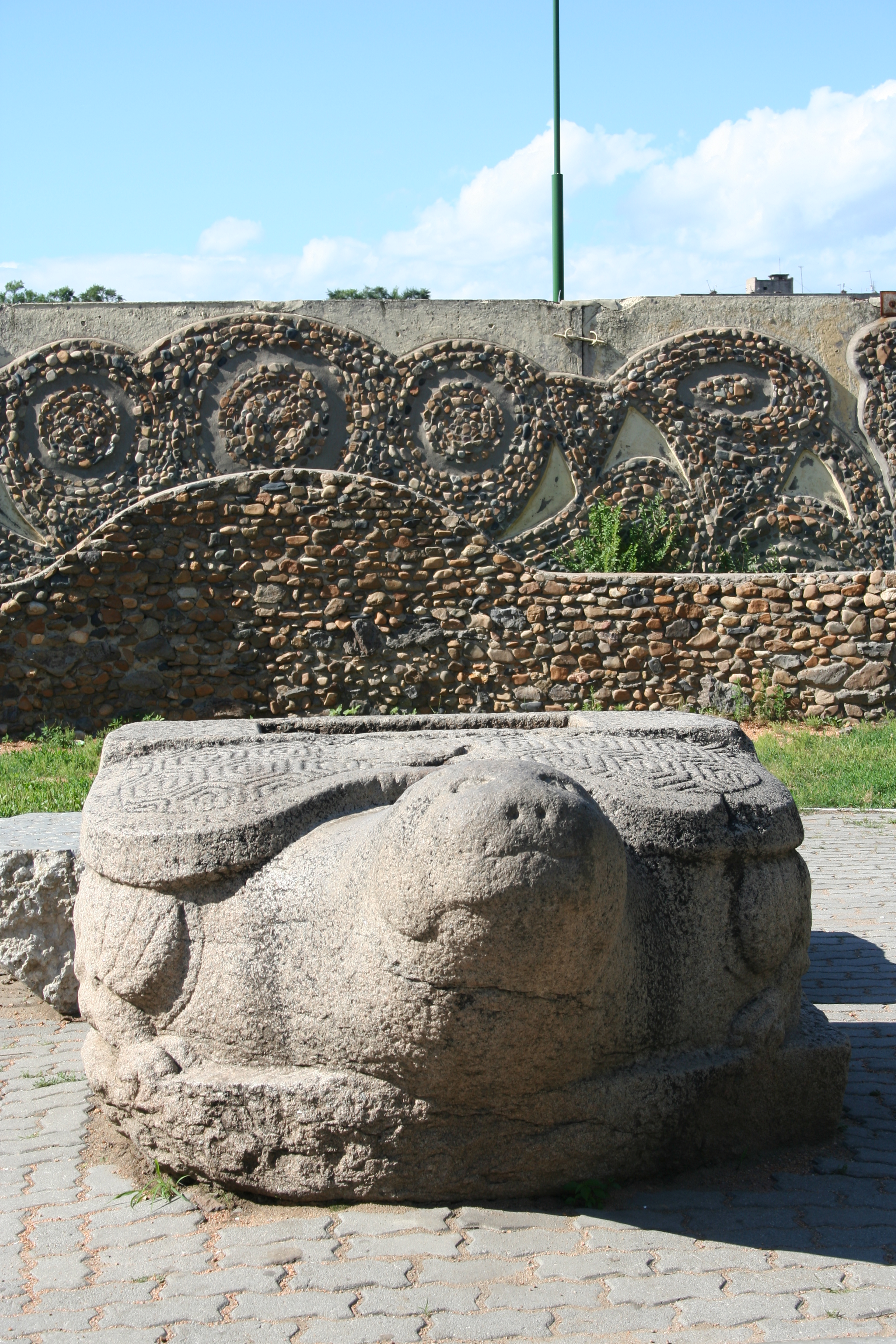
Un dragon-tortue provenant de la tombe d'Esykuy, actuellement situé dans le parc central de la ville d'Oussouriïsk.

Une fois l'unification par le clan Wanyan des tribus Jürchens lors de la guerre contre Goryeo, Aguda, un chef Jürchen, désobéit en 1112 à l'empereur Liao (il refuse de venir à une danse). En septembre 1114, Ningjiangzhou est capturée par Aguda, le chef du clan Wanyan, rentrant alors en révolte. Il se proclame en janvier suivant empereur, fondant la dynastie Jin,,,,. De 1115 à 1121, la dynastie Song voit dans la dynastie Jin son allié naturel face à la dynastie Liao, et scelle l'« Alliance conclue en mer », qui est rompue en 1125 quand les Jin se rendent compte de la faiblesse des Song. La dynastie Jin règne désormais sur le nord de la Chine et le Primorié, et parallèlement, Aduga (désormais Jin Taizu) propose en 1115 à Asu de revenir dans ses terres. Pour Jin Taizu, cela éviterait que pendant qu'il attaque les Khitans, les tribus Suifen et Yelan décident d'à nouveau se rebeller,.
En 1122, Esykuy (aussi connu sous les noms de Yesykui, Digunai, Wanyan Zhong), chef militaire, déplace son quartier militaire à Xuiping, puis en 1124, accompagné de mille soldats, dirige des opérations dans la région pour prévenir et mater les rébellions, tandis que Jin Taizu place des troupes au Primorié. Esykuy a installé son quartier général à Suibing, ou plus précisément en périphérie, car il ne voulait pas expulser des habitants, ce qui aurait pu recréer une révolte. Ce quartier général devient une petite ville, sur une colline, nommée en chinois Xuping, et le chef-lieu de la province éponyme, avec Esykuy comme chef de la province,. Jusqu'à sa mort, il s'efforça de reconstruire et de fortifier les anciennes forteresses de Balhae : Syupin (colonie du sud de l'Oussouri), Chite-Syupin (colonie occidentale de l'Oussouri), Krasnoïarovskoïe (vallée d'Or) et Nikolaïevskoïe sur le fleuve Suchan. Esykuy meurt en 1148, il faut attendre 1193 pour qu'un mausolée lui soit érigé. Pendant sa gouvernance, il a renforcé le pouvoir central sur quasi tout le Primorié, et a fait fleurir l'économie locale. Pendant le reste de la dynastie, le Primorié a été calme, devenant une région périphérique lointaine.
Sous la dynastie Jin, les Jürchens pratiquaient l'élevage du bétail et des chevaux (la chasse n'étant pas importante économiquement), des poteries de haut niveau avec une production industrielle pour un large marché. Il y avait de la production de bois et de cuir,, mais aussi d'obus. Bien qu'existant déjà auparavant, les kang, un système de chauffage, devient omniprésent, subsistera chez les peuples autochtones d'Extrême-Orient jusqu'au début du XXe siècle. Le développement des arts décoratifs et des beaux-arts est attesté au Primorié et plus largement chez les Jürchens par des statuettes en bronze. Le bouddhisme se répand au Primorié et chez les Jürchens. Sur le site de Nikolaïevskoïe, les restes d'un monastère bouddhiste ont été retrouvés.
L'actuel Primorié était couvert par certaines régions (districts/circuits) de la dynastie Jin : Helan ; Huilgai ; Xuipin et Yelan.

#### Xia orientaux
En 1210, une ambassade Jin arrive à la cour de Gengis Khan, pour annoncer l'accession au trône de Jin Weishaowang et exiger des Mongols qu'ils se soumettent et deviennent un État vassal de la dynastie Jin. Les Mongols ne l'entendent pas ainsi, et l'année suivante, ils lancent l'invasion mongole de la dynastie Jin. La dynastie perd petit à petit ses territoires, et en 1212, ils prennent Mukden, une des capitales de l'Empire.

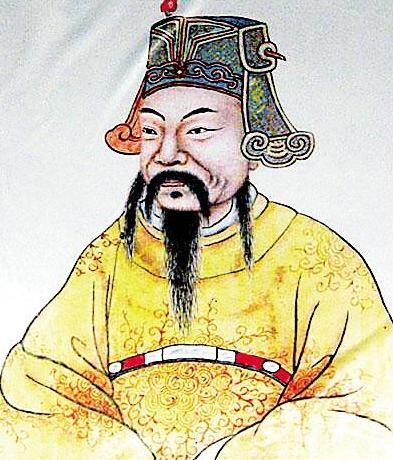
Illustration de Puxian Wannu.

En 1215, Puxian Wannu, un des généraux de l'empereur, profitant de la perte de confiance des généraux envers l'empereur Jin, se rebelle. Il fonde dans les terres les plus orientales de l'Empire (Primorié et des parties du Heilongjiang et Jilin), le royaume des Jin orientaux (aussi nommé Dongzhen). La capitale de l'État sécessionniste est Liaoyang. Mais lors d'une campagne, cette année-là, les Mongols prennent la capitale de la dynastie Jin, et ainsi des proches de Wannu. Wannu marche alors avec une armée de 100 000 hommes vers Kaiyuan,, où il proclame le royaume des Xia orientaux. Afin d'éviter une conquête par les Mongols, il se déclare vassal de Gengis Khan et il lui envoie son fils. Mais il fait aussi une alliance avec les Coréens, lorsque les Khitans les envahissent. Mais les Khitans sont des alliés des Mongols, ce qui laisse présager le pire,,. En parallèle, les Xia orientaux concluent des relations diplomatiques et commerciales avec Goryeo, tout en maintenant des relations pacifiques avec les Mongols. Wannu décide aussi de mater des révoltes de Khitans rebelles dans les terres mongoles.
En 1230, les Mongols lancent une conquête du pays, excédés par les Xia orientaux et en particulier par Ningyasu, l'empereur depuis 1224 qui lance des raids contre les Mongols. Avec l'aide de Goryeo qui les autorise à passer sur leur territoire, les troupes mongoles atteignent en 1233 Kaiyuan et Yanji, les capitales de l'Empire, les assiégeant et les prenant. À Yanji, la capitale méridionale, Puxian Wannu et Ningyasu sont capturés. Tous les membres de la famille royale sont capturés lors de ces prises. En 1235, quelques Jürchens tenant des forteresses résistent toujours dans le Primorié, avant de finir par être matés par les Mongols,,.
L'occupation de courte durée a permis l'arrivée de nombreux Jürchens au Primorié, qui ont transmis de nombreuses techniques aux Jürchens locaux. Le territoire est devenu à cette époque fortifié, avec une quarantaine de forteresses,. Mais lorsque les Xia orientaux s'effondrèrent, la désolation devint la norme dans la région, les villages et forteresses souvent laissés à l'abandon, les animaux d'élevage libérés dans la nature,,. De nombreux Jürchens se réfugièrent dans la taïga, rompant tout contact avec l'extérieur.

### Le Primorié au sein d'États mongols

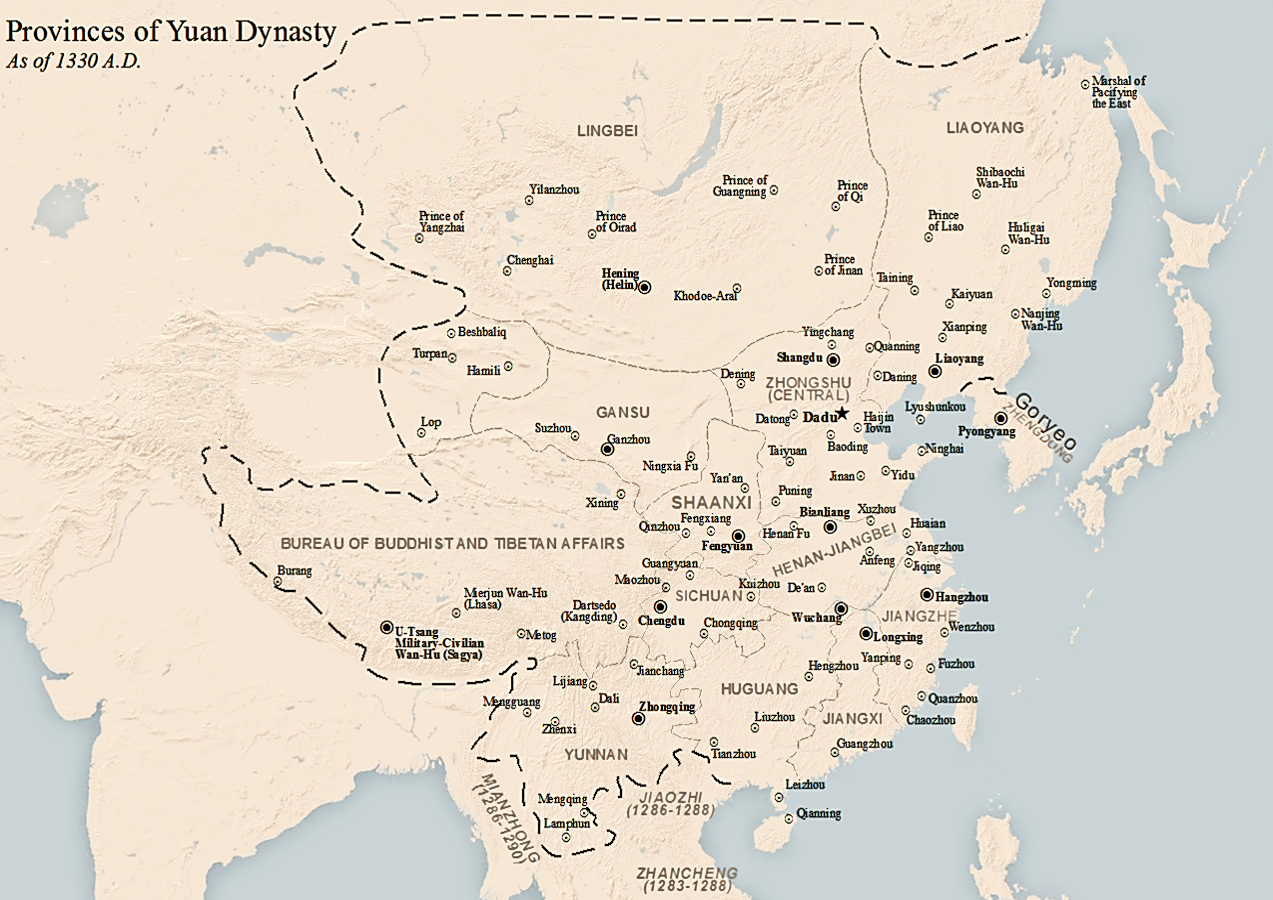
Provinces de la dynastie Yuan en 1330.

L'Empire mongol s'installa ainsi sur ces terres, et rattacha l'endroit à la région de Liaoyang. Dès 1235, l'Empire installe une garnison à Yanji et une autre à Kaiyuan. Un soulèvement eut lieu en 1245, vite maté. Les Jürchens récalcitrants tentèrent pendant encore environ 40 ans de chasser les Mongols, en vain.
En 1261, Kubilai Khan créa dix administrations dans la nouvellement créée région de Kaiyuan, dans le but de pacifier la région. Mais en mai 1263, la région et ses administrations sont abolies. En mars 1266, la région de Kaiyuan est recréée, puis en 1271, Kubilai Khan fonde la dynastie Yuan. La région est affectée en novembre 1280, lorsque 3 000 soldats venant de la région furent recrutés pour participer à la deuxième invasion mongole du Japon. Puis en mars 1286, la région de Kaiyuan fut à nouveau dissoute.
La zone est devenue une région isolée, très peu peuplée, et presque sans civilisation. La dynastie Yuan provoqua une fuite des cerveaux, et recruta de nombreux soldats dans la région pour les envoyer autre part. Les Jürchens récalcitrants se sont regroupés dans de petites communautés. Les Mongols laissèrent les communautés désigner leurs chefs de communauté, profitant ainsi d'une certaine autonomie, sorte de compromis pour éviter une rébellion. En 1368, la dynastie Ming ds'impose en Chine face à la dynastie Yuan, mais pas en Mandchourie, où les Ming mènent, en 1387, une campagne militaire en Mandchourie, qui permet la prise de contrôle de la dynastie Ming sur la Mandchourie, y compris le Primorié actuel.

### Sous la dynastie Ming

#### Une multitude de tribus

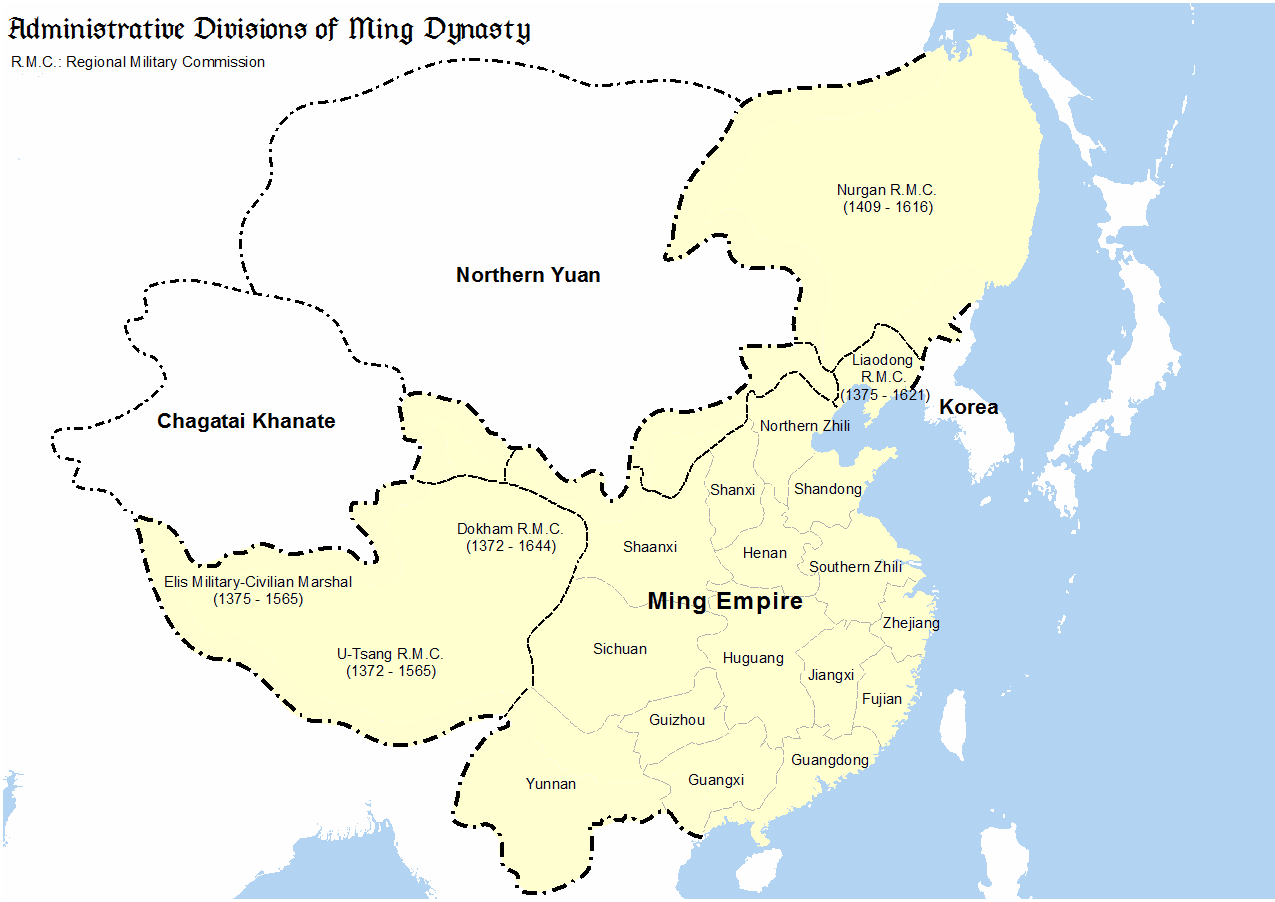
Provinces de la dynastie Ming en 1409

Après la chute de cet État mongol, les nombreux petits clans et tribus, assez faibles, dispersés à travers la région cherchent à s'unir entre elles. D'autres cherchent la protection de la Chine ou de la Corée, qui souhaitent ces derniers soumettre les derniers Jürchens. Ces locaux étaient alors semi-nomades, faisaient de l'agriculture et du commerce, et les batailles entre tribus étaient fréquentes. Les chefs de nombreuses tribus ont envoyé des ambassades auprès de la dynastie Ming, ce qui a permis de garantir une paix avec les Chinois.
Entre 1404 et 1434, la dynastie Ming cherche à étendre son influence. En 1409, elle crée la commission militaire régionale de Nurgan, chargée de la Mandchouie. Elle cherche à propager le bouddhisme tandis que les chefs de tribus Jürchens ont été nommés membres de la commission pour s'assurer de leurs loyautés.Même si une commission existait, la région était assez indépendante, le pouvoir n'ayant aucun intérêt à imposer un pouvoir fort. En 1491, la forteresse de Ts Zaoshan fut attaquée par la tribu Jürchen « Nimache », capturant hommes et bétails. Ils furent pourchassés par des troupes chinoises, et le chef de la tribu fut tué quelques jours plus tard.
Les Ming ont classé les Jürchens en trois groupes : les Jürchens Jianzhou, les Jürchens Haixi et les Jürchens Haidong (ou « sauvages »). Les Jianzhou correspondent à trois tribus : les Odoli, Huligai et Tuowen. Les Haixi sont contrôlés par l'alliance Hūlun, une confédération tribale composée des Ula, Hada, Hoifa et Yehe. On sait peu de choses sur les Jürchens « sauvages », mis à part que parmi eux il y avait les tribus Donghai, Warka, Woji et Khurkha.

#### Unification des Jürchens au Primorié

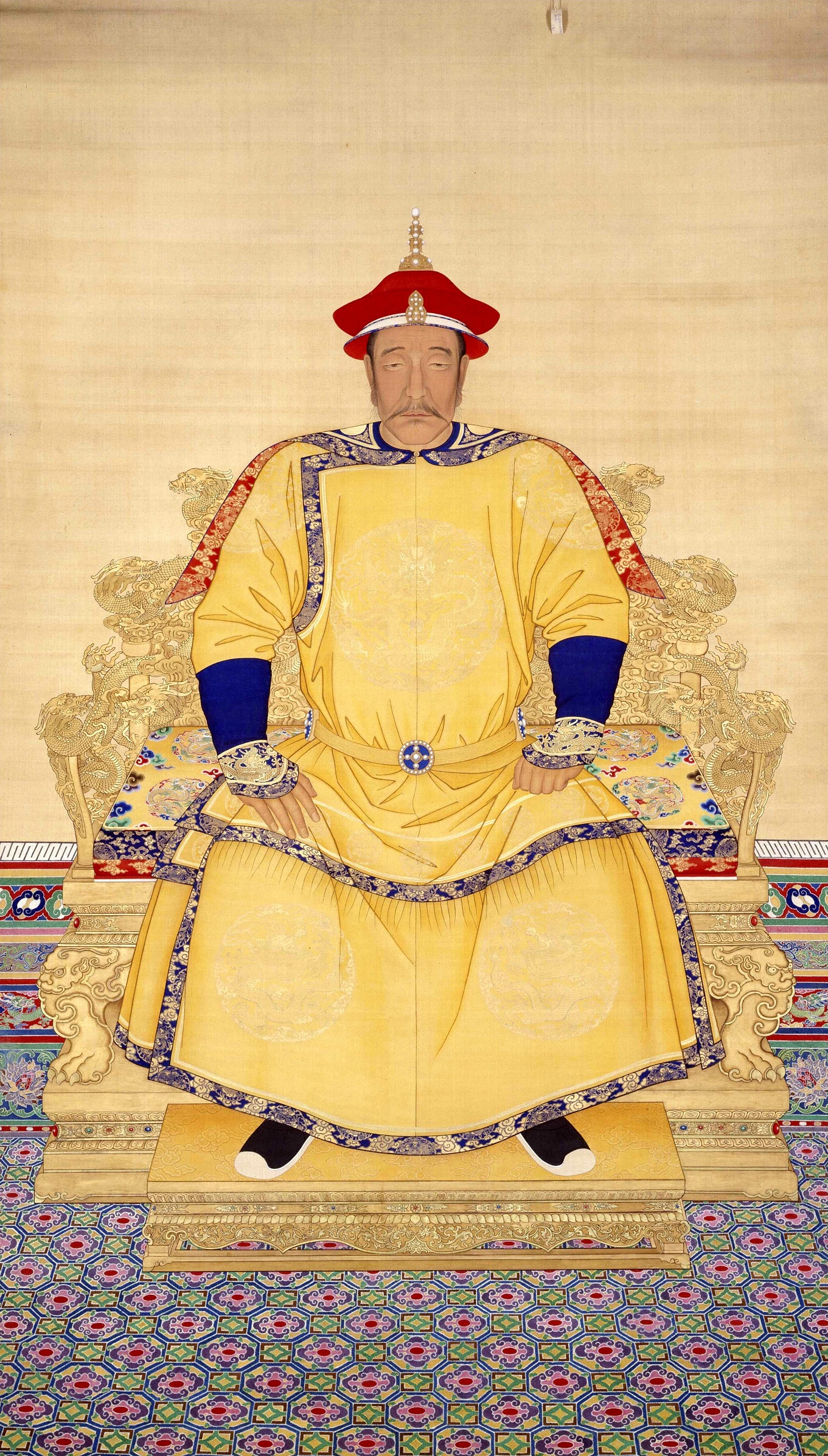
Portrait officiel de Nurhachi.

Nurhachi, le chef de la tribu Mandchukuo, commença en 1582 à unir les Jürchens. Les réussites s'enchaînent en Mandchourie, en unifiant peu à peu les Jürchens, mais le Primorié, lieu des tribus sauvages est plus compliqué. En 1593, neuf tribus, surtout Haixi, se liguent contre lui, mais il brise l'alliance. Fort de cette victoire, il commence à s'intéresser aux tribus sauvages, qu'il souhaite désormais conquérir.
En 1607, sur ordre de Nurhachi, le prince Bayala, le commandant de haut rang Eidu et l'adjudant Khurhan s'opposèrent avec un millier d'hommes aux tribus Woji. Deux ans plus tard en 1609, un détachement d'un millier de soldats dirigé par Khurhan envahi le district de Hue. Le détachement captura 2 000 familles dans la région qui furent amenées en Mandchourie,.
Puis en 1610, le général mandchou Eidu arrive dans la vallée de la Suifen avec un détachement d'un millier de soldats, et il invite à l'endroit du village actuel de Razdolnaïa (territoire de la tribu Voji/Woji), à rejoindre Nurhachi. Cette tribu vivait dans le sud du Primorié, de la Suifen jusqu'au fleuve Partizanskaïa. Ils refusèrent, et le général conquit militairement la région, capturant plus de 10 000 personnes rien que dans le district de Yelan (ou Ye Yelan, ou Yalan ; le bassin du fleuve Partizanskaïa),.
Pendant l'année 1614, 200 familles ayant déposés les armes et 1 000 autres captives sont emmenées en Mandchourie depuis les districts de Yalan (rivière Suchan) et de Xilin (la rive orientale de la baie de l'Oussouri). En 1615, les Huit Bannières ont mené une campagne contre les tribus du Primorié, tuant 800 personnes, capturant 10 000 personnes réparties en 500 familles. Enfin 1616, Nurhachi proclame la dynastie des Jin postérieurs après avoir unifié les Jürchens, et deux ans plus tard, il se lance dans la guerre contre la dynastie Ming. Le 8 février 1635, les troupes d'Ubahai et de Jingurdai se sont opposées aux tribus Warka, ont attaqué la région de Nimanya (la rivière Iman), capturant plus de 1 000 personnes.
Le 15 novembre 1635 (25 novembre dans le calendrier grégorien), les troupes Manchoues attaquent le sud du Primorié, afin de conquérir une bonne fois pour toutes l'endroit, avec 4 colonnes de soldats qui s'occupèrent de différents endroits. Le premier, sous le commandement d'Ubahai, s'installa à Eheikulun et Eleyuso ; le second, sous le commandement de Dojili, s'est déplacé vers Yalan (aujourd'hui la rivière Partizanskaïa), Lilin et Hue (rivières modernes Daubi-He et Suchan) ; le troisième, dirigé par Zhafuni, se dirigeait vers Akuli et Niman (aujourd'hui les rivières Vaku et Iman) ; le quatrième, sous le commandement d'Ushit, se rendit à Noley et Avan. Les autochtones capturés étaient constitués en cinq compagnies spéciales (nyuru), dont deux comprenaient des habitants du bassin fluvial de la Suifen et en trois les autochtones du bassin de l'Iman.

### Dynastie Qing
En 1644, Pékin est prise par les Mandchous, et la désormais dynastie Qing règne sur la Chine, dont la Mandchourie. Pendant le début du règne de Kangxi, il encourage l'installation en Mandchourie ou dans la citoyenneté des tribus du Primorié. Pour ce faire, il crée des prix avec des distinctions pour ceux arrivant à en faire rentrer que ce soit de manière pacifique ou militaire. Cela entraîne de nombreuses campagnes mandchoues dans la région, et les Jürchens demandent alors l'arrêt des combats. En effet, les villes sont attaquées, et les Jürchens fuient dans la taïga ou dans la montagne. L'agriculture est abandonnée, tout comme l'artisanat, et la chasse, cueillette et pêche redeviennent au goût du jour.
De plus, avec l'arrivée dans le Haut-Amour (oblast actuel de l'Amour et Transbaïkalie) de cosaques de Sibérie, des populations indigènes de la zone migrent vers le Primorié.

#### Le Primorié dans les sources chinoises
Dans la « Description historique et géographique de la dynastie Daiqing », l'on apprend que le Primorié s'appelait à cette époque « Woji », et qu'il était habité par les Donghai-Wojibu, ce qui signifie « tribus forestières de la mer Orientale ». Sur la rive sud de la rivière Xise, selon la « Carte de la province de Jilin », se trouvait des camps de la tribu Kya-ka-la. Cette tribu de langue toungouse s'étalait de l'actuelle Vladivostok à la rivière Xise en général. Le chercheur japonais Sei Wada a contesté cette situation, la plaçant en général dans le cours supérieur de la rivière Iman. Selon ce dernier, cette tribu s'agissait des actuels Orotches et Oudihés du Sikhote-Aline, qualifiés autrefois sous la dynastie Yuan de « Jürchens sauvages ». Il y avait aussi selon des sources chinoises et russes la tribu Varka de langue toungouse, s'étalant du bassin fluvial du Tumen au cours supérieur de l'Oussouri, et peuplant le littoral y compris les îles.
Toutes les études actuelles s'accordent à dire que depuis l'invasion mongole du XIIIe siècle se trouvait sur les versants ouest et est du Sikhote-Aline deux grandes associations ethniques (ou unions tribales) parlant le toungouse, les Woji et les Varka (Warka), qui sont les ancêtres des Nanaïs, Oudihés et Orotches. Il y avait aussi, mis à part les Toungouses-Mandchous, d'autres peuples, avec des Nivkhes et des Aïnous.

#### La «période sombre» causée par Kangxi et la Dynastie Qing
Néanmoins, c'est l'empereur Kangxi (1662-1722) qui eut la plus grande activité contre les tribus du Primorié. Il mit en place des récompenses pour l'organisation de campagnes militaires afin d'inciter ses généraux. Dans un livre impérial, il est rapporté que « Au cours des premières années du règne de l'empereur Kangxi, selon le rapport le plus soumis, il était permis de décerner des récompenses aux participants aux campagnes visant à « amener à la citoyenneté » les nouveaux Mandchous dans l'ordre suivant : pour 100 familles attirées, une distinction du premier degré ; pour 80 familles, une distinction militaire du deuxième degré ; pour 60 familles, une distinction militaire du troisième degré ; pour 40 familles, une distinction militaire du quatrième degré et pour 20 familles, une distinction militaire du cinquième degré ».
Ces actions ont inévitablement forcé les tribus Toungouses et Mandchoues à se déplacer vers des endroits plus inaccessibles, particulièrement le nord du Primorié et la région du fleuve Amour. Ces déplacements étaient devenus une réponse traditionnelle de ces tribus lors de menaces extérieures. Ce trait se retrouve d'ailleurs chez les Nanaïs encore aujourd'hui, car même s'ils sont sédentaires, ils n'ont pas eu un seul lien de résidence. La distance n'est pas un problème pour les tribus, pouvant faire des trajets de l'Oussouri à l'Arsenievka, et de l'Arsenievka à l'Amour, en abandonnant à chaque fois sa fanza,.
C'est ainsi que commence la « période sombre » au Primorié des XVIe – XVIIe siècles. Le Primorié n'étaient certes pas vide, avec la population toungouse-mandchoue assez importante (tribus Woji et Warka), mais qui étaient souvent chassés de leurs terres.

#### Découpage administratif sous la dynastie Qing
Sur le plan administratif, le Primorié d'aujourd'hui était réparti entre les districts (comtés) de Helinlu, Yalanlu, Suifenlu, Huelu et Nimachalu de la dynastie Qing. Le district de Helinlu comprenait la côte orientale de la baie de l'Oussouri, y compris l'actuel raïon de Chkotovo, depuis la rivière Maihe jusqu'à la baie de Vostok. Ensuite, les bassins des rivières Suchan et Suzuhe, depuis les contreforts sud de la crête du Sikhote-Aline jusqu'à la mer, formaient le district de Yalanlu. Le district de Suifenlu était lui situé dans le bassin de la Suifen et le territoire adjacent. Le district de Huelu était situé dans le bassin des rivières Daubi-He et Ulakhe, et le district de Nimachalu couvrait la rivière Iman et ses environs.

#### Explorations russes et européennes

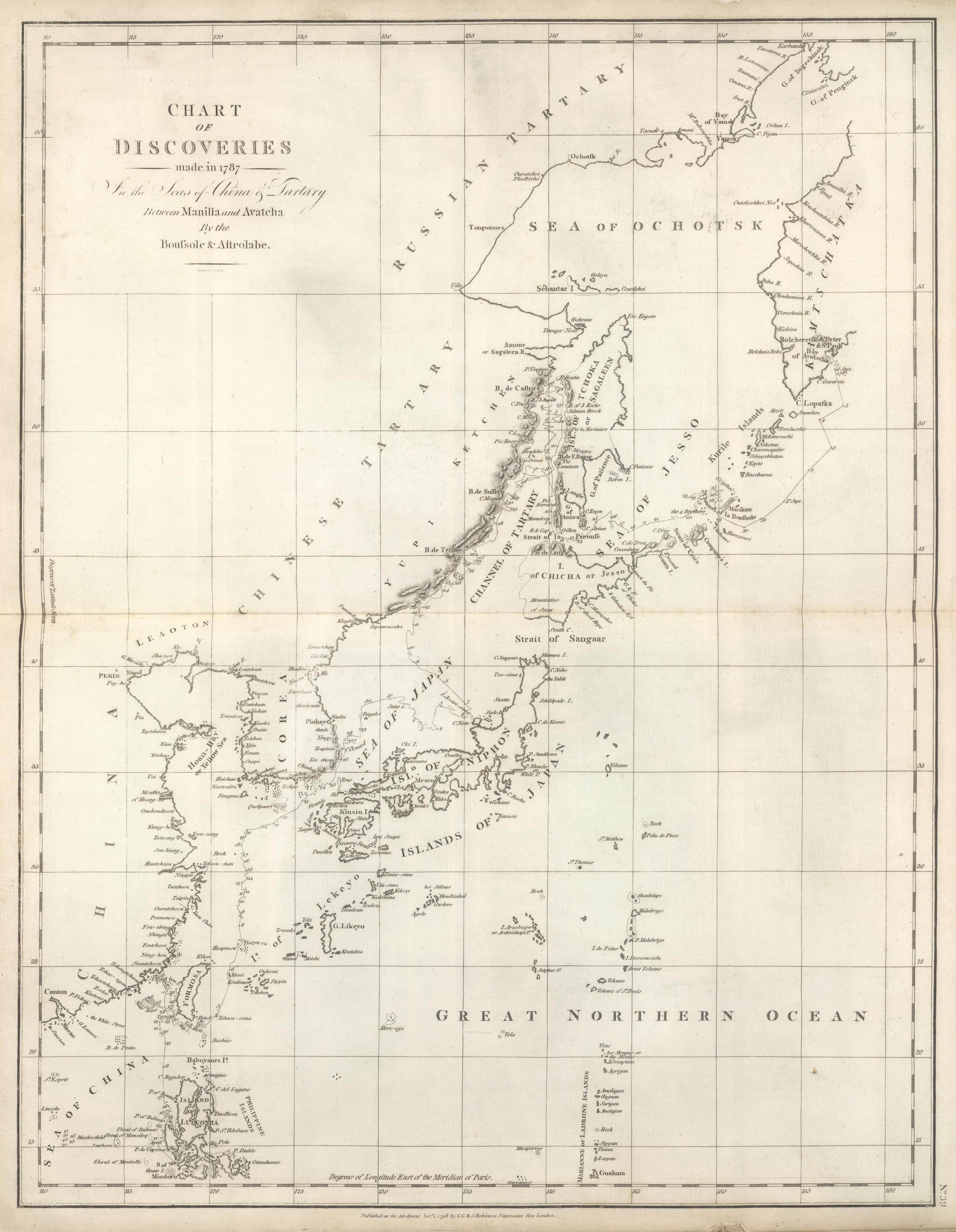
Carte des découvertes de la Pérouse, avec la côte du Primorié.

Alors que le Primorié est sous domination Ming puis Qing, la conquête de la Sibérie par le tsarat de Russie commence (dans un premier temps Sibir) dès 1581. En 1636, Dmitri Iepifanovitch Kopylov part de Iakoutsk, fondée en 1632, et atteint en mai 1638 la mer d'Okhotsk, où Okhotsk est fondée en 1647 par Ivan Moskvitine. Ce dernier apprend par les Nivkhes l'existence du fleuve Amour, mais ne tente pas d'exploration. Vassili Poïarkov explore l'Amour entre 1643 et 1646, et ses descriptions détaillés qu'il rapporte à Iakoutsk entraînent de nouvelles expéditions, dont une qui atteint le lac Beloïe, lac aujourd'hui connu sous le nom de lac Khanka (premiers russes au Primorié). À la suite des conflits frontaliers sino-russes, où les Qing sortent vainqueurs les Chinois gardent la région de l'Amour et le Primorié, les Russes étant repoussés,,.
En 1787, Jean-François de La Pérouse, lors de son expédition autour du monde, cartographie l'Extrême-Orient, dont le Primorié. Le 23 juin, il mouille dans une baie qu'il nomme la baie de Ternay, du nom de son mentor Charles-Henri-Louis d'Arsac de Ternay. Cette baie est aujourd'hui celle de Terneï, avec le village homonyme. Entre 1793 et 1796, William Robert Broughton, un Anglais, répète l'expédition de La Pérouse.

## Époque russe

### L'arrivée de l'empire Russe au Primorié (période pré-révolutionnaire)

#### Annexion du Primorié et colonisation

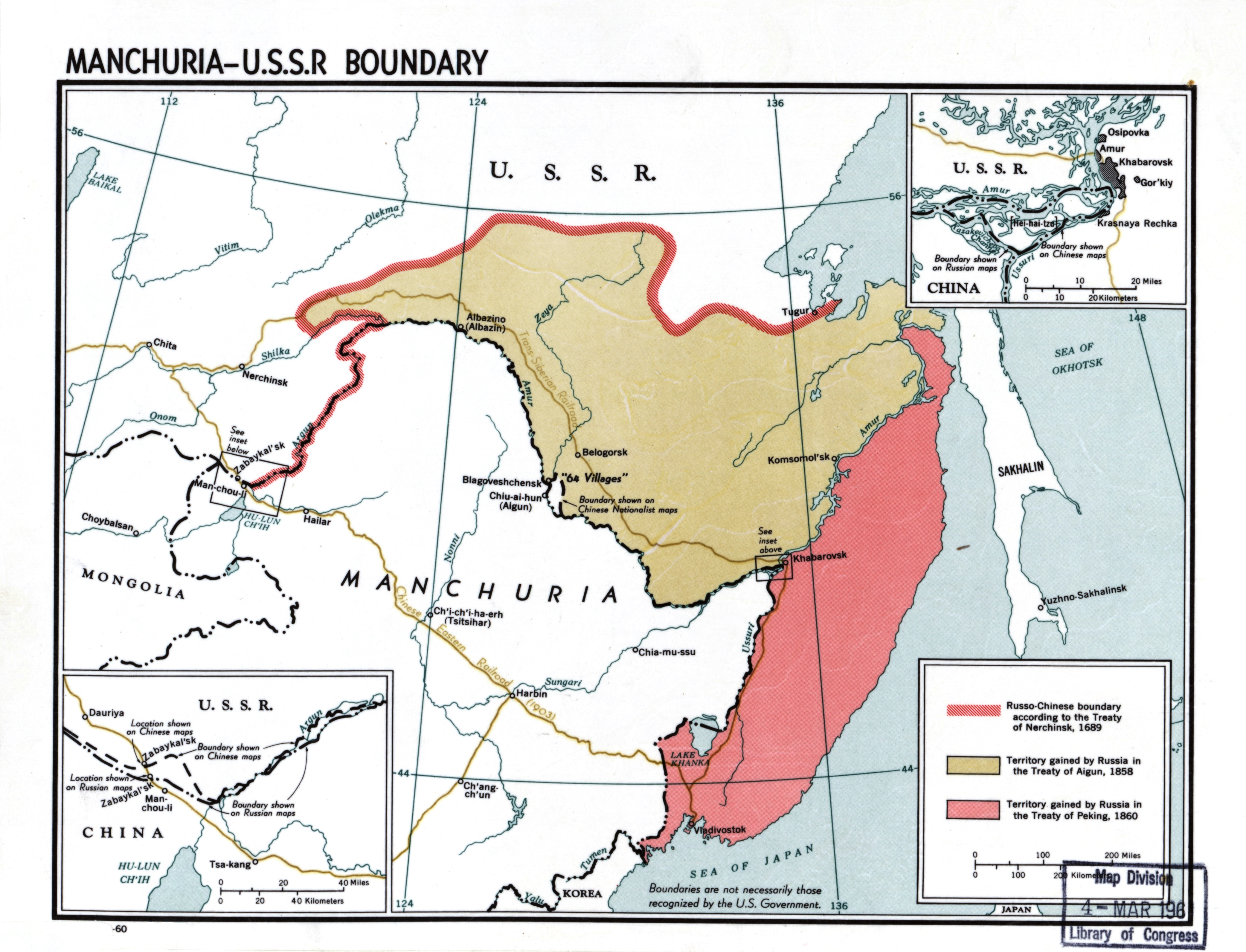
Frontières sino-russes de 1858 à 1860

La colonisation du Primorié par les cosaques de Sibérie commença pendant les années 1850, avec la fondation en 1850 de Nikolaïevsk-sur-l'Amour, premier village russe du sud de l'Extrême-Orient, aujourd'hui situé dans le kraï de Khabarovsk.
En 1856, l'oblast de Primorié est fondé, avec comme capitale Nikolaïevsk. Le 16 mai 1858, la dynastie Qing et l'Empire russe signent le traité d'Aïgoun, un traité inégal qui confère à la Russie toutes les terres situées au nord du fleuve Amour. Ces nouvelles régions sont intégrées à l'oblast de Primorié, et le 31 mai, le village de Khabarovsk est fondé, alors qu'il est situé sur la rive sud du fleuve Amour. Au cours de l'année 1859, des postes militaires sont établis au Primorié ; un à Touri Rog sur une rive du lac Khanka et un autre dans la baie d'Olga. La même année, l'expédition de Nikolaï Mouraviov-Amourski, qui explora la côte nord-ouest de la mer du Japon, détermine le lieu pour la fondation de Vladivostok. En 1860, des soldats établirent d'autres postes, à Razdolnoïe et à Ouglovoïe, ainsi que le 20 juin 1860, le poste militaire de Vladivostok sur la Corne d'Or,, à but purement stratégique.
Le 2 novembre 1860, la convention de Pékin est signée, un autre traité inégal qui permet l'annexion de toute la Mandchourie-Extérieure, et donc des terres du Primorié. Cependant, la population chinoise est autorisée à rester sur ces terres. Les cosaques, plus particulièrement ceux de l'Amour, sont chargés de développer la région et de la protéger. Ils créent ainsi les premiers villages de la région dès 1859 avec Verkhné-Mikhaïlovka (aujourd'hui Mikhaïlovka) et d'autres. Ainsi entre 1855 et 1862, 29 villages russes sont fondés dans la région de la rivière Oussouri. En 1866, le village de Nikolskoïe est fondé par des paysans migrants des gouvernements d'Astrakhan et de Voronej, sur, sans que cela se sache alors, le site d'une ancienne ville médiévale (Shuiabin/Xuping).
En 1868 eut lieu la guerre des Manzs, née à cause d'un flou juridique, généré par le traité d'Aïgoun qui avait fait que les « Manzs », c'est-à-dire les populations chinoises vivant désormais en territoire russe conservaient leur citoyenneté chinoise et étaient donc sous le contrôle de l'administration chinoise, même s'ils vivaient dans l'Empire russe. Profitant de ce flou, des clans de bandits chinois, les Honghuzi, commencèrent à s'infiltrer dans la région pour attaquer les Russes. Les batailles et fusillades eurent lieu principalement entre avril et juillet 1868, même s'il y eut des combats après.

#### Une migration importante venue d'Europe (1860-1900)

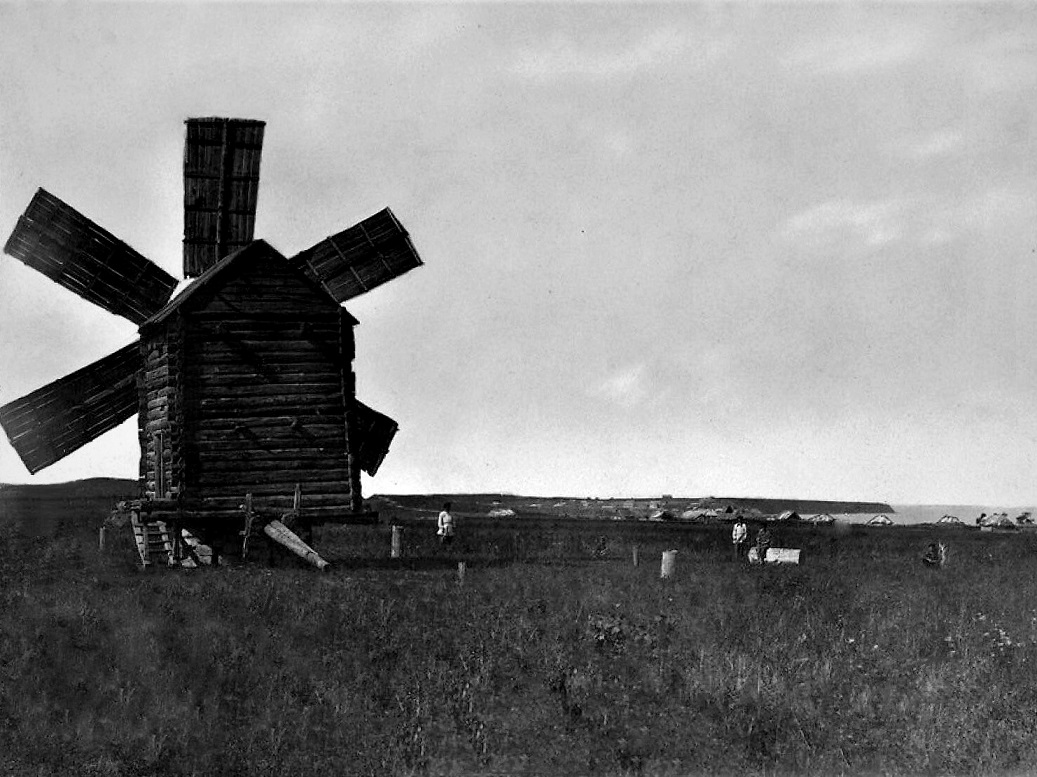
Moulin à Astrakhanovka près du lac Khanka dans les années 1870, Vladimir Lanine.

Après l'abolition du servage en Russie début 1860, le 26 mars 1861, le gouvernement déclare ouverte la colonisation des régions de l'Amour et du Primorié, pour les « paysans qui n'ont pas de terre et des gens entreprenants de toute classe qui souhaitent se déplacer à leurs propres frais ». Ces paysans doivent cependant payer leurs arriérés pour émigrer, c'est-à-dire la somme qu'ils doivent à leurs anciens propriétaires. Pour attirer, le gouvernement fournit une parcelle gratuite à chaque famille d'une communauté (s'il y au moins 15 familles dans la communauté venante) jusqu'à 100 acres de superficie, sans aucune taxe ou impôt pendant 20 ans. Ils sont aussi affranchi s'ils viennent de la conscription pendant 10 ans, tandis que le commerce n'était pas taxé, contribuant ainsi à un afflux de paysans. Avec quelques modifications mineures, ces règles s'appliquèrent jusqu'en 1900. L'année suivante du décret, le village de Vetka est fondé, sous le nom de Foudine, dans le raïon actuel d'Olga. Entre 1861 et 1881, environ 51,8 % des migrants s'installant au Primorié venaient des gouvernements d'Astrakhan, de Voronej et de Viatka.
En 1862, il y avait déjà 14 000 cosaques qui s'étaient installés sur les rives de l'Amour et de l'Oussouri, avec déjà 29 villages fondés dans le bassin de l'Oussouri. En 1863, Voronejskaïa est fondé à l'endroit du poste militaire de Touri Rog, et en 1864, Vladimiro-Aleksandrovskoïe. En 1866, Oussouriïsk, alors nommé Nikolskoïe, est fondé près de la Suifen, tout comme Astrakhanka et Razdolnoïe. Pour ce faire, les arrivants ont utilisé 3 modes de transports différents selon les périodes. De 1861 à 1881, le transport terrestre fut le principal moyen d'arriver, puis le transport maritime de 1881 à 1901, et ferroviaire de 1902 à 1917. Dès 1881, la ligne maritime entre Odessa et Vladivostok est ouverte, en bateau à vapeur, avec 2 mois de voyage. En 1879, alors que la plaine commence à être bien peuplée, les cosaques se dirigent de plus en plus vers le littoral de la région. L'année suivante, Vladivostok devient la capitale de l'oblast de Primorié, et obtient le statut de ville.

Le Primorié des années 1870 par Vladimir Lanine :
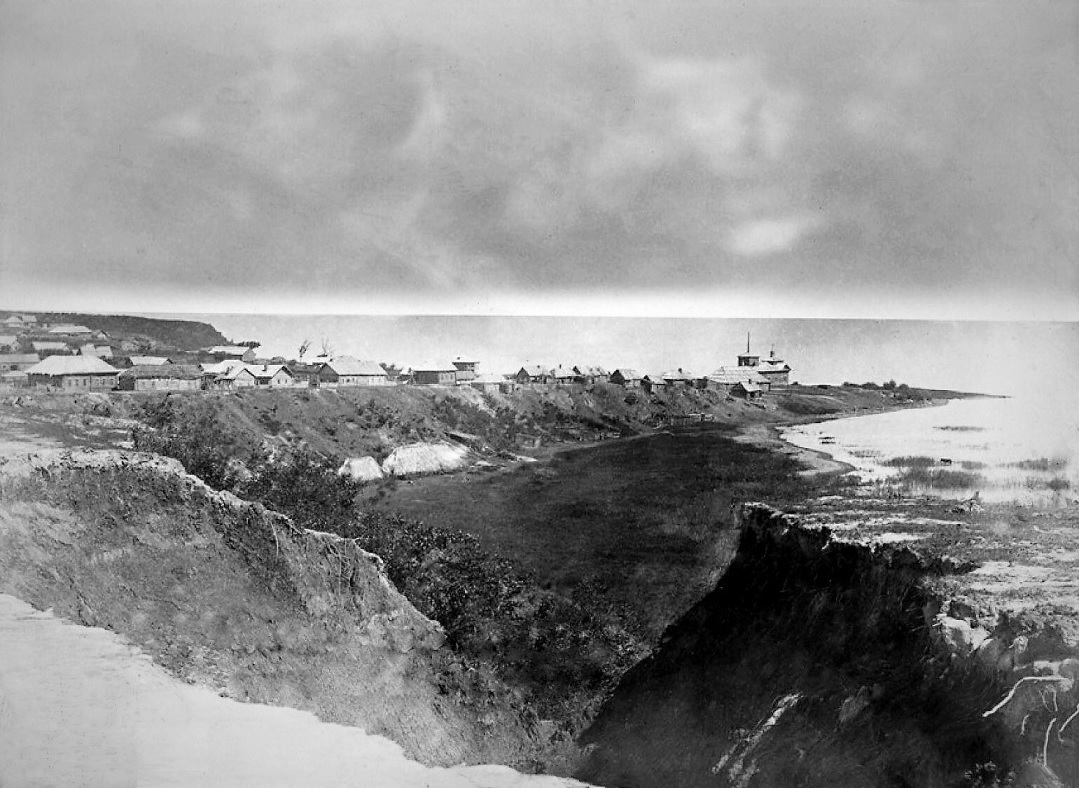
Kamen-Rybolov sur le lac Khanka, entre 1875 et 1876.
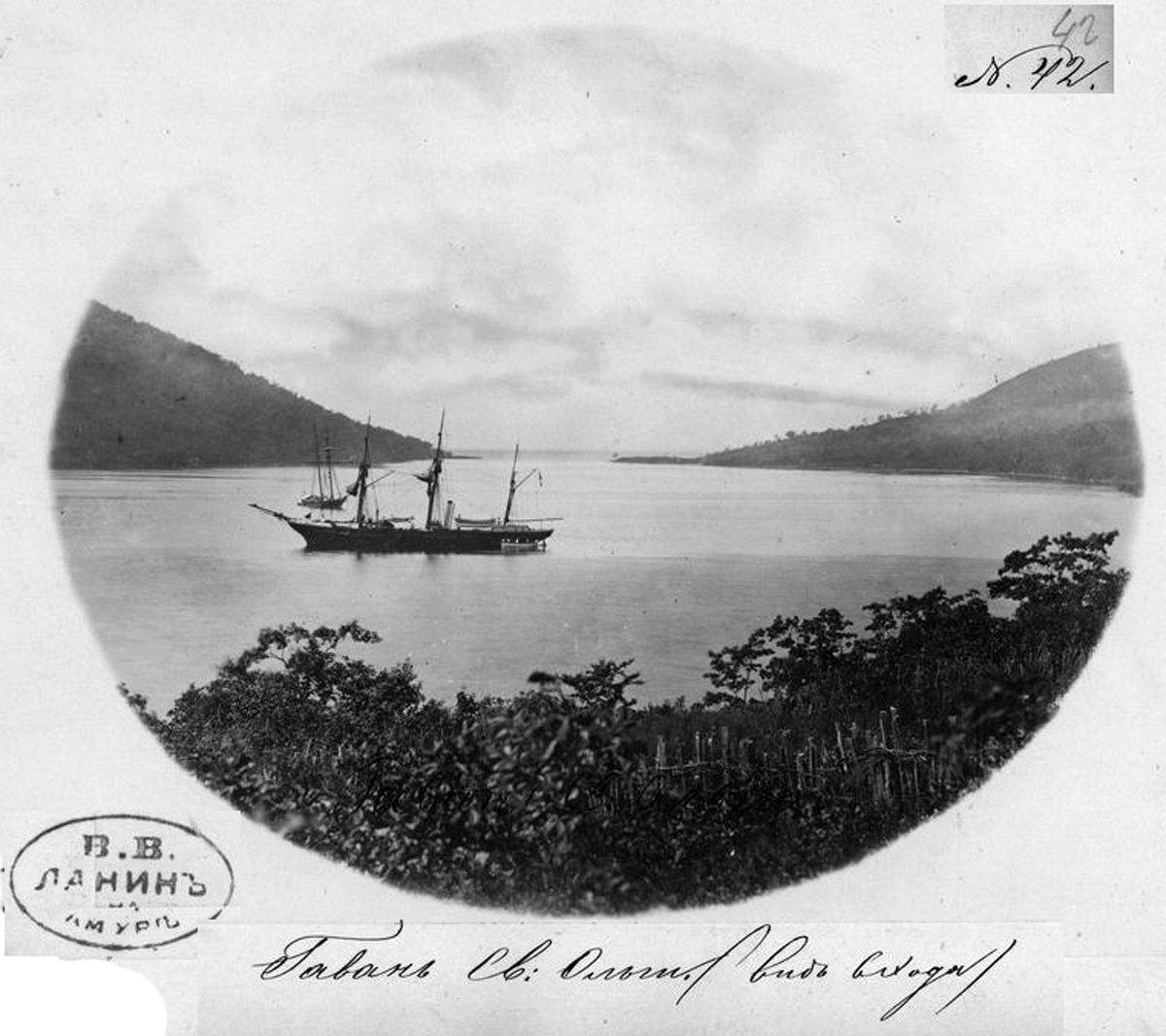
Baie d'Olga en 1870.
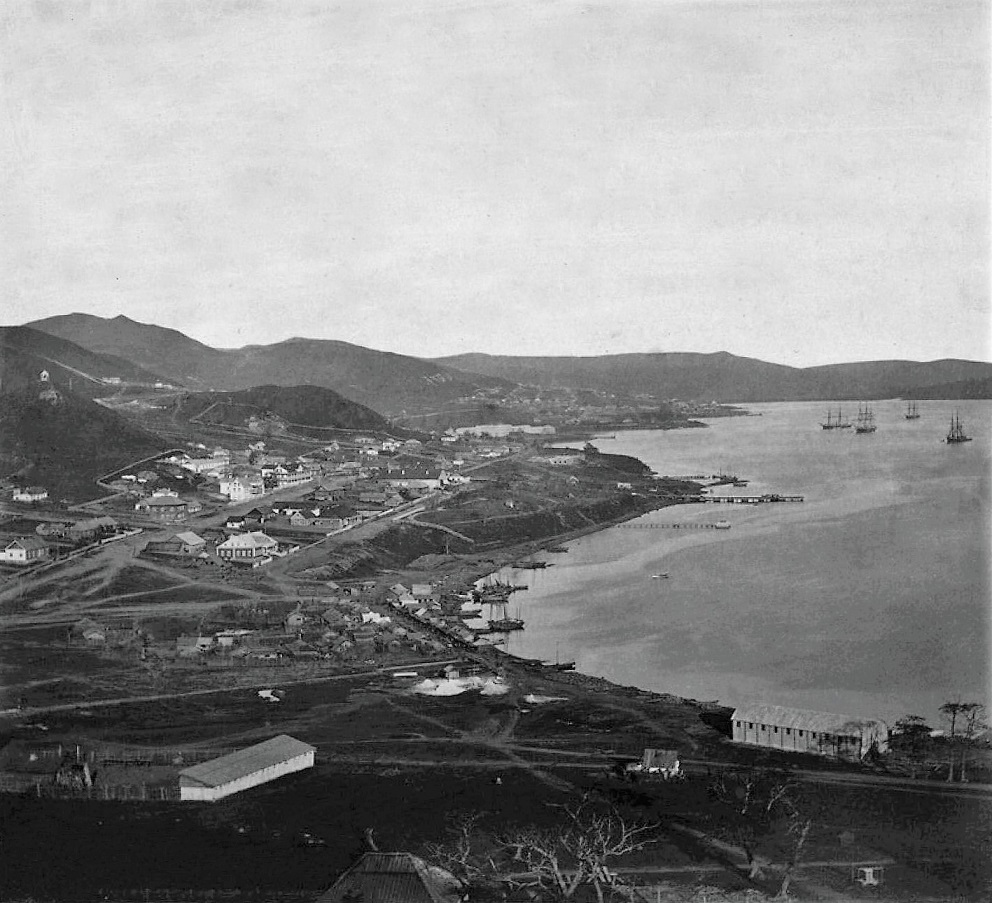
Vladivostok en 1875.
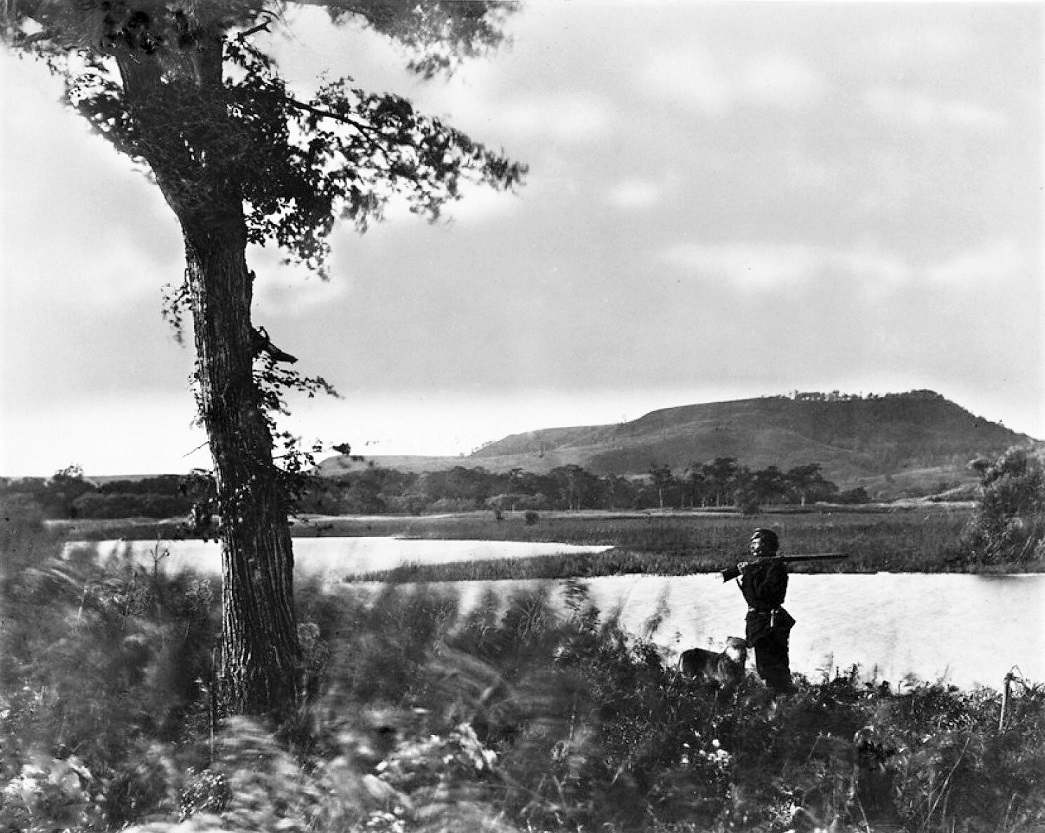
La rivière Suifen, entre 1875 et 1876.

##### Une économie florissante

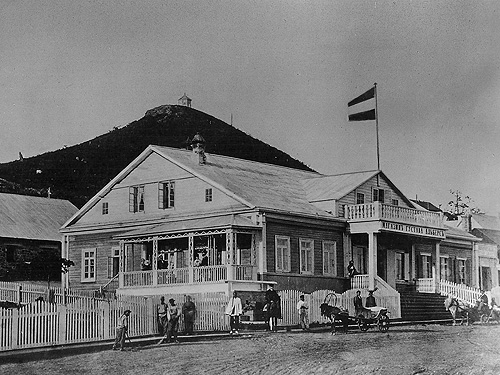
Premier magasin Kunst & Albert, 1876, Vladivostok.

De ce fait, l'économie se développe au Primorié en même temps que l'arrivée de colons, que ce soit le secteur minier, forestier, manufacturier ou autre. En 1867, de l'or est découvert à Askold (au sud de Fokino), et une mine est alors créée. En général, la région de Nakhodka est celle avec le plus de mines, surtout du charbon, du fer, de l'argent et du plomb. Pour l'industrie, elle se développe près des centres urbains, avec en 1864 la création des chantiers navals à Vladivostok. Le secteur privé se développe à partir de 1870 et, en 1890, il y a plus de 200 entreprises privées dans la région d'Oussouriïsk et de Vladivostok, générant 314 000 roubles de richesse. L'électricité arrive au Primorié dans les années 1890. En 1901, dans la région d'Oussouriïsk, près de 1 000 entreprises privées existent déjà, avec un produit brut de plus de 5 millions de roubles.
L'exploitation des richesses est en plein essor. Dès les années 1860, les gisements de charbon se développent dans les régions méridionales (baie de Possiet, Soutchan), ainsi que la recherche d'or. Des industries voient le jour : pêche industrielle de poisson et de fruits de mer, mais aussi des entreprises baleinières russes et étrangères. Il y a des tannerie, des usines de distillation, et en 1900, on compte déjà 395 moulins dans le Primorié. À Vladivostok, les chantiers navals d'Extrême-Orient (Dalzavod) voient le jour. De grandes entreprises s'installent au Primorié (comme Churin Trading House 110 et K, Amur Fleet Partnership, Amur Gold Mining Partnership, Trading House of Kunst and Albers, etc.), tandis que les petites entreprises appartiennent en grande majorité à des Chinois et Coréens.

##### De nouvelles voies de communication

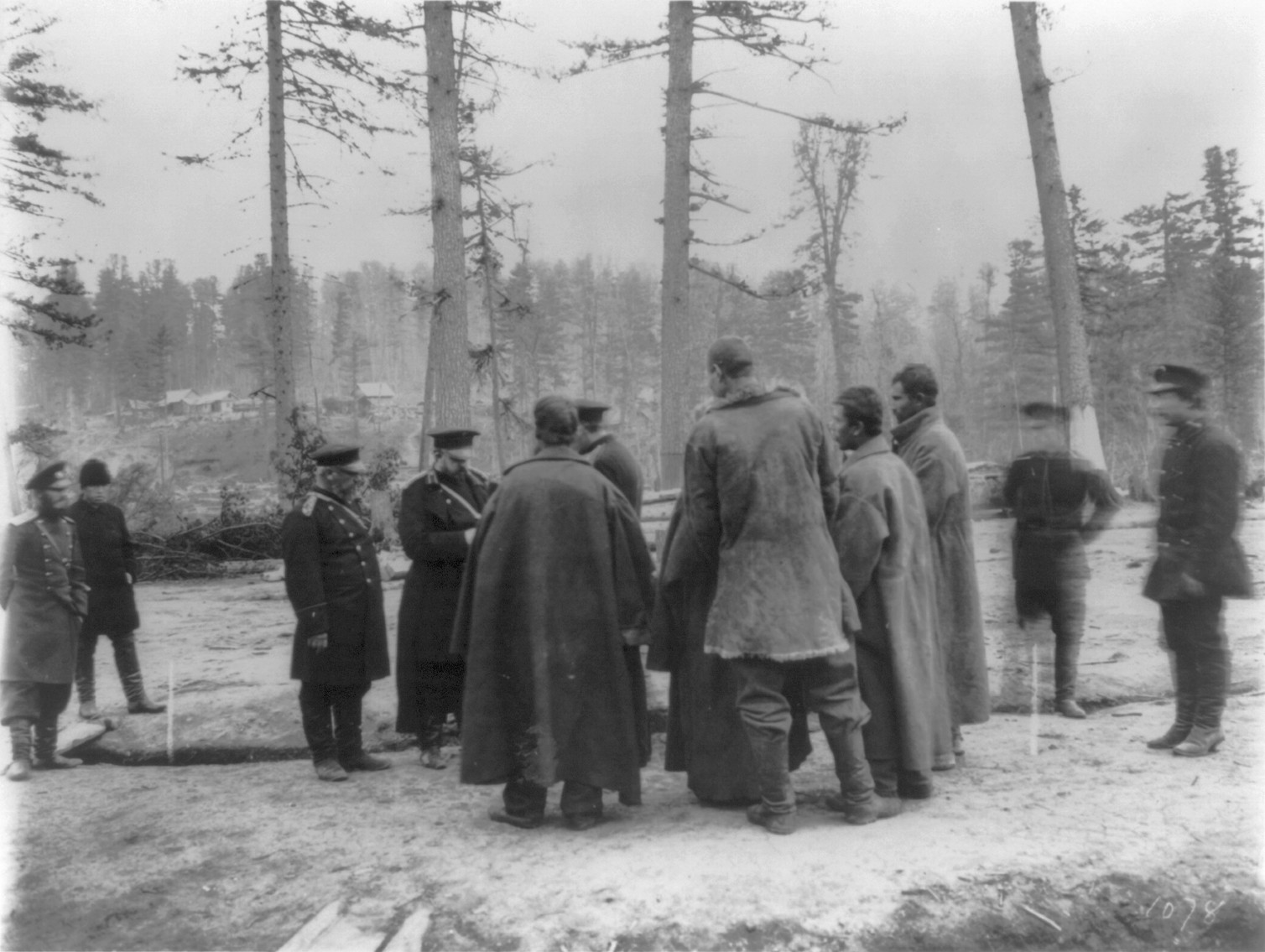
Construction du transsibérien près d'Oussouriïsk en 1895

Les premiers chemins (routes) de terre en Extrême-Orient apparaissent à cette époque, le premier étant celui entre Kamen-Rybolov et Razdolnoïe en passant par le village de Nikolskoïe. Ensuite, un itinéraire est créé entre Nikolskoïe et Anoutchino, puis entre Razdolnoïe et Possiet. La navigation fluviale connaît un essor sur la rivière Oussouri jusqu'à l'arrivée du train. C'est en 1854 que le premier bateau à vapeur sur l'Amour et ses affluents est mis en service, et peu après, la flottille cosaque Amour-Oussouri est créée, flottille sans équivalent dans l'histoire de la Russie. Cette dernière avait son siège, avec ses bateaux, à Iman.
En 1889, les cosaques de l'Oussouri sont créés, dans le but de participer à la construction du transsibérien, décrétée en 1891 par Alexandre III, la ligne devant relier Moscou à Vladivostok. La construction du transsibérien a permis de stimuler l'activité économique régionale, et l'ouverture a permis une croissance du commerce et des flux migratoires et de capitaux. Le 2 novembre 1893 (14 novembre dans le calendrier grégorien), la ligne est ouverte entre Vladivostok et Oussouriïsk. Elle est ouverte entièrement, c'est-à-dire jusqu'à Khabarovsk, en 1897. Par ailleurs entre 1897 et 1903 est construit le chemin de fer de l'Est chinois à travers la Mandchourie, pour relier plus rapidement la Transbaïkalie au Primorié,,.

##### Un accroissement démographique toujours plus important
Ainsi, entre 1861 et 1900, 69 927 personnes sont arrivés au Primorié, dont 60 263 paysans, soit 87,2 % ; 7 831 cosaques (11,2 %) et 1 832 personnes appartenant à d'autres catégories, soit 2,6 %. Les personnes sont surtout arrivées à partir de 1883, avec 56 000 personnes de 1881 à 1901, dont 55 000 par la mer, avec un trajet de 2 à 3 mois, en passant par Suez et Malacca Les colons venaient surtout d'Ukraine, comptant pour 77 % du total, principalement des oblasts de Tchernihiv, de Kiev et de Poltava. Il y avait aussi un certain nombre de biélorusses et de paysans des régions du sud de la Russie (Astrakhan, Voronej) mais aussi de Viatka, Tambov ou en Sibérie Irkoutsk. Le 22 juin 1900 (5 juillet dans le calendrier grégorien), de nouvelles règles sont établies au Primorié et dans l'Amour, avec désormais 15 acres pour les nouveaux colons au lieu de 100. Une autre force de colonisation vint de ceux condamnés par le régime tsariste à l'exil et aux travaux forcés en Sibérie. En 1900, 4 mille personnes, soit 1,4 % de la population de la région, étaient des exilés.
Avec le consentement des autorités russes, des Coréens, les Koryo-saram, et des Chinois s'installent au Primorié, car ces deux groupes subissaient la famine, les inondations et l'exploitation croissante des seigneurs féodaux de leurs pays respectifs (et pour la Corée les crimes de l'occupation japonaise). Ils se font embauchés dans le bâtiment ou dans les mines, et s'installent particulièrement dans le sud sur le littoral ou au bord des rivières.

#### Des expéditions aux confins du Primorié

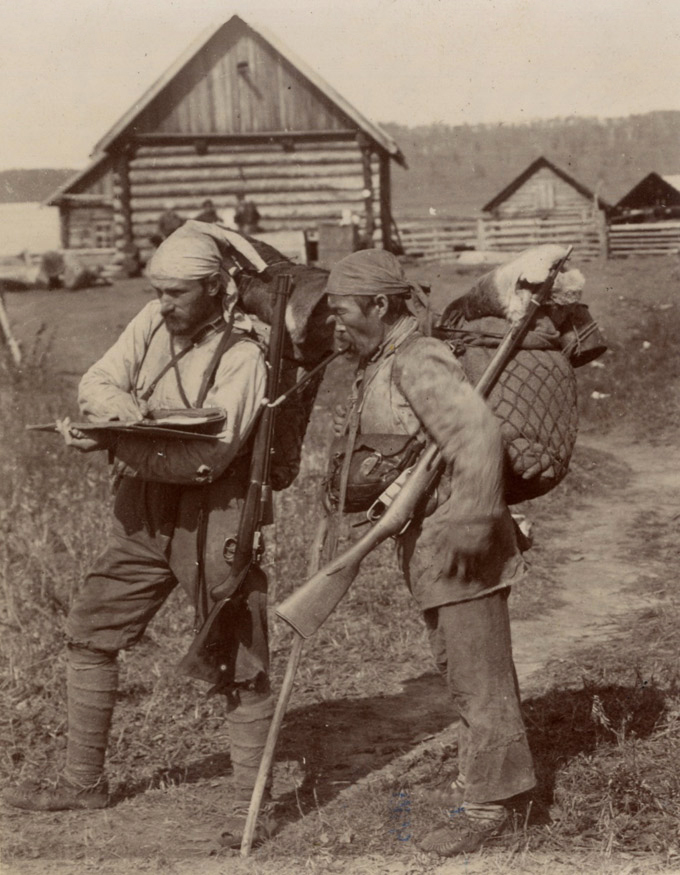
Vladimir Arseniev et Dersou Ouzala en mission d'exploration (photo de 1906). Son récit d'exploration avec son ami Gold lui permet d'écrire Dersou Ouzala par la suite.

Même si annexée, la région n'est pas bien connue, suscitant alors l'exploration. Rien qu'entre 1850 et 1869, 63 expéditions se déroulent dans la région. Entre 1867 et 1869, Nikolaï Prjevalski, naturaliste d'origine polonaise qui fut officier de l'armée impériale russe, géographe et explorateur de l'Asie centrale, explore la région de l'Oussouri. Il écrit ensuite un livre sur sa géographie, sa flore et sa faune, son climat, son histoire et son ethnographie à cette région. Parmi les autres grands explorateurs de l'époque qui font leurs recherches, il y a Constantin Stepanovitch Staritsky entre 1868 et 1870 et Stepan Makarov, officier de marine et un océanographe russe, qui fit le tour du monde à bord de sa corvette Vitiaz, en explorant entre autres les côtes de la région.
En 1884, la Société pour l'étude de la région de l'Amour est créée à Vladivostok, avec comme premier président Theodor Friedrichowitsch Busse, qui rassembla pendant une large collection. Ses recherches ont été très significatives quant au développement de l'ethnographie, de l'archéologie, de la philologie au Primorié. En 1890, le premier centre d'histoire locale d'Extrême-Orient (futur musée Arseniev), est créé à Vladivostok, et le jardin de la société botanique de Vladivostok est créé en 1900.
L'explorateur le plus connu du Primorié est sans aucun doute Vladimir Arseniev, dont sa renommée est telle que le musée d'histoire de la région s'appelle le musée Arseniev (tout comme des rues, statues, etc.). Officier-topographe de l'armée russe, il arrive en Extrême-Orient en 1900, où il y passera trente ans (il meurt à Vladivostok en 1930). À pied et en bateau, il a parcouru des dizaines de milliers de kilomètres le long des zones inexplorées de l'Amour et de Sakhaline, du Kamtchatka et surtout la région de l'Oussouri. Ses données collectées et ses descriptions d'histoire naturelle et ethnographiques sont certainement les plus riches alors existantes. Il écrivit plus de 50 ouvrages scientifiques, préparés de nombreux rapports entre autres. Lors de l'une de ses nombreuses expéditions, le 3 août 1906 (16 août dans le calendrier grégorien), il rencontre Dersou Ouzala, un autochtone oussourien de la tribu Nanaï (qu'on appelait, il y a peu, « Golde »), avec qui il se lie d'amitié, Dersou Ouzala devenant son guide. Parmi ses livres, le plus connu est Dersou Ouzala, adapté entre autres au cinéma avec Dersou Ouzala en 1976, film russo-japonais réalisé par Akira Kurosawa. Le film remporte l'Oscar 1976 du meilleur film étranger.
Le 21 octobre 1899 (2 novembre dans le calendrier grégorien), le premier établissement d'enseignement supérieur a été ouvert à Vladivostok et plus largement en Extrême-Orient : l'institut Oriental, étudiant les pays voisins de Chine, Tibet, Mandchourie, Corée et Japon. L'institut contribua à développer les liens entre la Russie et les pays de l'Orient, et avait l'une des meilleures bibliothèques sur le sujet. Cet établissement est l'ancêtre de l'actuelle université fédérale d'Extrême-Orient.

#### L'essor économique du Primorié malgré les guerres (1900-1917)

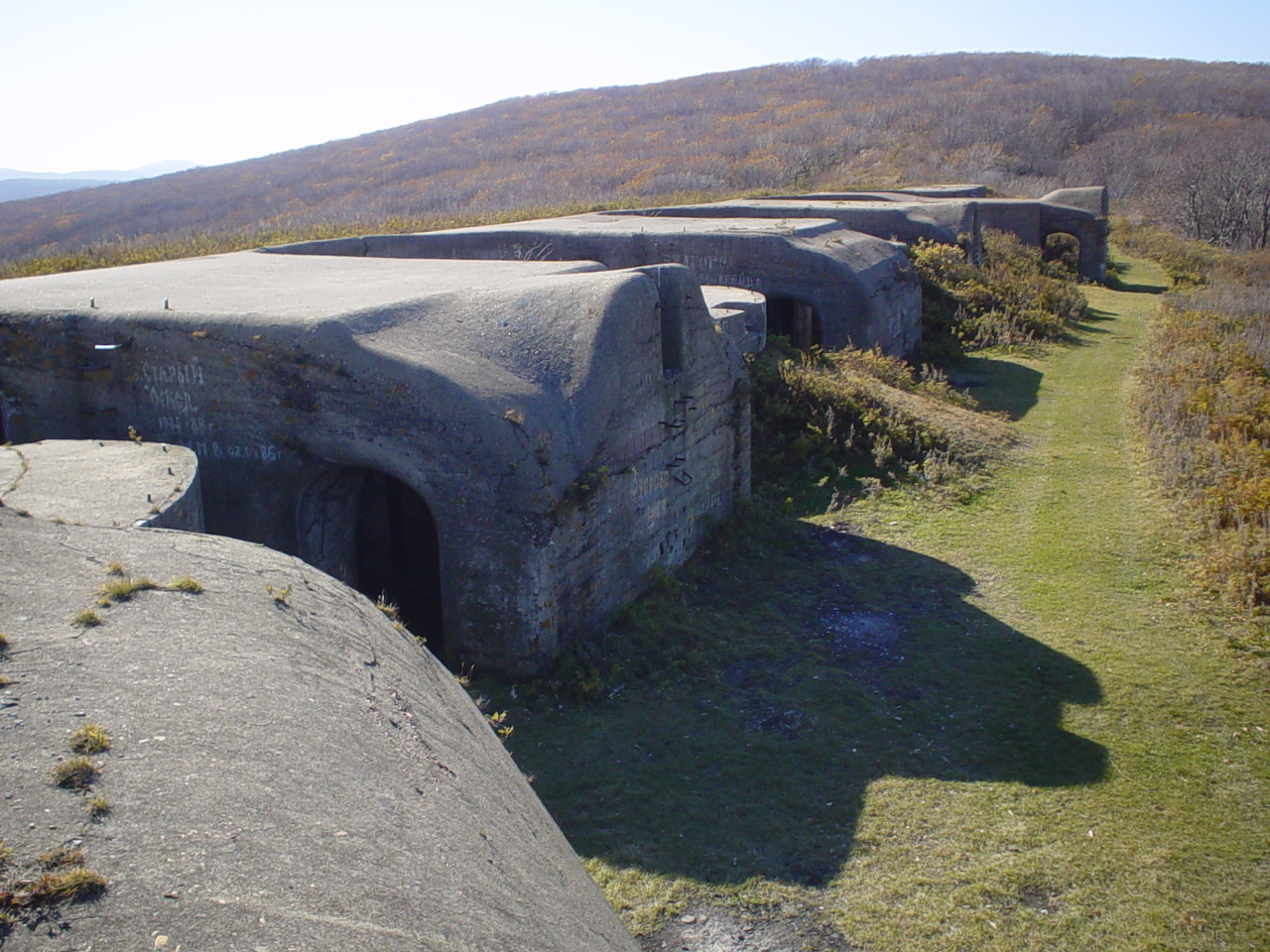
Une batterie de la forteresse de Vladivostok, construite entre 1899 et 1903.

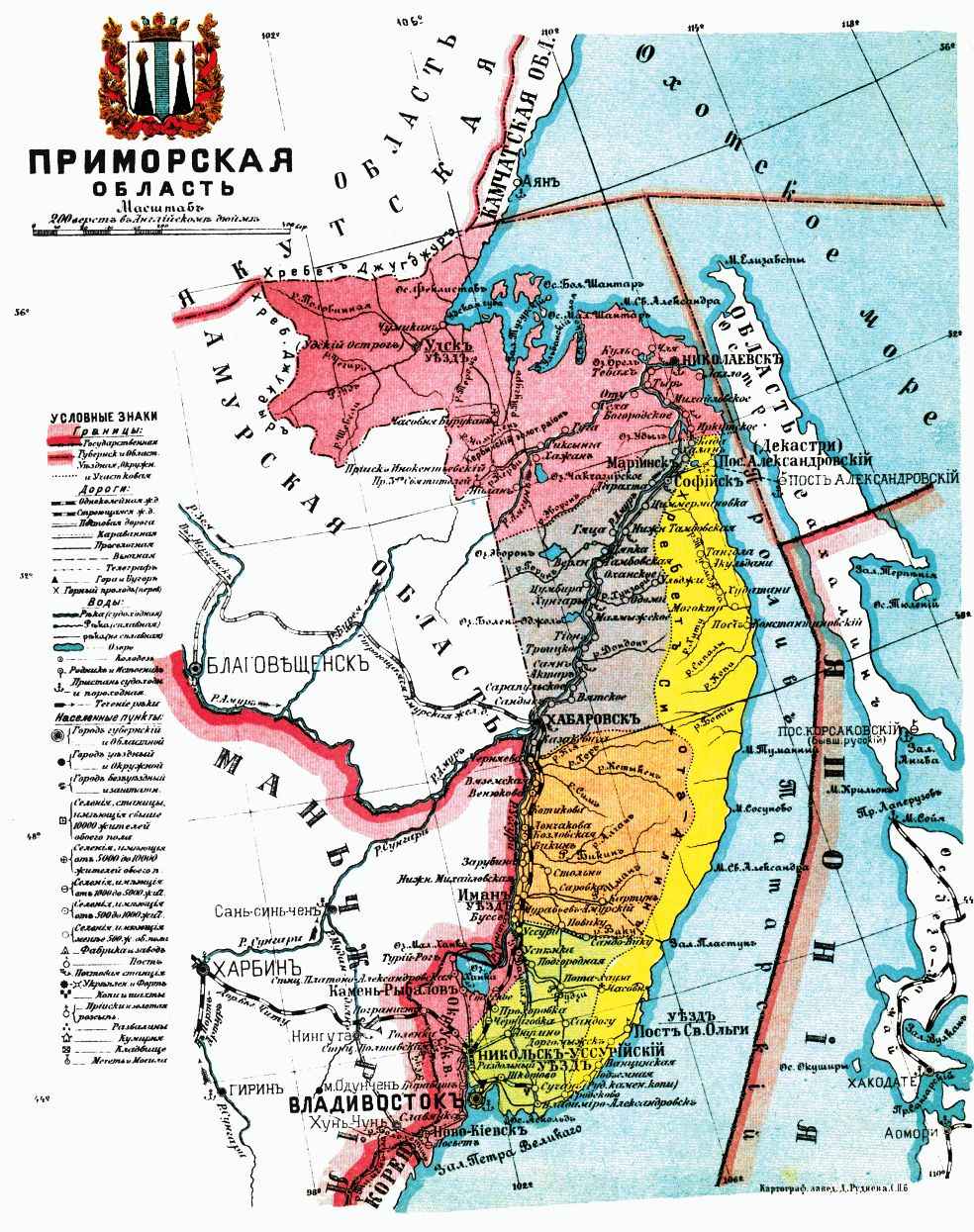
Oblast du Primorié en 1913.

La première décennie du XXe siècle fut marquée par une crise économique, alors que l'Empire connaît une défaite face aux Japonais et une révolution ; en 1906, le nombre d'entreprises avait stagné par rapport à 1901 et la production avait chuté de plus d'un tiers. En particulier, le secteur de la pêche est affecté le plus durement, de nombreux bateaux sont confisqués par les Japonais tandis que les pêcheurs japonais prennent le droit de pêcher au Primorié, mettant une concurrence forte sur les pêcheurs russes.

##### La guerre russo-japonaise et ses impacts
La guerre russo-japonaise entre 1904 et 1905 a un impact significatif sur le Primorié. Juste avant la guerre, à l'été 1903, un grand nombre de bateaux partirent de Vladivostok pour Port-Arthur. Pendant la guerre, la région sert de base arrière, et au printemps 1904, la ville de Vladivostok est bombardée pendant 45 minutes par des navires de guerre nippons. Une fois la défaite actée face aux Japonais, de nombreux Russes vivant en Mandchourie, à Port-Arthur ou encore à Sakhaline viennent se réfugier dans la région.

##### La révolution russe de 1905 au Primorié et ses suites
La révolution russe de 1905 affecte aussi la région,. La signature le 17 octobre 1905 (30 octobre dans le calendrier grégorien) par l'empereur Nicolas II de Russie sous l'influence de Serge Witte du Manifeste d'octobre est relayé par les journaux du Primorié à partir du 21 octobre et le même jour, la première manifestation de Vladivostok a lieu. Le 26 octobre, lors d'une manifestation organisée par la Société des lectures folkloriques, environ 3 000 personnes participent, dont des soldats et marins. Le mécontentement croit au sein de l'armée à Vladivostok et, les 30 et 31 octobre, les troubles militaires à Vladivostok se soldent par des pogroms de masse et des incendies au cours desquels plus de 180 personnes sont blessées et tuées, tandis que les pertes se chiffrent de 8 à 10 millions de roubles impériaux. Le 12 novembre, le « soulèvement de Port Arthur » éclate à Vladivostok, mené par les participants à la bataille de Port-Arthur revenus de captivité au Japon, où les manifestants submergent les officiers. Mais dans les jours qui suivent, le soulèvement est réprimé. En décembre 1905, par signe de solidarité, les ouvriers des postes et télégraphes et les employés de Khabarovsk font grève, interrompant les transmissions pendant plusieurs jours entre les deux extrémités du pays,.
À la fin de l'année 1905, la révolution atteint son apogée, avec la création des premiers syndicats sur le chemin de fer de l'Oussouri et dans le port de Vladivostok. Des soviets (litt. « conseil ») apparaissent aussi comme organe du pouvoir révolutionnaire. C'est ainsi que le 12 décembre 1905 (25 décembre dans le calendrier grégorien), un rassemblement de milliers de soldats et de marins a eu lieu à Vladivostok, où fut élu le « Comité exécutif des rangs inférieurs de la garnison de Vladivostok », composé de 12 personnes, qui était essentiellement le Conseil des députés des soldats. Au cours du même mois, une charte de l'union paysanne de la région du sud de l'Oussouri est votée lors du congrès paysan de Nikolsk-Oussouriïsk. D'autres rassemblements ont lieu dans les villages cosaques.
Le 10 janvier 1906, à l'anniversaire du Dimanche sanglant, une manifestation a lieu. Elle est réprimée par ordre du commandant de la ville Andreï Selivanov, avec des tirs de mitrailleuses qui ont été ouverts sur les manifestants. Il y avait environ 90 personnes tuées et blessées des suites de la répression. En réponse à la répression, un soulèvement a éclaté dans la ville, et les autorités ont été paralysé, submergées par les manifestants. Le 16 janvier, les funérailles des victimes ont eu lieu devant une foule immense, tandis que la ville était aux mains des insurgés. Mais dans la nuit du 23 janvier, les troupes cosaque du général Pavel Michtchenko sont entrées dans Vladivostok, et les insurgés ont été désarmés.
En 1906 et en 1907, les forces antigouvernementales étaient menées au Primorié par les partis de gauche, avec le parti ouvrier social-démocrate (POSDR), les socialistes révolutionnaires (SR) mais aussi les anarchistes. Au début de 1907, le POSDR de Vladivostok s'est considérablement renforcé, avec la création d'une imprimerie clandestine et la création de liens avec les cellules de Khabarovsk et de Nikolsk-Oussouriïsk. En avril à Vladivostok, à un congrès du SR, l'Union d'Extrême-Orient du parti socialiste-révolutionnaire est créé. Mais après le coup de force du 3 juin 1907, la répression des organisations révolutionnaires a lieu. Le 11 juillet 1907 (24 juillet dans le calendrier grégorien), des membres de l'armée de Vladivostok appartenant aux sociaux-démocrates sont arrêtés et leur chef est exécuté. La censure est mise en place à travers le pays, tout comme la répression des syndicats et partis politiques.
Dans les années qui suivent, malgré la censure et les répressions, la vie politique s'installe dans la région, avec des conférences, organisations marchandes, syndicats, grèves et autres. Des affrontements ont lieu régulièrement entre la police et les militants, ainsi que des grèves, avec 523 mouvements sociaux dans l'oblast de Primorié rien que pour l'année 1913, dont 187 rien qu'à Vladivostok. En réponse à ces mouvements, le 1er septembre 1913 (14 septembre dans le calendrier grégorien), l'inspection des usines de l'oblast est introduite.

##### Un regain économique et une facilité de venir s'installer au Primorié

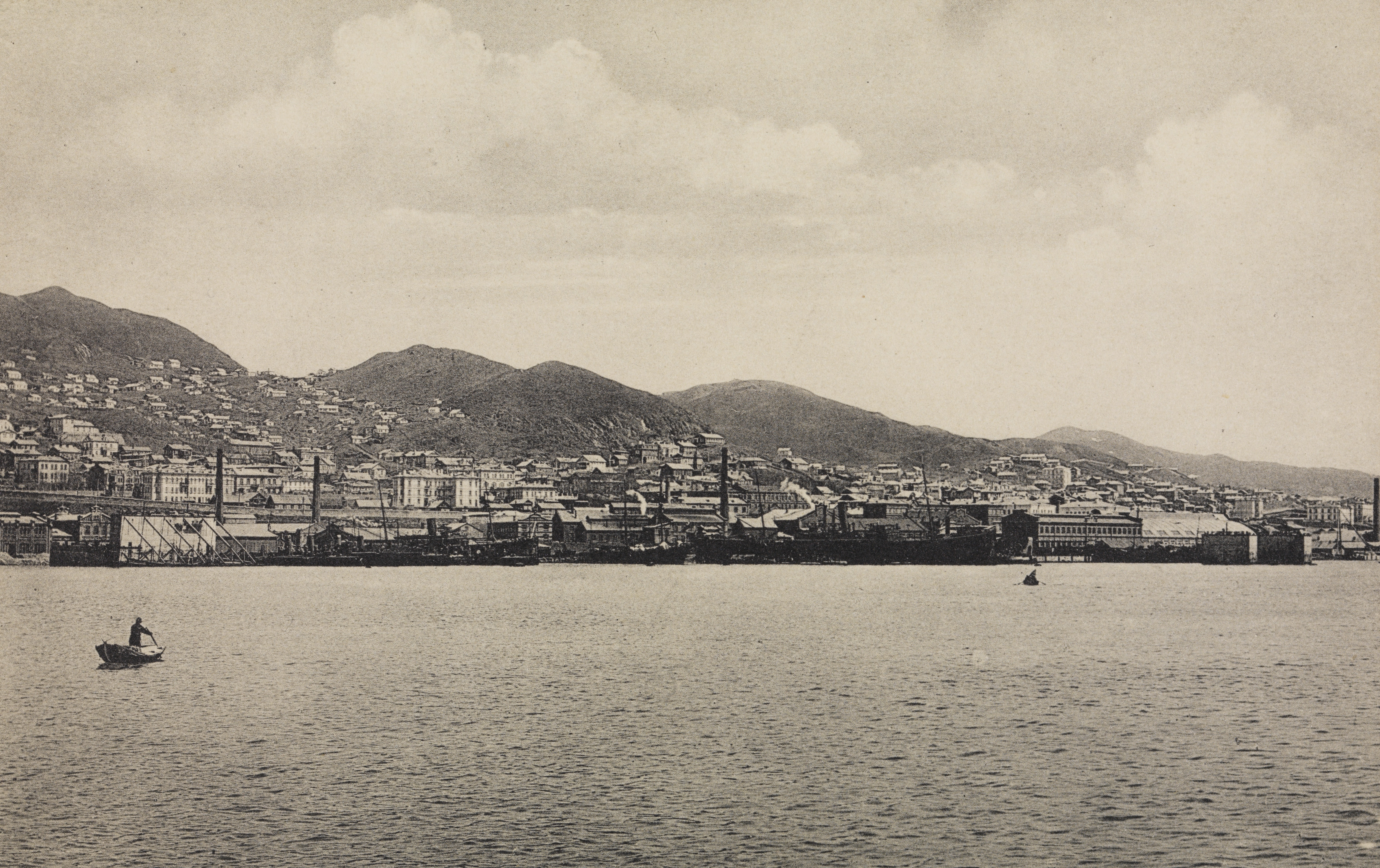
Vladivostok en 1916.

L'économie sort de la crise en 1908, lorsque les investissements de l'État commencent, surtout dans les transports et dans le secteur militaire, couplés à des flux migratoires. Ainsi en 1913, le PIB régional s'élevait à 13,6 millions de roubles, et en 1914, le PIB a quasiment doublé, avec 25 millions de roubles de production : 16 millions de roubles venaient du secteur agricole, 3,5 millions du secteur minier, et 1,2 million de l'imprimerie. De plus, les entreprises publiques étaient souvent très productives, dont la plus grande, Dalzavod ; les chantiers navals de Vladivostok généraient à eux seuls 3 millions de roubles. La mécanisation de la région avait commencé, et le secteur minier croissait, passant de 7,8 millions de livres de charbon en 1905 à plus de 36 millions de livres en 1916. Juste avant la guerre civile, le PIB était de 36 millions de roubles, dont 24 millions pour l'agriculture et l'industrie combinées et 11 millions pour le secteur minier.
Contrairement à la Russie européenne, les paysans étaient dans la région de grands propriétaires fonciers. En moyenne au Primorié, chaque famille avait 24 hectares de terres, contre seulement 1 à 2 hectares en Russie européeene. De plus, la population était bien plus urbanisée, représentant 20,1 % des habitants du Primorié en 1896, et en 1913, 28 %, alors que la moyenne en Russie était respectivement de 13,4 % et 17,9 %. La population était très masculine, avec seulement 28,4 % de femmes selon le recensement de 1897, et 38,9 % en 1914. Progressivement, les populations asiatiques — Chinois et Coréens — ont diminué, passant de 26,4 % en 1897 à 17 % en 1913.
Piotr Stolypine, Premier ministre de l'empereur Nicolas II de Russie, encouragea la colonisation du Primorié. Sa réforme agraire de 1906 favorise l'afflux de paysans vers l'Extrême-Orient, et en 1909, il crée le Comité pour la réinstallation en Extrême-Orient et développe de plus le « Programme 105 ». Ce programme offre divers avantages aux colons : le droit de se déplacer aux frais de l'État, un pécule de 100 à 200 roubles selon la zone de réinstallation, des travaux préalables d'aménagement du territoire, et la création d'écoles, de postes médicaux dans les villages ainsi que des routes. Malgré la bureaucratie, le programme est couronné de succès : entre 1900 et 1916, plus de 200 000 personnes sont arrivées dans l'oblast de Primorié.
Le transport maritime connaît à cette époque une forte hausse. Le port de Vladivostok devient en 1915 l'un des cinq plus grands ports russes, et le premier d'Extrême-Orient. Il accueille des centaines de navires marchands, dont des étrangers. C'est à cette époque que la ville obtient un caractère international, avec une douzaine de consulats et un grand nombre de missions commerciales étrangères. Une grande partie de cette affluence est due à la Première Guerre mondiale, avec le blocus des ports russes européens.
Le 1er janvier 1910, le Kamtchatka et l'île de Sakhaline sont séparés de l'oblast de Primorié, en conformité avec la loi du 17 juin 1909. Le 4 octobre 1916, avec l'inauguration du pont de Khabarovsk, le Transsibérien est fini, et la région est reliée par train à la Russie européenne.
Entre 1861 et 1917, 245 476 paysans sont arrivés au Primorié, créant 342 villages, souvent agricoles. L'agriculture a ainsi connu en essor fulgurant, avec de nombreuses cultures céréalières, de grands vergers (poires, raisins, groseilles) et d'importants élevages. Pour la première fois, la technique de rotation culturale, et les machines sont apparues dans la région. À la veille de la guerre civile en 1917, le Primorié était peuplé de 307 332 personnes, réparties en 53 078 ménages, et parmi la population, il y avait 42 033 cosaques. Il y avait plus de 185 000 têtes de bovins, 181 000 porcs et 100 000 chevaux ; 235 912 personnes travaillaient dans l'agriculture, près de 300 moulins tournaient dans la région.

### Révolutions et guerre civile russe

#### De février à octobre 1917
La nouvelle de l'abdication de Nicolas II, suivant la révolution de Février, n'est connue au Primorié que le lendemain de la révolution. Les organisations socialistes se rangent au côté du soviet de Petrograd, bien que le nouveau commissaire de l'oblast soit nommé par le nouveau gouvernement provisoire. Un soviet est élu le 4 mars à Vladivostok, puis dans les jours suivants à Soutchan, Nikolsk-Oussouriïsk et à Anoutchino. Les cosaques de l'Oussouri élisent un comité exécutif. Les partis politiques émergent au Primorié, principalement les deux de gauches ; le parti socialiste-révolutionnaire et le Parti ouvrier social-démocrate de Russie (le dernier composé des bolcheviks et des mencheviks. En septembre, le POSDR compte 5 000 militants en Extrême-Orient, principalement concentrés au Primorié, dont 2 000 bolcheviks. Le comité régional des soviets est formé en mai à Vladivostok.

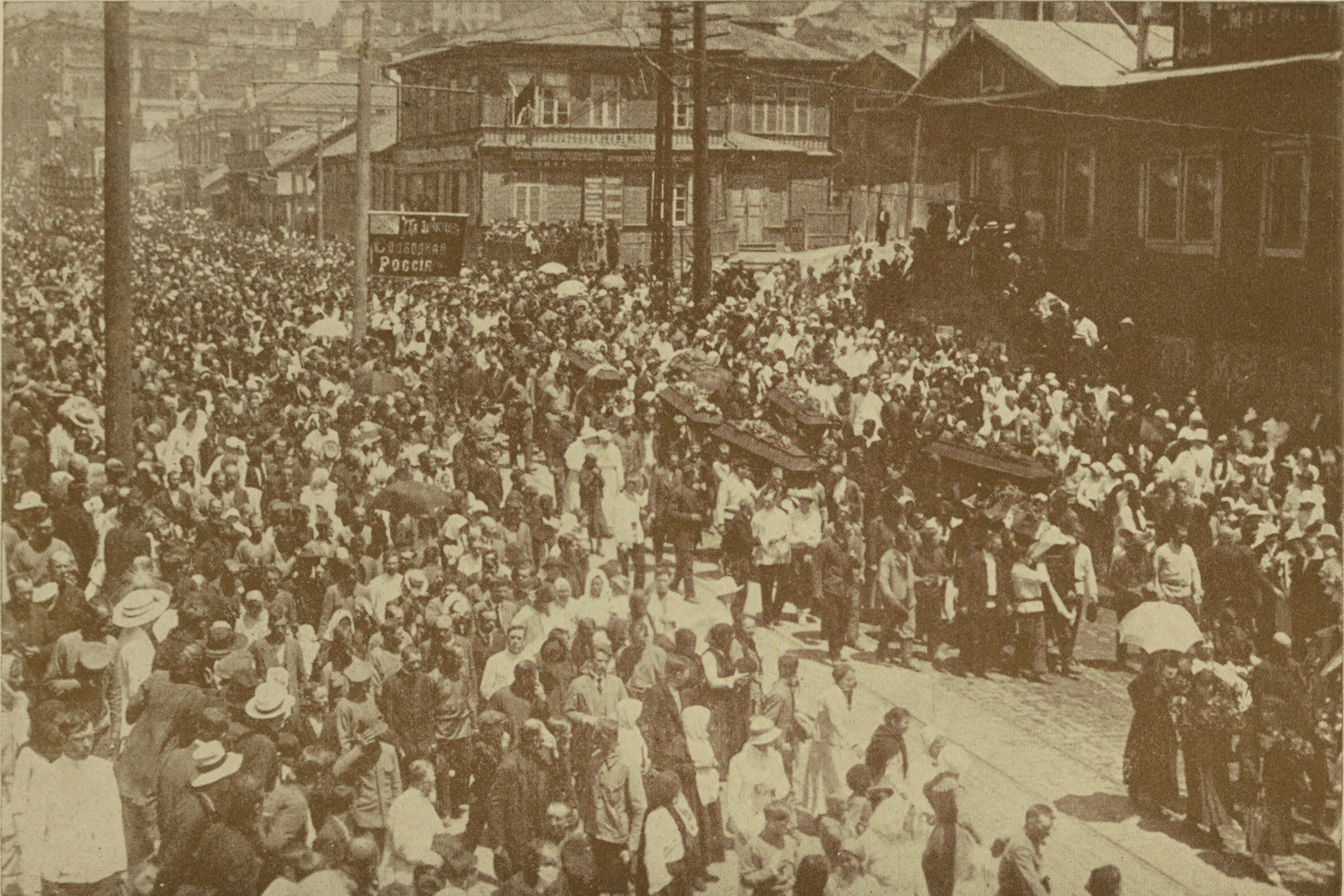
Manifestation pro-soviétique en 1917 à Vladivostok.

À Vladivostok les syndicats ont le vent en poupe, avec plus de 36 000 travailleurs syndiqués en juin 1917. Les partis de gauche, via le soviet, ont essayé d'augmenter leur influence dans l'armée, qui compte plus de 40 000 soldats et 6 000 marins au Primorié. Dès l'été, l'influence des bolcheviks s'accroît fortement, avec des comités bolcheviks à travers la région. Le 2 septembre à Vladivostok, la journée de travail de 8 heures est instaurée dans les entreprises étatiques, et de 6 heures pour les ouvriers. Des gardes rouges se forment au cours de septembre sous la direction des bolchéviks, comme à Vladivostok, Iman et Nikolsk-Oussouriïsk. Après la fin de l'affaire Kornilov en septembre, le comité régional des soviets, sous les ordres du gouvernement provisoire, ordonne la dissolution de tous les comités exécutifs unis où plusieurs partis sont réunis. Mais le comité exécutif uni du Soviet de Vladivostok reste au pouvoir grâce à la coopération des branches locales des partis. Mais dans l'ensemble, la région devient de plus en plus bolchévique, comme dans les soviets de Nikolsk-Oussouriïsk ou de Soutchan.

#### La nouvelle de la prise du pouvoir par les bolcheviks
La nouvelle de la révolution d'Octobre arrive le 8 novembre (26 octobre dans le calendrier julien) au Primorié, soit le lendemain, via des télégrammes. L'information est dans un premier temps gardée secrète par le commissaire régional du gouvernement provisoire, avant que le Soviet de Vladivostok ne la révèle de manière biaisée le 10 novembre 1917. Ce n'est que lors du retour durant le mois des délégués du Primorié au deuxième congrès panrusse des Soviets que l'information est publiée ainsi que les décrets de Lénine sur la paix, la terre, les nationalités et le contrôle ouvrier. C'est à ce moment qu'est créé le conseil des commissaires du peuple. Ce même mois, des zemstvo et des gouvernements locaux se forment à travers le Primorié. Ces conseils municipaux étaient élus au suffrage universel direct. Un conseil régional est apparu au Primorié en décembre, tandis que Krasnochtchekov, un bolchevik, proclame le pouvoir soviétique au Primorié, ne reconnaissant pas les zemtsvos, et souhaitant à la place faire élire des comités exécutifs. Les zemstvo et gouvernements municipaux, déjà pas satisfaits des politiques économiques, ont cherché à reprendre le pouvoir, et ils étaient soutenus par les corps consulaires présents à Vladivostok des puissances alliées, hostiles aux bolchéviks. Les bolcheviks mirent en place des contrôles dans les usines, et donnèrent des terres aux paysans, tout en recrutant pour l'Armée rouge. Les relations devenaient de plus en plus tendues au Primorié, et surtout concernant les cosaques. Les cosaques de l'Oussouri voulaient une grande autonomie, ce qui signifiait leur indépendance vis-à-vis des soviets.

#### Implication de puissances étrangères et de forces blanches
En décembre 1917, les puissances alliées s'accordent sur une intervention dans différentes zones en Russie. En janvier 1918, deux croiseurs japonais et anglo-américain entrent dans le port de Vladivostok. En parallèle, le IVe Cercle militaire élit Ivan Kalmykov comme ataman, qui entame des contacts, pour un soutien financier, avec la France, le Royaume-Uni et le Japon. Ce dernier, qui veut l'indépendance vis—à-vis des bolcheviks, forme des détachements sur les emprises du chemin de fer de l'Est chinois. Mais il est remplacé en mars par un partisan soviétique. Dans les campagnes, des conseils de paysans et cosaques pro-soviétiques se formèrent. Dans les alentours du chemin de fer de l'Est chinois, Dimitri Khorvat, Grigori Semenov et Kalmykov forment des détachements.
Le 4 avril 1918, au prétexte de l'assassinat de deux citoyens japonais à Vladivostok, et pendant les deux jours suivants, des navires japonais et britanniques font débarquer plus de 15000 hommes dans la ville, officiellement pour protéger leurs nationaux respectifs. Lénine met en garde le Soviet de Vladivostok de la possibilité d'une intervention alliée, lui demandant de se préparer et d'évacuer le plus important. Cependant, fin avril, les troupes sont rappelées sur les navires, mais cet évènement n'était qu'une répétition pour une futur intervention. Le premier détachement des légions tchécoslovaques partant de la Russie arrive à Vladivostok le 26 avril 1918, ce qui leur donne le contrôle de tout le transsibérien. En mai, une légion tchécoslovaque se révolte en Sibérie le long du transsibérien.

#### Prise par les Armées blanches et intervention alliée

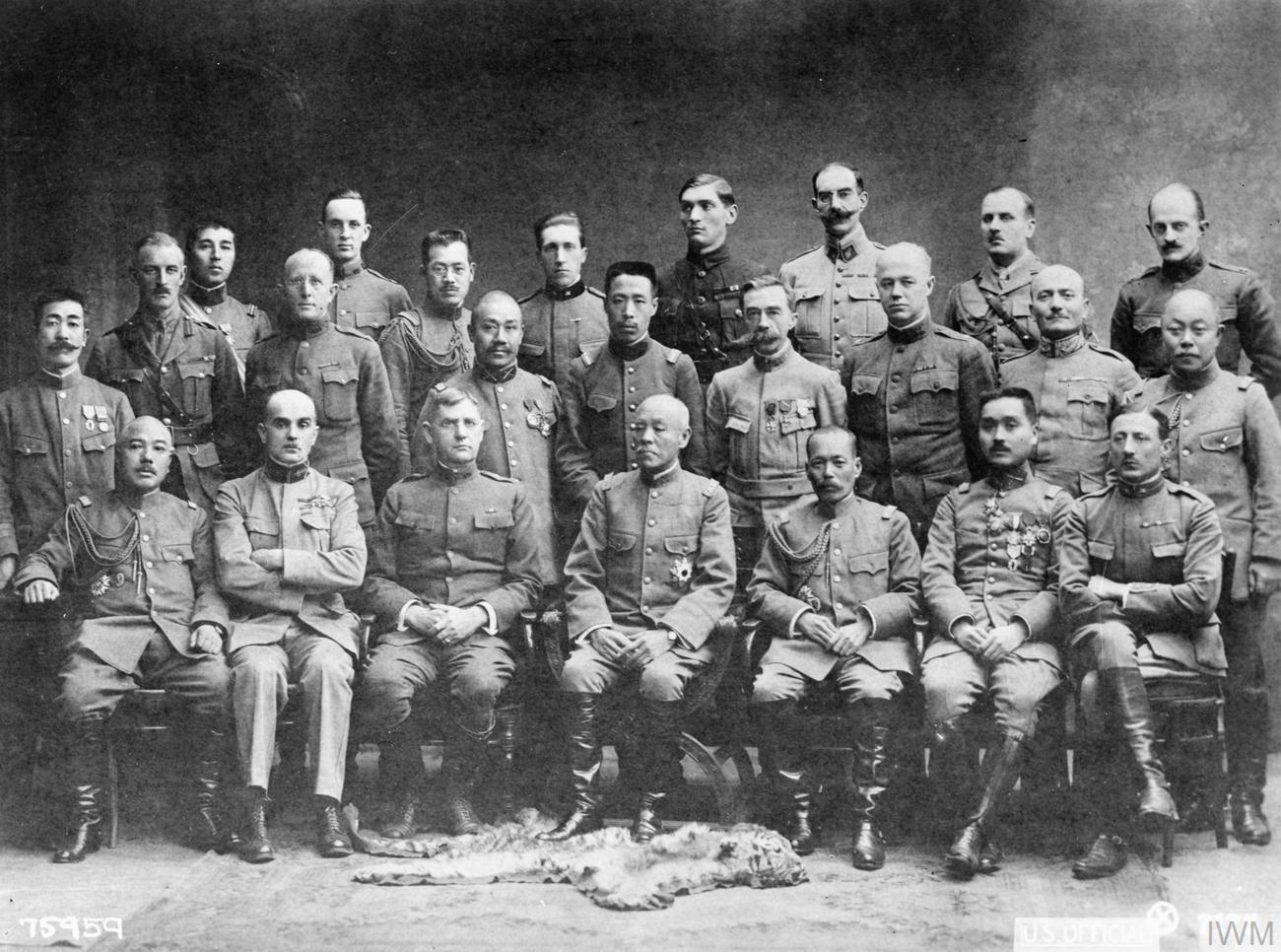
Siberia- Civil War and Western Intervention 1918-1920. Commandants alliés de l'Intervention en Sibérie, avec au premier plan William S. Graves (3e) et Gaston Renondeau en arrière-plan (6e). Vladivostok, 1918.

Le gouvernement provisoire Sibérien autonome organise un coup d'État à Vladivostok le 29 juin 1918, avec l'aide de Mikhaïl Dieterechs et de 10 000 légionnaires des légions tchécoslovaques. Il arrête le comité exécutif du Soviet de Vladivostok. Le lendemain, le GPSA laisse sa place au gouvernement provisoire de la Sibérie autonome, gouvernement encore plus fidèle aux Armées Blanches. Des combats ont lieu à Volno-Nadejdinskoïe et à Nikolsk-Oussouriïsk, qui est prise le 8 juillet 1918 aux bolcheviks par les Blancs. Le 16, Iman est prise. Mais le 1er août à Kaoul, l'Armée rouge lance une offensive, qui repousse les Blancs à 40 km au sud.
Le 1er août, l'intervention alliée en Sibérie débute, avec le débarquement de troupes françaises, japonaises, anglaises, canadiennes, italiennes et américaines, principalement à Vladivostok. Les Bolcheviks ordonnant d'abandonner la région le 4 septembre face à l'avancée des Blancs et des alliés. Une résistance clandestine commence alors, avec en août un comité clandestin de bolcheviks à Vladivostok qui devient début 1919 le Comité régional d'Extrême-Orient du RKP (b). De l'autre côté, le 3 novembre, le gouvernement provisoire laisse sa place au directoire, dirigée par l'amiral Koltchak à partir du 18 novembre 1918. Le gouvernement de Koltchak, y compris au Primorié, ne parvient pas à empêcher l'envolée des prix, la dépréciation du rouble et la crise économique. La répression envers les bolcheviks faisant la guérilla a continué, avec des arrestations et exécutions.
Ouvriers, syndicats et sympathisants des bolcheviks étaient surveillés. Des grèves eurent lieu au printemps 1919, puis des grèves générales en juillet-août, réprimées dans le sang. Le gouvernement de Koltchak donna des terres des cosaques aux paysans, mais restait impopulaire à cause des troupes japonaises, mal vues en raison de leurs excès (exécutions, vols, etc.). Les Japonais ne faisaient pas cas du gouvernement Koltchak, et agissaient comme des troupes d'occupation.

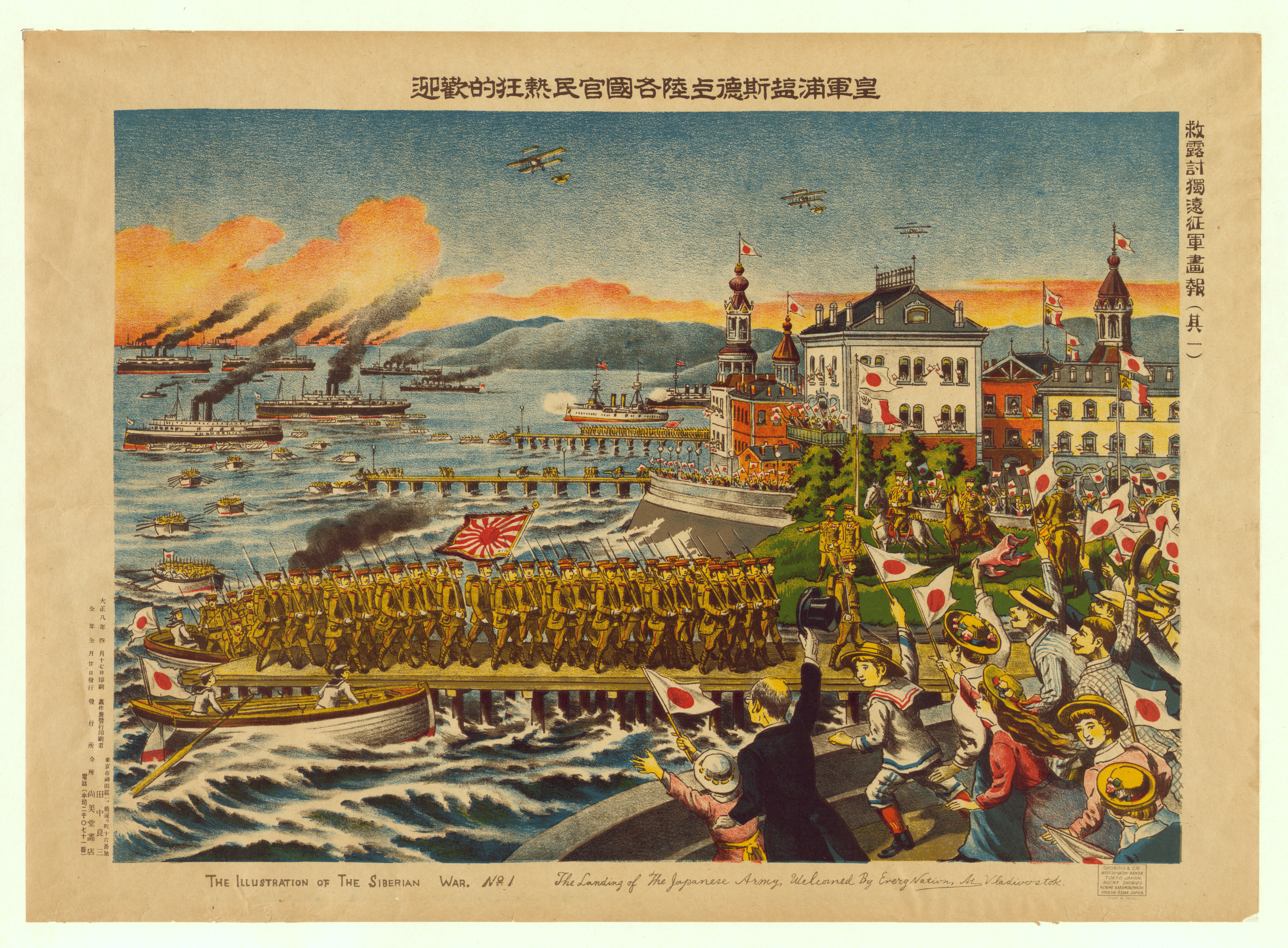
Lithographie japonaise de propagande du débarquement de troupes à Vladivostok.
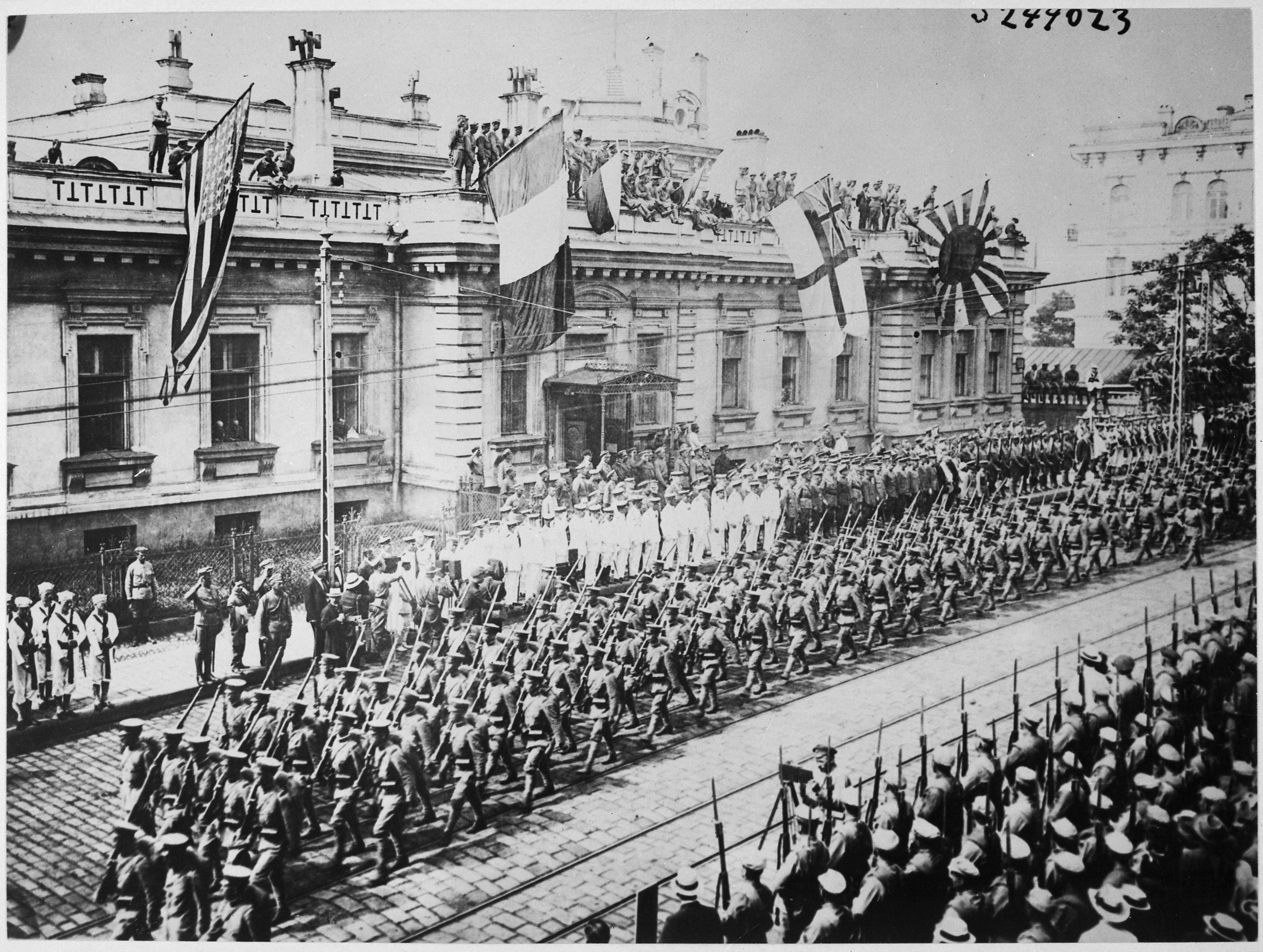
Troupes alliées (américaines, françaises, britanniques et japonaises) lors d'une parade à Vladivostok en 1918.
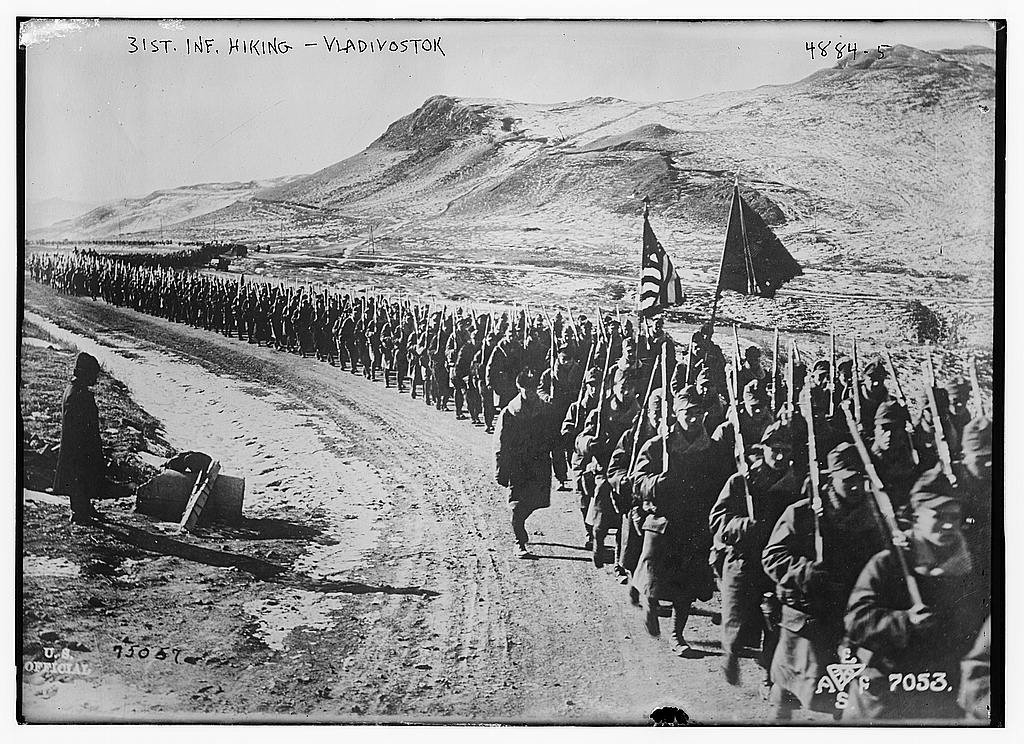
Soldats américains près de Vladivostok le 27 avril 1919.

#### Le renversement progressif de la balance vers les rouges
Le mouvement partisan au Primorié s'intensifie dès décembre 1918, à cause de la mobilisation des jeunes dans l'armée de Koltchak. Au printemps, des réseaux étaient déjà actifs dans de nombreux lieux du Primorié, avec plus de 3 000 personnes dans les rangs, surtout des bolchéviques. Sergueï Georgiyevitch Lazo, Moïsseï Goubelman et A.P. Anioutine ont été envoyés coordonner les réseaux de partisans en avril 1919, et des grèves ont lieu en mai et juillet 1919 pour exiger le retrait des Américains et Japonais, tandis que Lazo renforce dans la vallée de la Soutchan les mouvements partisans en juin. Face aux actions de résistance de plus en plus importants, Koltchak mobilise plus de 6 000 hommes pour réprimer les détachements partisans en juillet 1919 au Primorié,.
Les bolcheviks, à la suite des défaites en Sibérie de l'armée de Koltchak (grande marche de glace de Sibérie) et du retrait des alliés au cours de 1920, entament le processus de création d'un État tampon, démocratique et bourgeois entre la RSFSR et le Japon,. Les forces alliées, ne pouvant empêcher la défaite certaine des Blancs en Sibérie, commencent à partir. Le département d'État des États-Unis, certes violemment anti-bolchéviks, s'était rendu compte que les Blancs étaient une cause perdue. Le 31 décembre 1919, le major-général William S. Graves ordonna aux soldats américains de se rassembler dans leurs quartiers, et le 5 janvier 1920, il reçut l'ordre de Washington de commencer l'évacuation. Les premières unités américaines se retirèrent début janvier, et malgré les grèves et les sabotages des voies du Transsibérien, les derniers hommes et Graves partirent le 1er avril 1920. En même temps, les Britanniques, les Tchèques et les Français se retirent. En juin 1920, les derniers Tchécoslovaques embarquent à Vladivostok vers les ports européens.

#### Main mise des communistes au Primorié

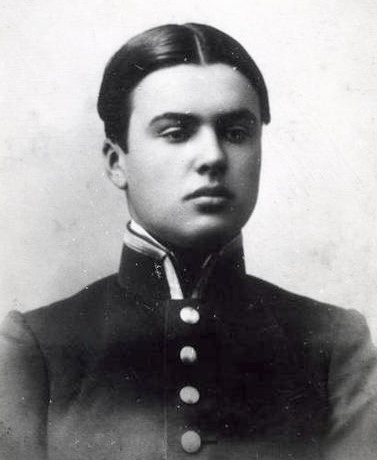
Sergueï Lazo est sans doute l'un des principaux révolutionnaires du Primorié. Le raïon de Lazo est d'ailleurs nommé en son honneur.

Le gouvernement de Koltchak est renversé à Nikolsk-Oussouriïsk le 26 janvier 1920, puis par un coup d'État à Vladivostok le  1er février 1920. Sergueï Lazo et ses camadares se sont donné mission de soviétiser la région, même si le bureau sibérien du RKP (b) (Sibburo) voulait une république démocratrique bourgeoise,. Après de nombreux débats, ce projet de république est approuvé, sous la pression de Lénine qui ne voulait pas que les Japonais soient provoqués, alors que Lazo, Sibirtsev et d'autres sous-estimaient cette menace. En parallèle, l'incident de Nikolaïevsk heurte les Japonais qui se méfient de plus en plus des bolcheviks. Il contraint les bolcheviks à ne stationner aucune troupe de l'Armée rouge dans les villes du Primorié, ainsi qu'à laisser une ligne de démarcartion entre les Japonais et la future république,. Les Japonais organisent un coup d'État dans la nuit du 4 au 5 avril 1920 dans les grandes villes du Primorié et Priamourié, cherchant à passer le pouvoir à d'autres factions, qui refusent. Il y a de nombreuses arrestations et exécutions. Lazo, Loutski et Sibirtsev sont arrêtés, emmenés à la gare de Mouriavov-Amourski, et tués, puis leurs corps sont brûlés. Environ 7 000 soldats et civils sont tués lors des affrontements,.
Le  6 avril 1920 à Verkhnéoudinsk, la république d'Extrême-Orient (FER) est proclamée pour former un État tampon entre les rouges et les Japonais,. Le 17 juillet 1920, il est décidé lors de l'accord de Gongota (FER et Japonais) d'un retrait progressif des Japonais de l'Extrême-Orient. Avec le retrait, les Blancs de Transbaïkalie s'enfuient vers le Primorié. Mais en automne 1920, il se maintiennent au Primorié et dans la ville de Nikolaïevsk,. La FER a cependant un pouvoir civil au Primorié, avec une direction dirigée par Vassili Grigorievitch Antonov, un bolchévik. Des élections ont lieu pour élire l'Assemblée constituante d'Extrême-Orient en début janvier 1921, où les bolcheviks sortent vainqueurs. Elle adopta une constitution en avril, selon laquelle le pays est multipartiste, sont garanties l'égalité entre les citoyens, les libertés fondamentales et la propriété privée, et l'économie est libérale. Mais en pratique, il s'agit d'un État fantoche et autocratique, dirigé par les bolchéviks. Cela le rend impopulaire, et suscite de nombreux mouvements non-socialistes,,.
Dès mars 1921, les Armées Blanches s'organisent à Harbin pour préparer un coup d'État. Ils en tentent un le 31 mars 1921, qui échoue. Mais les Armées Blanches arrivent à récupérer les armes des légions tchécoslovaques,,. Le  23 mai Kappel et ses soldats prennent Nikolsk-Oussouriïsk,,.

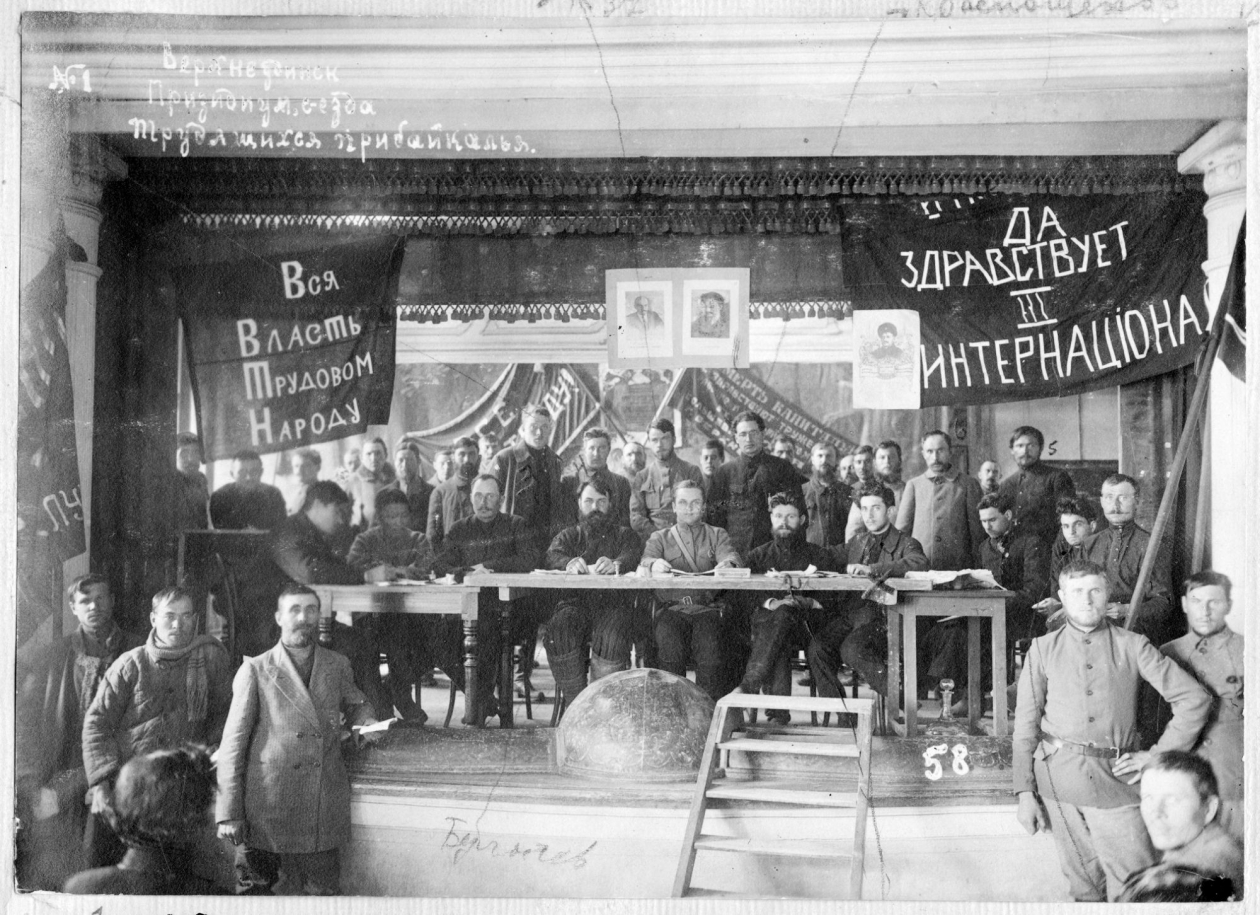
Conseil proclamant la FER à Verkhnéoudinsk.
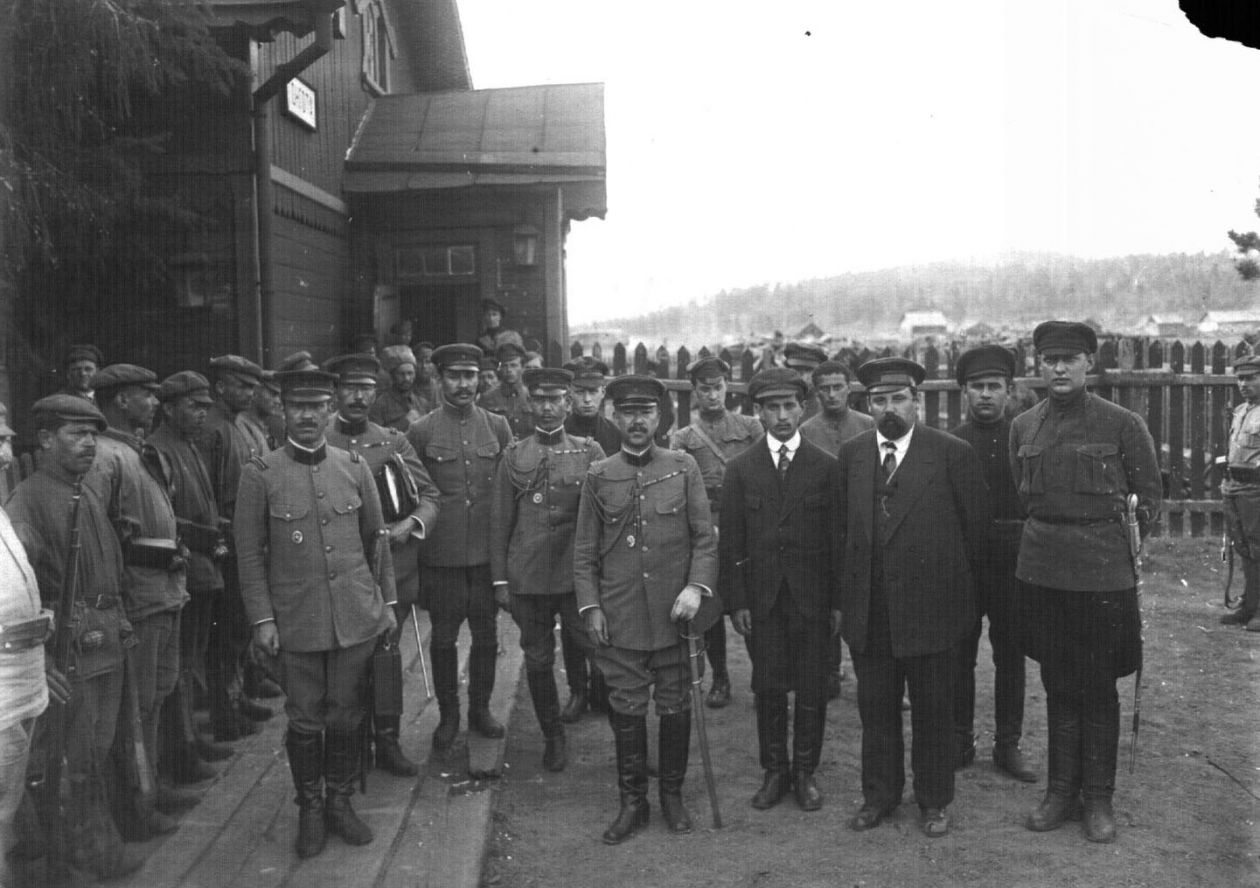
Rencontre en avril 1920 entre des Japonais et des représentants de la FER à Gongota (kraï de Transbaïkalie).

#### Gouvernement provisoire du Priamour sous les Merkoulov

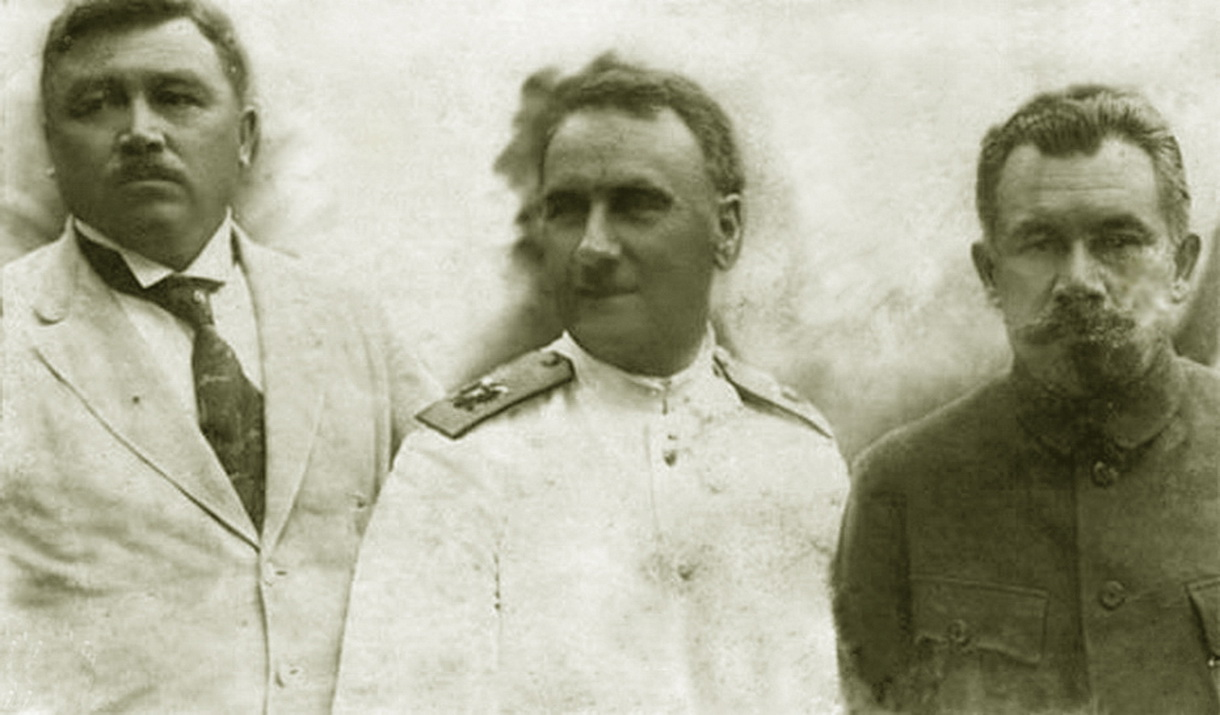
De gauche à droite : le ministre des Affaires étrangères ND Merkoulov, l'amiral GK Stark et SD Merkoulov, président du gouvernement provisoire du Priamour.

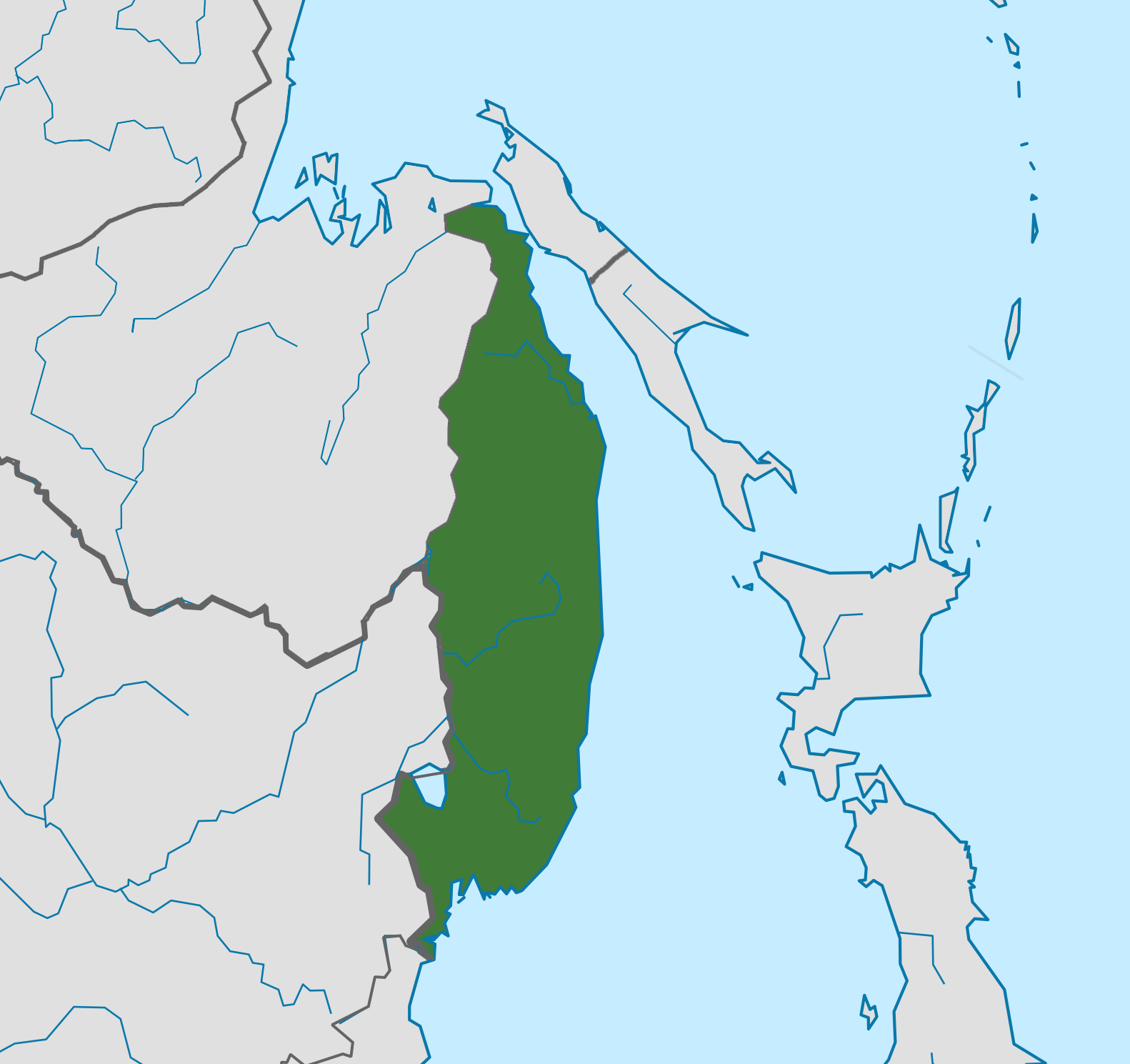
Carte du Priamour fin décembre 1921 à son extension maximale.

Le coup d'État de la Garde blanche, le 26 mai 1921 à Vladivostok,, permet la formation du gouvernement provisoire de Priamour, avec à sa tête Spiridon Dionissevitch Merkoulo. Après douze jours de combats, les communistes sont chassés du Primorié. Le gouvernement blanc crée une armée, nommée Belopovstanskaïa (BPA), comptant  15 000 soldats, avec le général de Koltchak Grigori Verjbitski à leur tête. Les cosaques du mouvement blanc en Transbaïkalie et ceux de Vladimir Kappel furent incorporés à l'Armée. Pour se distinguer de la FER, il se présenta comme démocratique et libéral. L'indépendance judiciaire fut rétablie, mais l'indépendance de la presse restreinte. Mais le gouvernement était dépendant des Japonais pour sa survie financière.
La campagne de Khabarovsk est lancée en novembre 1921 par le Priamour. Le 22 décembre 1921, Khabarovsk est prise, soit une avancée de plus de 600 kilomètres en moins de deux mois, et la BPA pousse ensuite de l'autre côté du fleuve Amour,. Mais la désorganisation est totale, manque de ravitaillement, de vêtements, Khabarovsk est abandonnée sans combat le 14 février par la NRA (l'armée de la FER), le 27, Bikine est contrôlée par la NRA,, puis c'est au tour d'Iman le 18 mars. La débandade fait émerger des conflits entre le gouvernement et le commandement de la BPA. Le commandement de la BPA considère en effet que le premier a eu recours à des conseils de « personnes irresponsables ». En parallèle, des négociations commencent entre la RSFSR et le Japon sur une évacuation complète du Primorié. Au printemps 1922, à cause de ce possible départ, le moral est au plus bas, la situation est désespérée, et une révolte est de plus en plus probable,.

#### Gouvernement provisoire du Priamour sous la dictature de Dieterichs

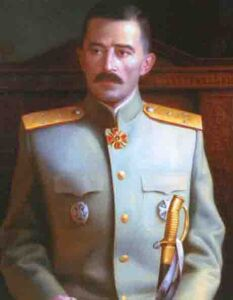
Portrait de Dieterichs.

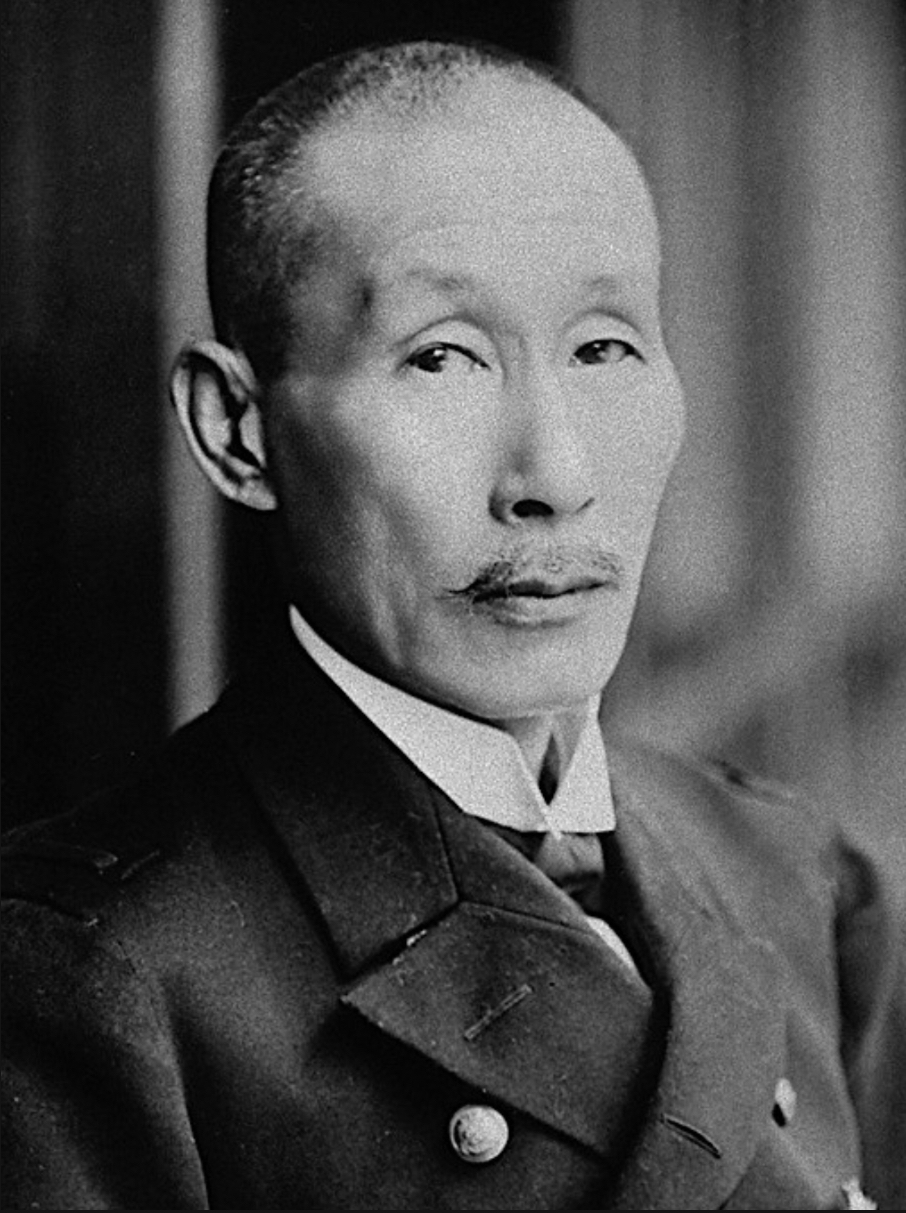
Katō Tomosaburō, qui décida de la fin du retrait.

Le général Mikhail Dieterichs, arrête les frères Merkoulov le 31 mai 1922 après que ces derniers ont dissous l'Assemblée du peuple, ce qui servit de motif pour Dieterichs. L'Assemblée appela à l'aide les militaires, et le 1er juin 1922, elle renverse le gouvernement. Mais Dieterichs maintient l'ancien gouvernement, y compris les Merkoulov, pour avoir des alliés, et ce jusqu'à la tenue d'un zemski sobor que les cosaques avaient proposé début juin. En juillet eurent lieu des élections pour choisir les représentants au zemski sobor, tout le monde étant éligible sauf les communistes et socialistes,. Le zemski sobor s'ouvrit le 23 juillet 1922, et fut clôturé le 10 août. Dès le 8 août, Dieterichs devient gouverneur tandis que le pays devient une dictature militaire, s'appuyant sur l'Église orthodoxe russe pour sa légitimité. La BPA est renommée en « Zemskaïa Rat », et les communistes et socialistes sont expulsés du territoire. Dieterichs essaie en vain de convaincre les industriels de l'aider. Les Japonais, sous le gouvernement de Katō Tomosaburō, se retirent de Spassk début septembre, tandis que la NRA avance et que Dieterichs perd de plus en plus de territoire.
Le 2 septembre 1922, il lance une offensive en direction de Khabarovsk, et après quelques villages repris ainsi que Spassk,, la NRA lance l'Opération du Primorié le 4 octobre. Le 8 et le 9 octobre, la bataille de Spassk-Dalni est remportée par la NRA qui peut alors se diriger vers le sud,. En fin de journée le 15 octobre, l'Armée rouge arrive à Nikolsk-Oussouriïsk, ainsi que dans le raïon de Grodekovo. Le 19 octobre, la Ire division transbaïkale atteint la périphérie de Vladivostok, ville encore occupée par les Japonais. Une grève générale commence le 21 octobre 1922 à Vladivostok pour soutenir la NRA.
À la suite de la bataille de Spassk, il était évident que la région serait prise. Dès l'été, le repli vers Petropavlovsk-du-Kamtchatka est envisagé pour créer un État indépendant au Kamtchatka, sous protectorat japonais. Le 16 octobre, l'amiral Stark demande l'approbation de ce plan à Dieterichs, qui lui répond de faire ce qu'il veut avec la flottille sibérienne. L'évacuation des restes des armées blanches commence avec celle du gouvernement et de civils vers le port alors japonais de Wonsan. Le projet de repli au Kamtchatka a vécu.

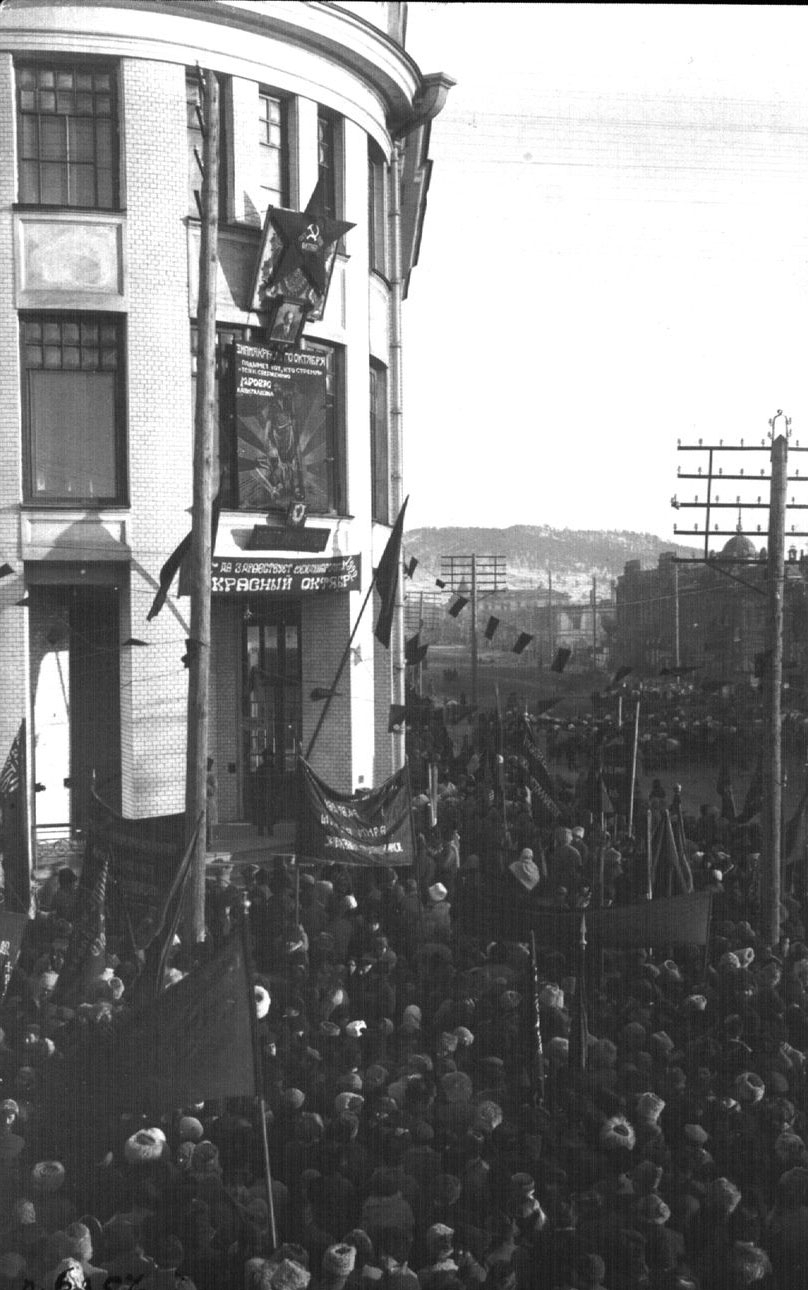
Manifestation pro-communiste le 14 à Vladivostok pour l'adhésion devant l'Assemblée populaire.

Le 24 octobre, les Japonais et le gouvernement de la FER signent à la halte de Sedanka un accord qui prévoit le retrait des troupes japonaises au plus tard le 25 octobre 1922 à 16 heures. À 16 heures, le 25 octobre, l'Armée rouge pénètre dans Vladivostok sans combat, la dernière grande poche des Armées blanches est tombée. La chute ne fut saluée que par la RSFSR, les pays européens jugeant la zone comme peu importante. Le 8 et le 9 novembre, de grandes manifestations sont organisées par les bolchéviks pour l'intégration de la FER dans la RSFSR, et le  14 novembre, l'Assemblée populaire de la FER adopte une résolution dans ce but. Le 15 novembre, le comité exécutif central panrusse accepte la demande,. Le 20 novembre, Lénine déclara ; « Vladivostok est loin, mais c'est une ville à nous ».

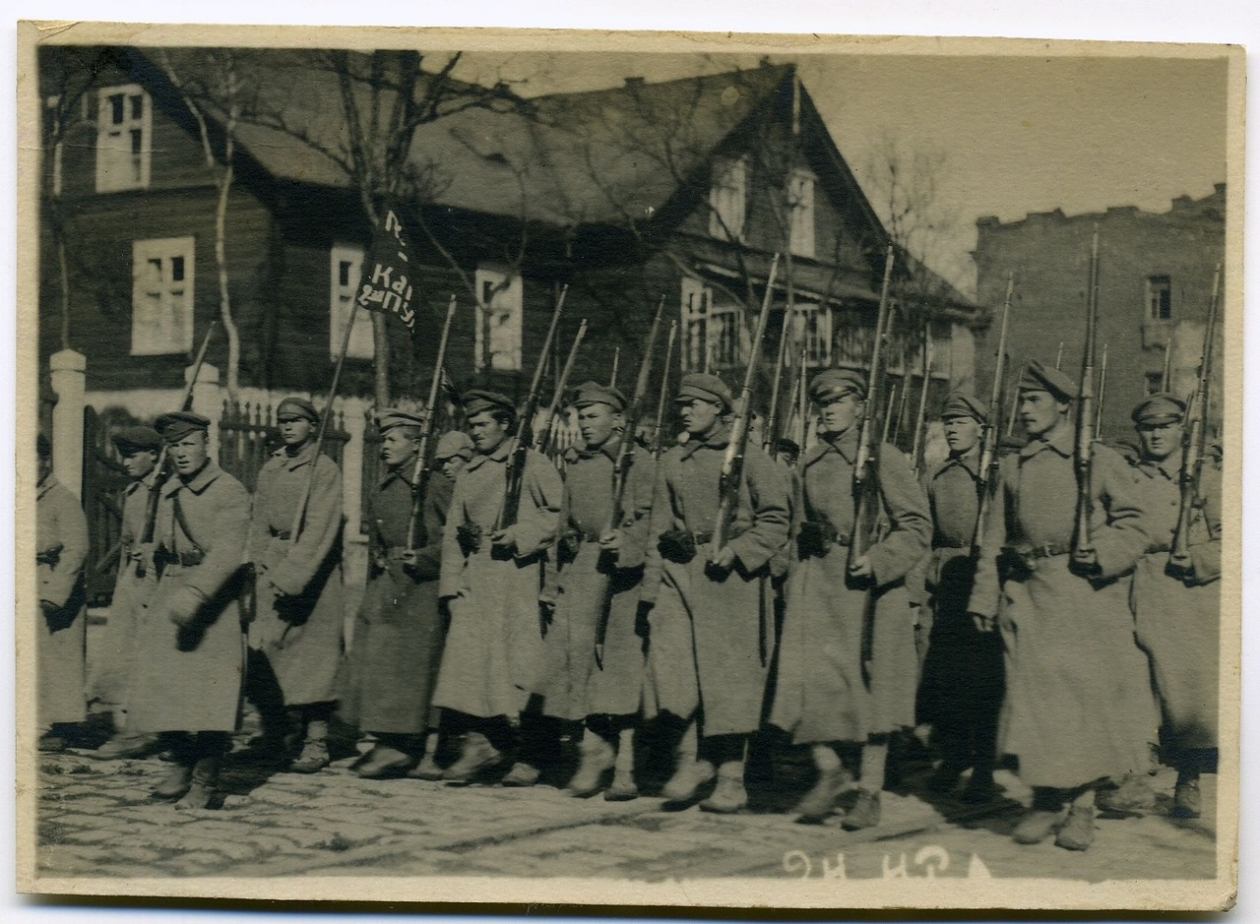
Dernier défilé de soldats blancs à Vladivostok en 1922.
- Soldats marchant à Vladivostok le 25.

### Période soviétique

#### Années 1920 et 1930

##### Incorporation à la Russie soviétique
Le 15 novembre 1922, la république d'Extrême-Orient est dissoute et incorporée à la république socialiste fédérative soviétique de Russie. Le Primorié est alors intégré à l'oblast d'Extrême-Orient, qui a Tchita comme capitale. L'oblast, comprenant aussi le kraï actuel de Khabarovsk, dispose de plusieurs comtés, dont celle du Primorié. Cette province était divisée en cinq okrougs : celui de Vladivostok, de Nikolsk-Oussouriïsk, de Spassk, de Nikolaïevsk et de Khabarovsk,.

##### Une démographie et une économie changeantes, sous influence extérieure
Pendant les années 1920, de nombreux dissidents se sont exilés en Mandchourie voisine, en fondant des colonies de Russes. En effet, la frontière était très poreuse avec la Chine et la Corée, permettant banditisme et autres trafics. La Guépéou s'est saisie du problème et a fait en sorte de surveiller la frontière pour arrêter ce banditisme croissant[non neutre]. La contrebande représentait en 1925 12 % de toutes les marchandises du Primorié, dont 29 % d'alcool. Mais la porosité a aussi permis dans les années 1920 l'installation de nombreux Coréens fuyant la domination japonaise, surtout dans le sud du Primorié. Dans le raïon de Possiet, 90 % de la population était coréenne. Il y avait aussi des Chinois, venant faire des travaux saisonniers.

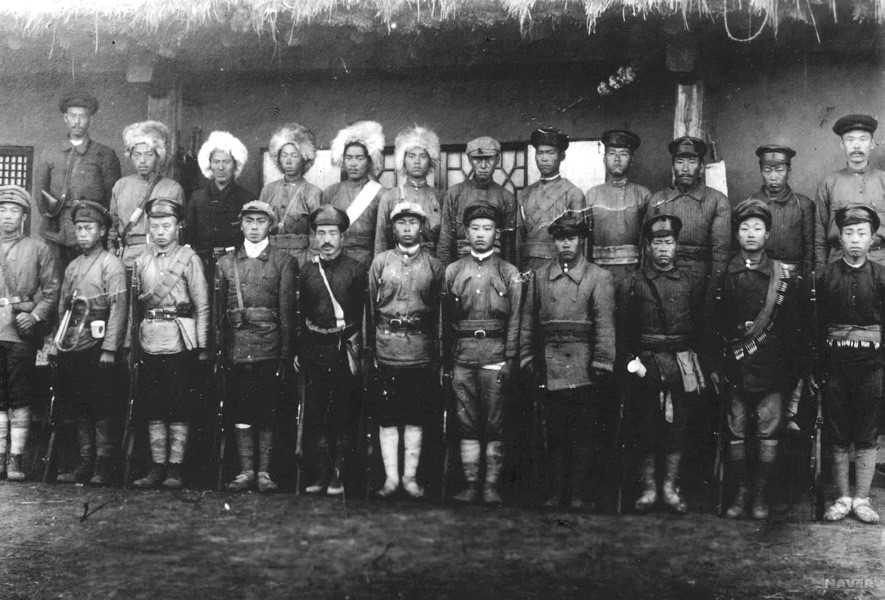
Partisans coréens dans le Primorié

En 1926, la population était peuplée d'environ 630 000 habitants, représentant alors 44 % de la population de l'Extrême-Orient. La région était aussi le cœur industriel du Primorié (52 % de la production totale), avec de nombreuses usines d'abord privées, mais pour certaines nationalisées en 1923 et 1924. Mais dans l'ensemble, Moscou a laissé le secteur privé plus longtemps tranquille dans la région, car c'était une des rares régions de Russie où la guerre civile n'avait pas été synonyme de destruction. Les capitaux privés étrangers jouaient un rôle central, et 66 % des commerces étaient d'ailleurs possédés par des étrangers, la grande majorité par des Chinois. Des sociétés mixes furent créées, ainsi que des concessions, surtout dans le domaine minier. Dans les années 1920 près de 58 % des entreprises étaient détenues par le privé.

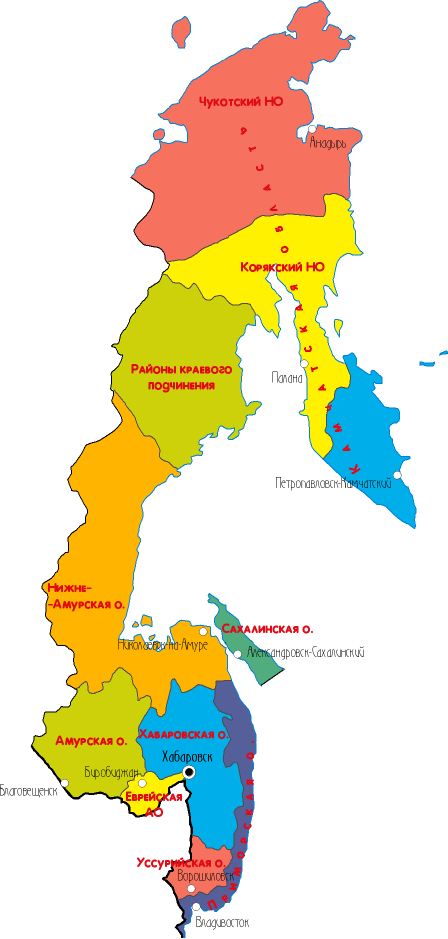
Kraï d'Extrême-Orient en 1938.

Le 4 janvier 1926, l'oblast d'Extrême-Orient est dissous, et le kraï d'Extrême-Orient le remplace alors. Le 20 octobre 1932, l'oblast de Primorié est créé, toujours inclus dans le kraï d'Extrême-Orient. En 1929 a lieu un conflit sino-soviétique en Mandchourie voisine, remporté par l'Armée rouge gagne.

##### Politiques staliniennes au Primorié
Au début des années 1930, avec la fin de la nouvelle politique économique, la nationalisation s'étend à toutes les entreprises ; les capitaux privés et/ou étrangers sont presque interdits, et les concessions fortement réduites. L'État prend la place du privé via les subventions, dans des secteurs comme les transports, les mines, la sylviculture, les chantiers navals ou bien la pêche. Pour ce faire, des soldats de l'Armée rouge avec leurs familles sont installés en Extrême-Orient.
Mais les autorités ont aussi utilisé les travaux forcés avec les goulags, comme le Dallag, à Artiom ou encore Vladperpunkt, ce dernier étant un camp de transit à Vladivostok. Il y avait 70 000 prisonniers au Primorié en 1937. En 1937, de nombreuses expulsions ont eu lieu, environ 200 000 personnes, surtout coréennes et chinoises. Par ailleurs les Grandes Purges ont fait 9 000 victimes au Primorié.

##### Naissance du kraï du Primorié
Le 20 octobre 1938, par décret du præsidium du Soviet suprême, le kraï d'Extrême-Orient est dissout et son territoire est divisé en plusieurs zones, dont le kraï du Primorié. En 1939, la population s'élevait à 906 805 habitants, avec une population urbaine plus importante que la population rurale. Cela fit d'elle une des premières régions de Russie qui avait parmi les plus fortes proportions urbaines.

#### Collectivisation des terres

##### Caractéristiques du Primorié avant la collectivisation
Tout comme dans le reste de l'Union soviétique, le Primorié connaît en 1923 la crise des ciseaux puis entre 1927 et 1928 une crise de la distribution agricole et céréalière, entraînant l'abandon par Joseph Staline de la nouvelle politique économique. Il lance ainsi en 1929 la collectivisation des terres, et le Primorié n'échappe pas à la règle.
Juste avant la collectivisation, le Primorié se caractérise par une part importante de ménages aisés, souvent des familles d'agriculteurs. Les populations coréennes et les anciens cosaques possèdent le plus de terres, et ils sont souvent en contact avec les blancs vivant en Mandchourie, de l'autre côté de la frontière. Ces populations étaient des koulaks, ennemi pour Staline. Profitant de la dépossession, le pouvoir profita aussi pour enlever les terres aux petits exploitants, y compris les pauvres.

##### Début de la collectivisation et premières conséquences

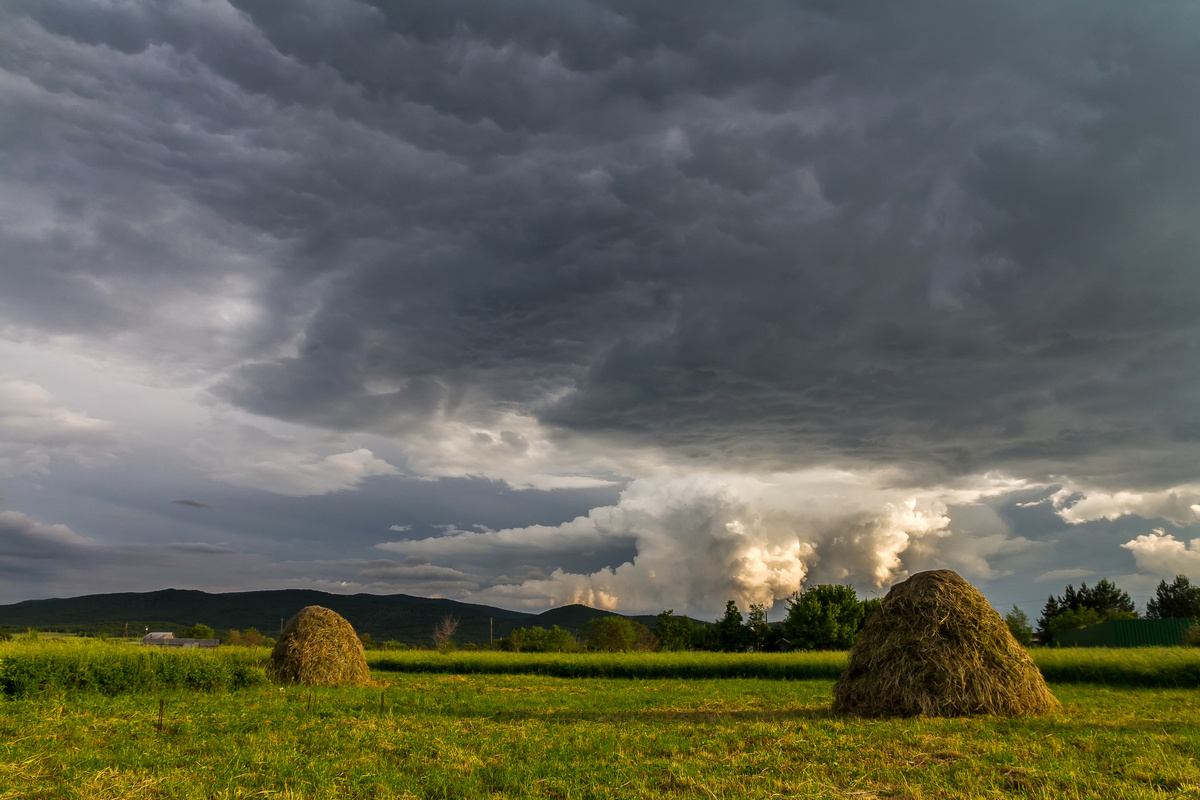
Champ dans le raïon de Tchernigovka.

La collectivisation a commencé en janvier, avec en premier la ville de Vladivostok et les raïons de Mikhaïlovka, de Tchernigovka et de Grodekovo. Dans ces endroits, 47 % des exploitations étaient tenues par les koulaks, les plus hautes proportions du Primorié. En février, le raïon de Chkotovo a rejoint le mouvement, et en février, déjà 70 % des terres furent collectivisées dans le raïon de Grodekovo. À travers la région, sur les mois de janvier, février et mars, le niveau de collectivisation a augmenté de 8,8 à 45 %, avec début avril 40 % des exploitations moyennes tenues par les kolkhozes. Au Primorié, il y avait en moyenne 10 à 15 % de la population qui était concernée par cette dépossession, dans certains 25 à 30 %. À Novonejino (raïon de Chkotovo), 23,5 % de la population était concernée, et ce fut pire dans les régions de la plaine du Khanka. Dans le raïon de Spassk, 378 fermes furent saisies, et ces dépossessions, couplées à des arrestations, entraînèrent un exode massif. 60 % des Coréens vivant dans les raïon de Chkotovo partirent, tout comme 45 % dans le raïon de Tchernigovka. Des soulèvements paysans ont eu lieu, avec des paysans se réfugiant dans les collines pour lutter de manière armée. En février 1930, il y avait déjà 12 groupes insurrectionnels, regroupant 1 300 personnes dans le territoire d'Extrême-Orient. Face à cette résistance, qui pourrait détruire l'agriculture régional, les autorités annulent certaines de leurs décisions ; 46 % (993 sur 2 148) des fermes du raïon de Grodekovo sortent du système des kolkhozes, et dans le raïon de Mikhaïlovka, sur 43 rrecours déposés, 365 sont acceptés. Ainsi, entre le 1er avril et 1er juillet 1930 au Primorié, le nombre de fermes collectivisées passe de 45 à 23 %.
Mais les autorités n'ont pas dit leur dernier mot, et en automne 1930, une nouvelle phase de collectivisation commence. Les autorités sont désormais soutenues par les pauvres, les militants et les ouvriers agricoles, voulant la collectivisation contre les koulaks. Parallèlement à ça, les autorités créent des fermes collectives pour réinstaller les soldats de l'Armée rouge avec leurs familles. Ainsi, 6 kolkhozesde l'Armée rouge voient le jour au printemps 1930 dans le raïon de Vladivostok, et en 1932, 42 fermes de ce type existent dans le territoire d'Extrême-Orient. La collectivisation entraîne une baisse de la production agricole, à laquelle s'ajoute des inondations de grandes ampleurs en 1932, ruinant les cultures, et provoquant des famines. Cependant, la collectivisation continue, et en 1933, il y a 619 fermes collectives au Primorié, ainsi que 23 stations de machines agricoles et 30 sovkhozes. 56 % des exploitations et 80 % des terres agricoles ont alors été déjà collectivisées. Pour augmenter le rendement, les autorités décidèrent d'impliquer l'Armée rouge via des corps de métiers pour aides les fermes.

##### Les répressions, déportations et purges: impact sur le Primorié
La collectivisation a aussi connu des purges dès le début des années 1930, avec l'aide de l'OGPU. De mars à mai 1933, 1 262 personnes et 265 fermes collectives furent concernées, 210 personnes furent démises de leurs fonctions, 80 jugées, 147 expulsées des fermes et une personne réprimandée. Mais ces chiffres ne concernent que les directeurs et autres cadres. Dans le premier semestre de 1933, 400 000 personnes firent l'objet de la répression de l'OGPU, de la police ou d'autres instances judiciaires. Sur toute l'année, 15 % des directeurs des kolkhozes furent démis de leurs fonctions. Entre 1933 et 1934, les autorités purgent aussi les koulaks du Primorié, principalement des populations cosaques. Par exemple, 16 % de la population du raïon de Grodekovo est expulsée, tout comme 33 % de la population du village de Salskoïe (raïon d'Iman). En conséquence, la population rurale au Primorié chute ; elle est divisée par 2,5 dans le raïon de Grodekovo.
En automne 1937, 180 000 Coréens, pour la grande majorité des agriculteurs, ainsi que d'autres populations, sont arrêtés et déportés vers l'Asie centrale, dont le Kazakhstan. Entre 1937 et 1939, près d'un cinquième de la population régionale est expulsé, auquel s'ajoutent les 9 000 personnes fusillées d'août 1937 à novembre 1938 seulement. Avec les purges staliniennes, la moitié des directeurs des MTS sont écartés de leurs responsabilités, et certains sont envoyés aux goulags. La collectivisation a détruit le système préexistant, en ruinant et réprimant les koulaks et en altérant le mode de vie et de fonctionnement des villages.

##### Achèvement de la collectivisation au Primorié
La collectivisation au Primorié s'achève à la fin du deuxième plan quinquennal, en 1938. C'est alors que 99,5 % des superficies cultivées et 93 % des exploitations ont été réunies en fermes collectives. En 1941, le Primorié comptait 502 fermes collectives, 45 fermes d'autres types de ferme d'État ainsi que 45 station de machines et de tracteurs, possédant plus de 5 000 véhicules agricoles. Contrairement aux autres régions, il y avait deux fois plus de véhicules agricoles au Primorié par hectare, car les machines étaient quasi inexistantes avant la collectivisation des terres.
Pour toutes ces nouvelles fermes, l'État a encouragé l'immigration vers cette région, avec 34 500 fermiers s'étant installés sur la période 1939 - 1941 seulement. Il y avait en tout 128,8 mille personnes travaillant dans les kolkhozes en 1941. Il y avait désormais 322 000 hectares de terres agricoles, avec des céréales, légumes, pommes de terres ou betteraves désormais cultivés. L'élevage reste faible, principalement axé sur le secteur bovin pour la viande et le lait.

#### Seconde Guerre mondiale

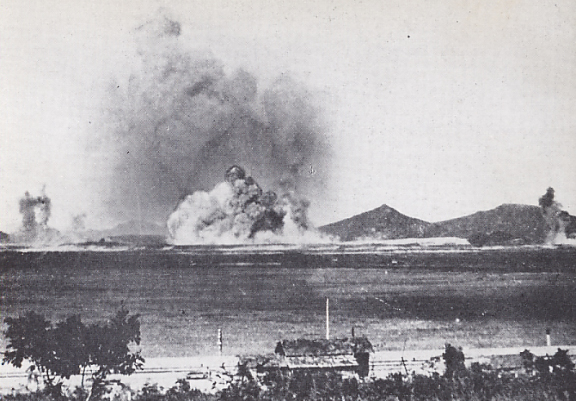
Explosion pendant la bataille du lac Khassan.

Le 29 juillet 1938, alors que la seconde guerre sino-japonaise fait rage avec la Mandchourie, placée sous la dépendance du Japon, un conflit commença entre la Russie soviétique et le Japon ; la bataille du lac Khassan au lac Khassan. Il y eut plus de 1 500 morts des deux côtés, et les Soviétiques en sont sortis vainqueurs. La bataille se termina le 11 août 1938. Cela a entraîné une militarisation de la frontière, dans une région où la flotte du pacifique est stationnée.
La région resta à l'arrière des combats, mais la production industrielle fut accélérée avec l'effort de guerre, dans le but d'alimenter le front. Le port de Vladivostok fut pendant la guerre le principal port soviétique, ceux d'Europe étant bloqués par les nazis. L'Extrême-Orient et le Primorié voient la loi martiale levée le 31 août 1945, permettant la reprise économique.

#### De 1945 à 1991, essor économique
Lorsque la Seconde Guerre mondiale s'achève, l'économie du Primorié reprend son développement en tant que la région industrielle et agricole de l'Extrême-Orient. Apparurent dans le territoire des mines de charbons, de nombreuses usines ou encore des centrales électriques. Dans le domaine du transport, le port de Vladivostok fut rénové et dans les années 1970 et 1980, le port de Nakhodka fut construit, aujourd'hui l'un des plus importants de Russie, et le port de Vostotchny apparut lui aussi près de Nakhodka. Le 15 septembre 1948, par décret du présidium du soviet suprême, le raïon de Sovetskaïa Gavan est transféré au kraï de Khabarovsk.

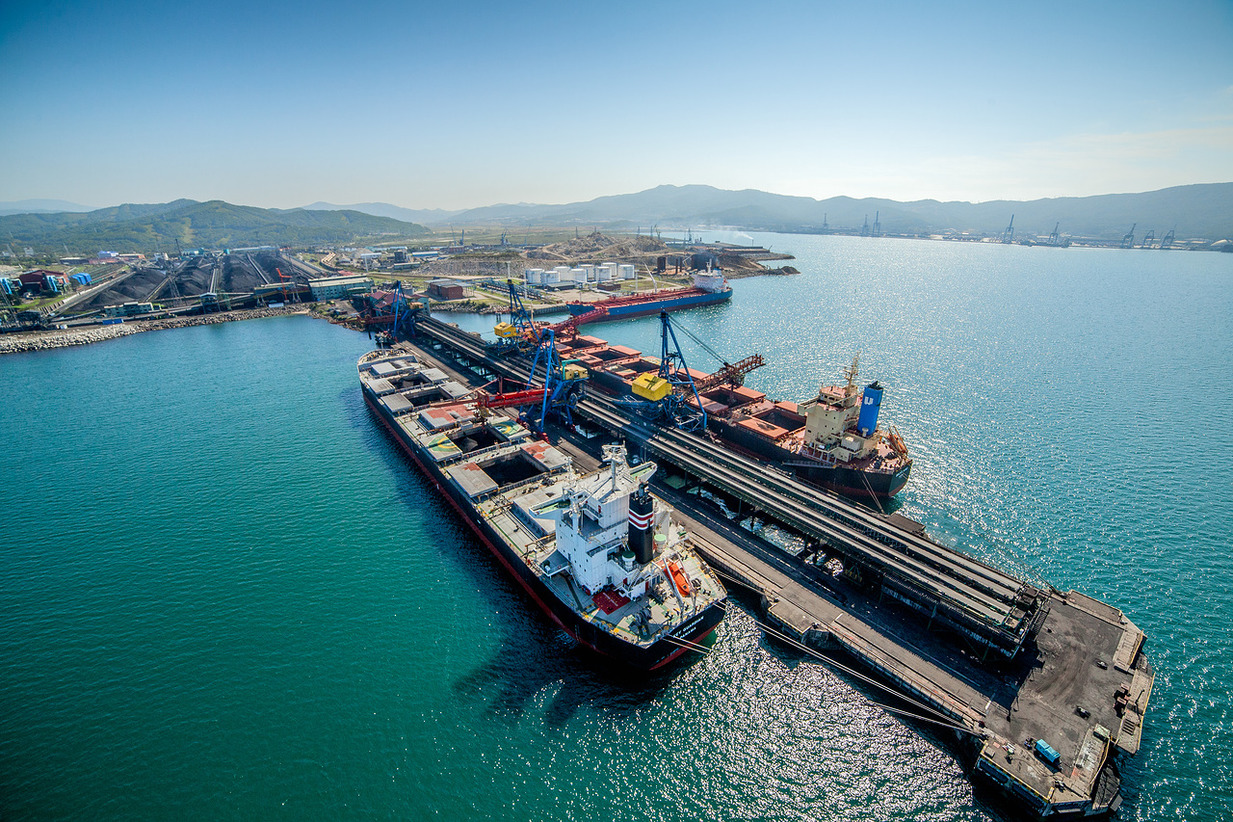
Une partie du port de Vostochny.

Dans les années 1950, la construction rapide de logements a commencé au Primorié, coïncidant avec une explosion démographique. Lorsque Nikita Khrouchtchev, premier secrétaire du Parti communiste de l'Union soviétique, visita le Primorié en 1953, il ordonna que Vladivostok devienne « une meilleure ville que San Francisco ». Les autorités, via la planification, créèrent de nouveaux secteurs économiques ; l'ameublement, la chimie, la lutherie ou la porcelaine. Pour l'agriculture, elle était insuffisante aux besoins de la région, et les importations depuis d'autres régions étaient nécessaires. Au début des années 1970, le Primorié était l'une des régions les plus ouvertes de l'Extrême-Orient russe, exportant ses produits dans plus de 50 pays.
En 1969 eut lieu le conflit frontalier sino-soviétique au sujet de l'île Zhenbao/Damanski, qui se solda par une victoire soviétique. Puis en 1970 est créée la branche extrême-orientale de l'Académie des sciences de l'URSS (aujourd'hui de Russie). En novembre 1974 eut lieu le sommet de Vladivostok sur le contrôle des armements entre Gerald Ford et Léonid Brejnev,, en préparation à la création d'un accord SALT 2. Par ailleurs, le 21 octobre 1981, après une collision avec un navire, le sous-marin S-178 coule dans le golfe de Pierre-le-Grand, faisant perdre la vie à 32 personnes,.
Il y eut d'importantes migrations pendant cette période depuis la Sibérie et la Russie européenne, faisant passer la population de 1 381 018 habitants en 1959 à 2 258 391 habitants en 1989. Les centres urbains en profitèrent le plus, avec des développements importants dans les principales villes de l'oblast.

### Après l'éclatement de l'Union soviétique (1991-)

#### L'ouverture aux étrangers
Avec l'ouverture entraînée par la perestroïka, le Primorié a connu un accroissement des échanges avec ses voisins frontaliers. Entre 1990 et 1996, le nombre de partenaires commerciaux étrangers de la région est passée de 17 à 84. De plus, 3 000 entreprises au Primorié étaient transnationales en 1993, contre 350 en 1993. En 1994, plus de 600 entreprises étaient des coentreprises, souvent avec la Chine (271), le Japon (52) et les États-Unis (39). Dès 1995, la région est leader en Russie en termes du taux d'entreprises privatisées. En 1996, les entreprises étrangères généraient déjà plus de 1 000 milliards de roubles de production, avec plus de 10 000 emplois. Les importations ont elles aussi changées, passant de moins de 25 % venant de l'étranger à plus de 56 % en 1994.
Les liens ne sont pas seulement économiques, mais aussi culturels. En particulier, l'université fédérale d'Extrême-Orient à Vladivostok a renforcé ses liens avec les universités d'Asie-Pacifique au cours des années 1990. À la fin des années 1990, elle avait déjà une soixantaine de contrats avec des universités du Japon, de Chine, d’Australie, de Nouvelle-Zélande, de Taiwan, de Corée du Sud, entre autres. Par ailleurs en 1992, la ville de Vladivostok fut ouverte, alors qu'elle était une ville fermée auparavant à cause de son importance militaire,.

#### Création d'institutions politiques régionales
En octobre 1994, dans le cadre de la démocratisation et de la constitution russe de 1993, l'Assemblée Législative du kraï du Primorié est élue. Et l'année suivante, en décembre, le premier gouverneur du kraï est élu, Vladimir Kouznetsov. Toujours en 1995, le Primorié a adopté son drapeau, ses armoiries, et a institué le 25 octobre comme la journée du Primorié.

#### LeXXIesiècle

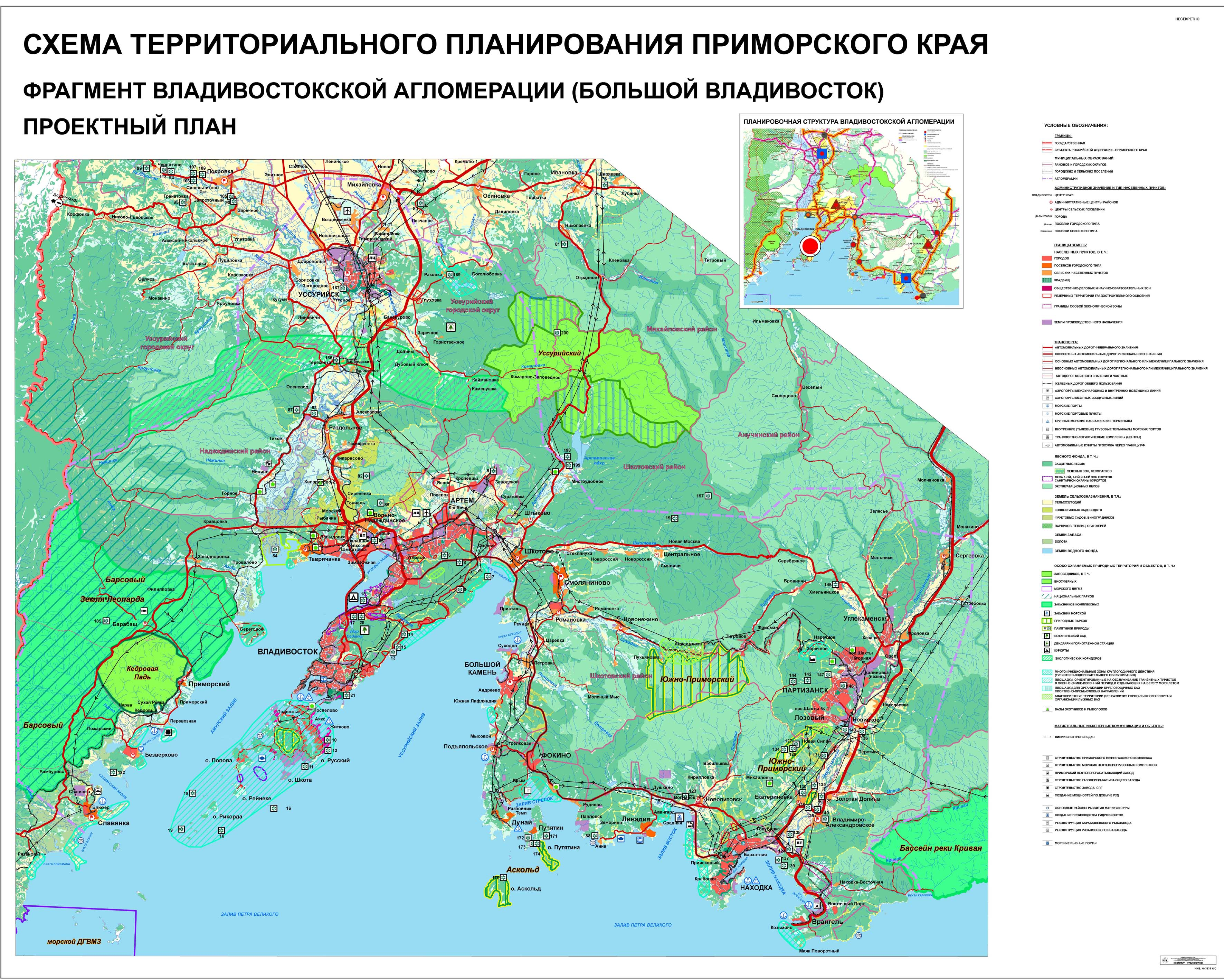
Carte du schéma d'urbanisme de l'agglomération de Vladivostok

Vladivostok a accueilli le sommet de l'APEC en 2012, ce qui a permis et nécessité la construction de nombreuses infrastructures dans l'agglomération de Vladivostok, dont un nouveau terminal pour son aéroport ; les ponts de la baie de l'Amour, de la Corne d'Or et de l'île Rousski ainsi que l'autoroute De Vries - Patrokl - Île Rousski qui contourne Vladivostok. Le pont de l'île Rousski était au moment de son inauguration le pont à haubans ayant la plus longue portée au monde avec 1 104 m entre ses deux pylônes,,. En 2015, le port de Vladivostok est devenu un port franc pour attirer des investisseurs et augmenter le commerce.

Nouvelles infrastructures construites pour l'APEC 2012
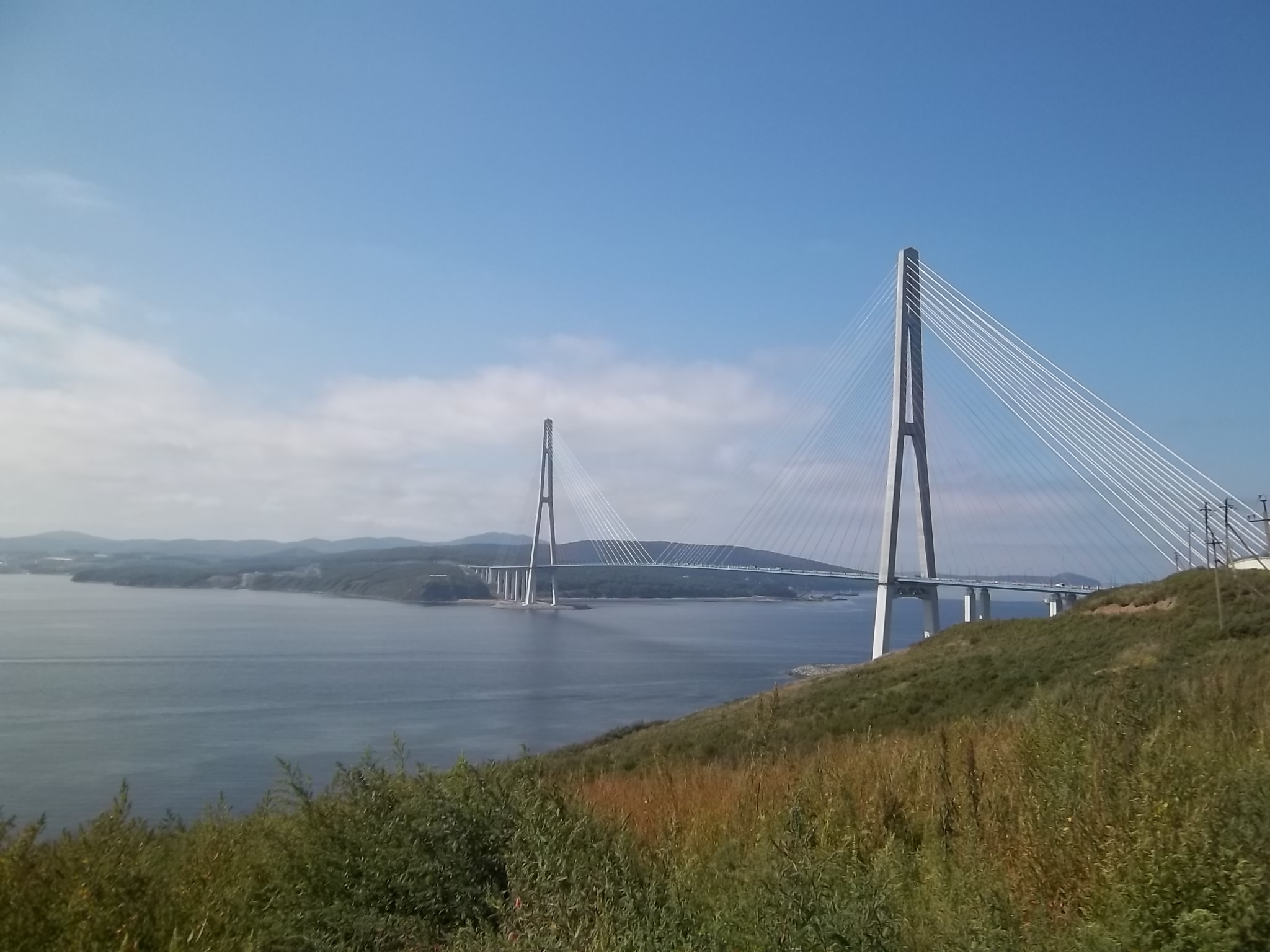
Pont de l'île Rousski traversant le bosphore oriental.
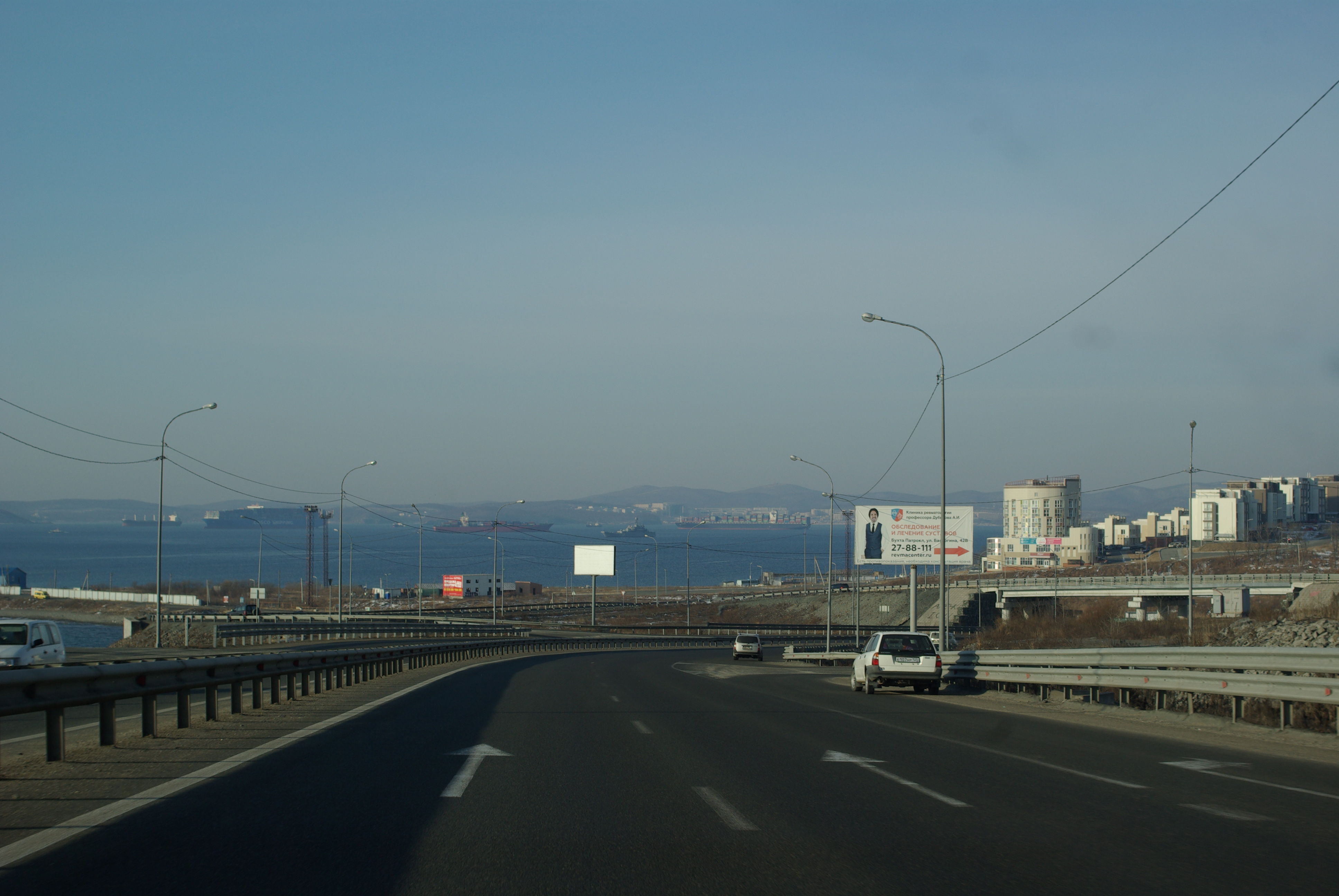
Autoroute De-Vries - Sedanka - Patrokl.
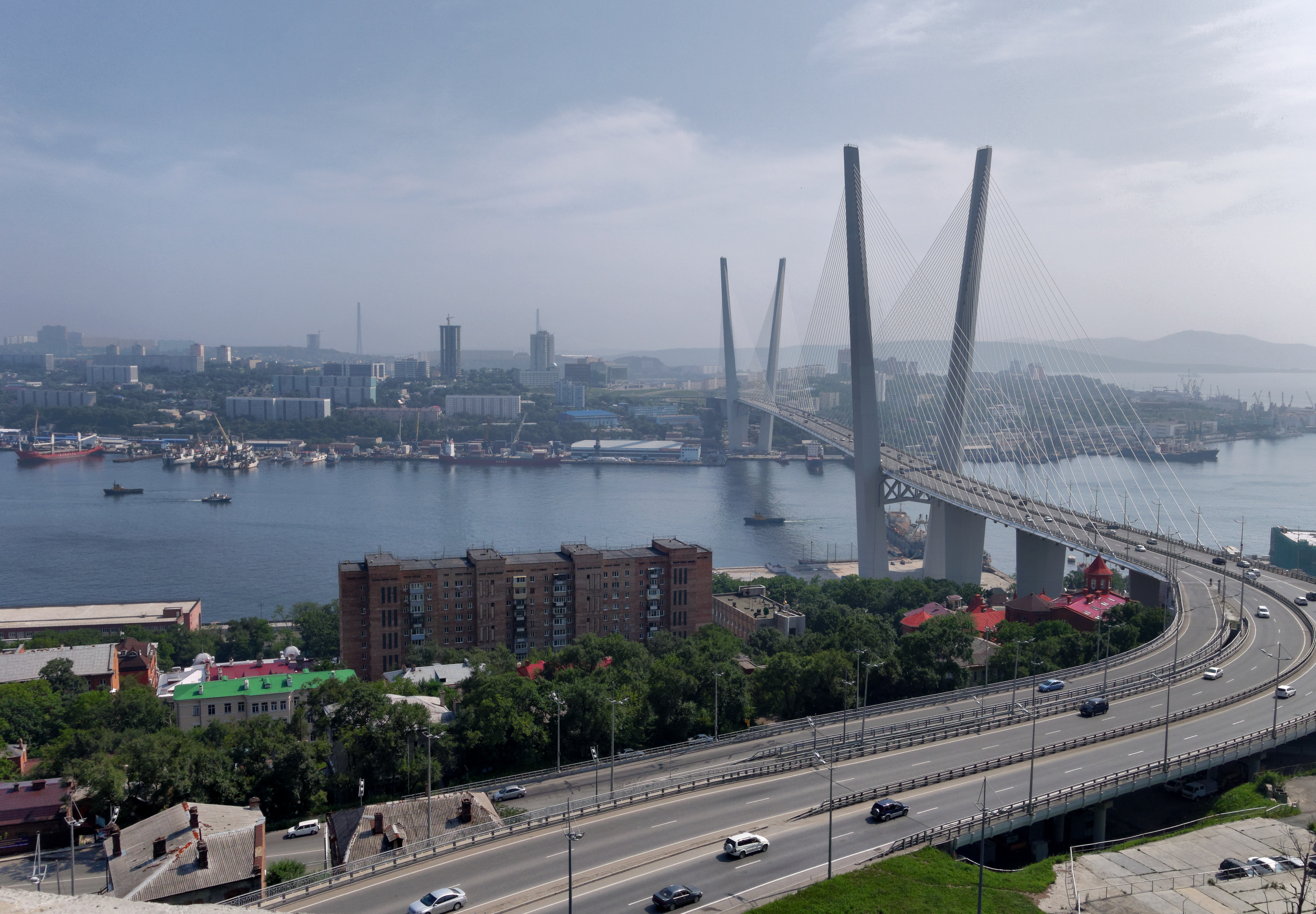
Pont de la Corne d'Or enjambant le Zolotoï Rog.
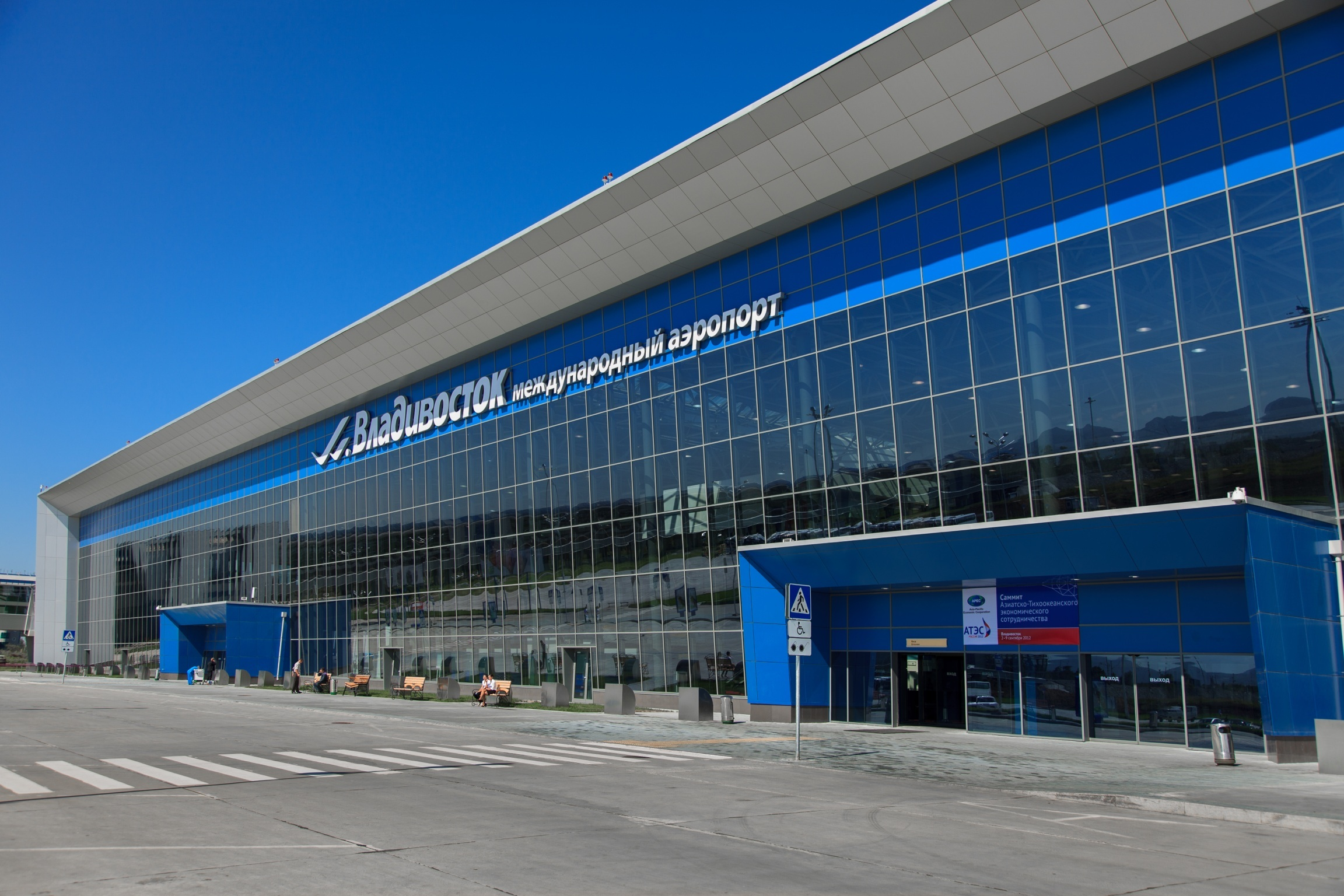
Nouveau terminal de l'aéroport international de Vladivostok
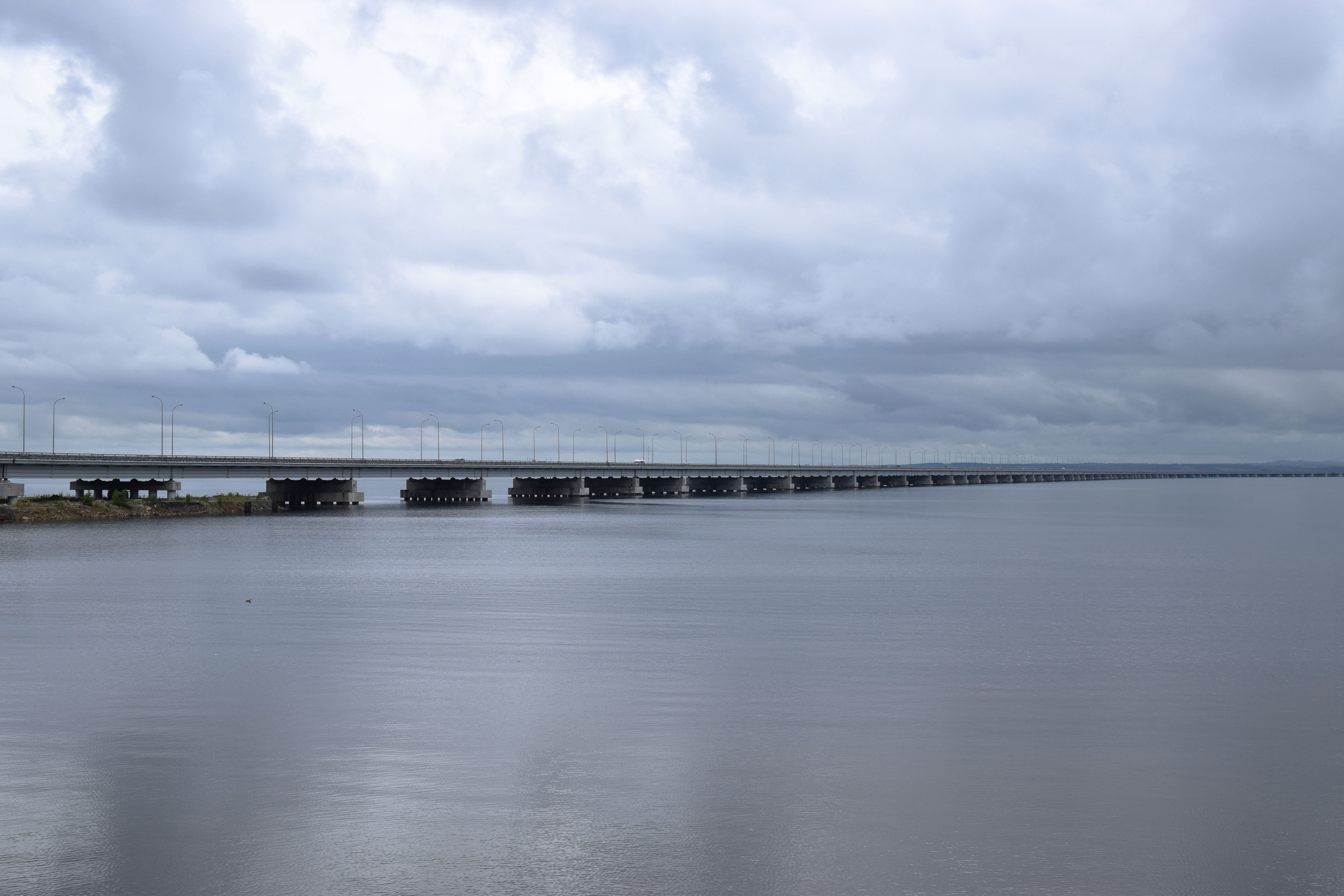
Pont de la baie de l'Amour.

Le Primorié doit faire face au début du XXIe siècle à un déclin important, tant sur le plan démographique que sur le plan économique. Entre 1989 et 2021, la région a perdu plus de 413 000 personnes,, même si ce n'est pas aussi important démographiquement parlant que dans d'autres sujets extrême-orientaux, comme l'oblast de Magadan. Ces départs massifs freinent le développement économique ; l'on estimait en 2017 qu'un actif sur cinq dans les villes de la région était au chômage. Parmi les causes de ce départ, le coût de la vie très cher. En effet, les prix sont en moyenne (2017) 30 à 50 % plus chers qu'en Russie européenne, tandis que Vladivostok fait partie des cinq villes les plus onéreuses du pays.
Les autorités misent, pour redonner de l'essor au kraï, à développer les industries minières, et surtout à transformer la région en un hub logistique. En 2018, les ports du kraï voyaient passer 200 millions de tonnes de fret, soit un quart du fret russe. Les ports plus importants étaient ceux de Vostotchny (77,7 millions de tonnes en 2021), de Vladivostok (29,6 millions de tonnes en 2021) et de Nakhodka (26,8 millions de tonnes en 2021). La pêche est aussi un secteur-clé pour la région, même si le gouvernement régional se heurte aux pressions étrangères en matière de quotas de pêche. Plus largement, le Primorié reste confrontée à la Corée du Sud et ses atouts. Mais d'autres secteurs profitent justement de cette proximité, comme le tourisme, avec un quintuplement du nombre de touristes, principalement chinois, entre 2013 et 2017. Enfin, le Primorié reçoit de nombreuses subventions de Moscou, que ce soit pour la construction et la rénovation de routes, de gazoducs, d'institutions culturelles ou de zones touristiques.
En décembre 2018, le gouverneur du kraï a persuadé le président Vladimir Poutine de transférer la capitale du District fédéral extrême-oriental de Khabarovsk à Vladivostok. Les deux villes, qui ont environ la même population, sont devenues des éternelles rivales pour le statut de plus grande ville de l'Extrême-Orient russe. Le transfert ouvre pour Vladivostok et plus largement la région l'arrivée de nombreux emplois administratifs et ainsi un meilleur développement économique, au dépit de la ville sur l'Amour.

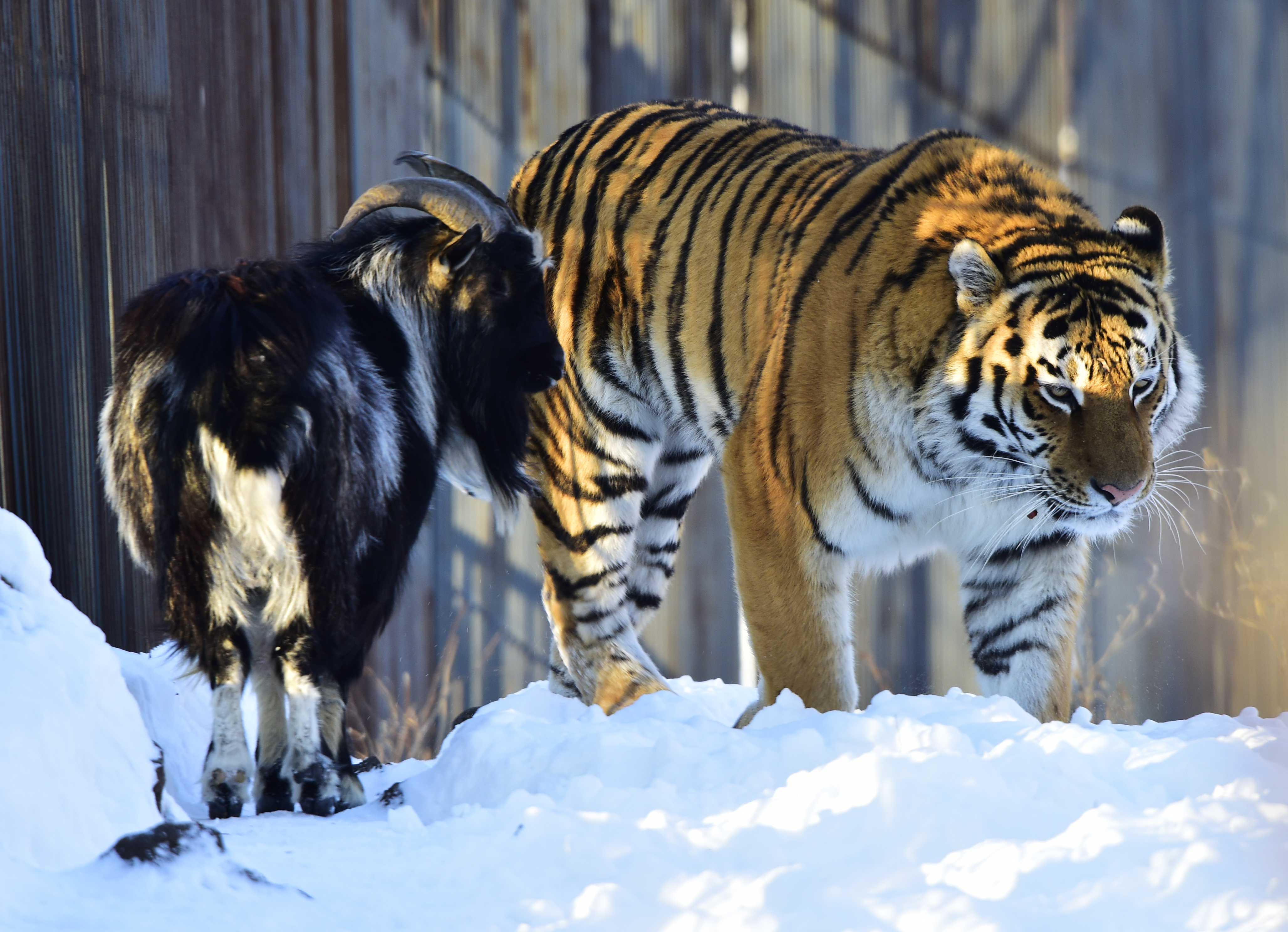
Amour (le tigre) et Timour (le bouc) : deux animaux qui ont développé une amitié.

Outre l'économie, le Primorié se doit de protéger une nature rare. La région abrite deux tiers des 600 tigres de l'Amour qui vivent en Russie, alors qu'il n'y avait que 30 individus au début du XXe siècle. Mais les tigres subissent la déforestation, réduisant leur habitat, et l'expansion constante du réseau routier permet, elle, de multiplier et de faciliter les occasions de braconnage. En 2021, l'on estimait que les braconniers avaient accès à environ 52 % de la taïga, l'habitat des tigres. Les tigres tués sont ensuite transférés par la contrebande en Chine voisine. Vladimir Poutine a apporté son soutien à la protection et à la réintroduction des tigres.
Avec l'invasion de l'Ukraine par la Russie et les sanctions, le pays et ses régions ont dû trouver d'autres marchés. Ainsi, malgré la guerre, le volume de marchandises a augmenté de 70 % entre le Heilongjiang et le kraï du Primorié au 1er semestre de 2022, selon les douanes chinoises, par rapport à 2021. Mais les sanctions se font aussi sentir dans la région, en particulier dans le transport. Le projet d'autoroute de Vladivostok à Nakhodka ne sera ainsi pas réalisé entièrement, seul le tronçon jusqu'à Bolchoï Kamen sera réalisé, le reste ayant été annulé à cause du manque de fonds. Par ailleurs, beaucoup de zones du nord du Primorié sont difficiles d'accès, et sont reliées par les avions, mais avec les sanctions, les avions ne peuvent plus se faire réparer. En conséquence, début 2023, le trafic intérieur aérien avait déjà été réduit de moitié.

## Pour approfondir